# The Expanse (Fernsehserie)/Episodenliste

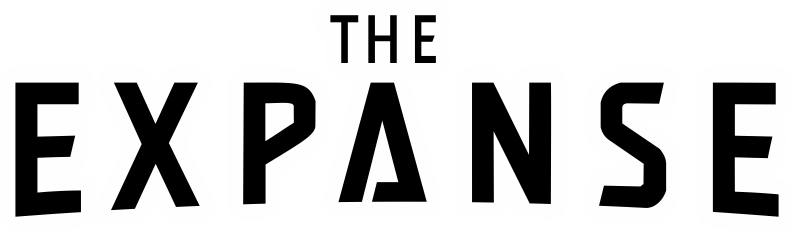
Logo zur Serie

Diese Episodenliste enthält alle Episoden der US-amerikanischen Science-Fiction-Fernsehserie The Expanse, sortiert nach der US-amerikanischen Erstausstrahlung. Die Fernsehserie umfasst insgesamt sechs Staffeln mit 62 Episoden.

## Übersicht
| Staffel | Episodenanzahl | Erstausstrahlung USA                              | Erstausstrahlung USA | Deutschsprachige Erstveröffentlichung | Deutschsprachige Erstveröffentlichung |
| Staffel | Episodenanzahl | Staffelpremiere                                   | Staffelfinale        | Staffelpremiere                       | Staffelfinale                         |
| ------- | -------------- | ------------------------------------------------- | -------------------- | ------------------------------------- | ------------------------------------- |
| 1       | 10             | 23. November 2015 (Online) 14. Dezember 2015 (TV) | 2. Februar 2016      | 3. November 2016                      | 3. November 2016                      |
| 2       | 13             | 1. Februar 2017                                   | 19. April 2017       | 8. September 2017                     | 8. September 2017                     |
| 3       | 13             | 11. April 2018                                    | 27. Juni 2018        | 8. Februar 2019                       | 8. Februar 2019                       |
| 4       | 10             | 12. Dezember 2019                                 | 12. Dezember 2019    | 13. Dezember 2019                     | 13. Dezember 2019                     |
| 5       | 10             | 15. Dezember 2020                                 | 2. Februar 2021      | 16. Dezember 2020                     | 3. Februar 2021                       |
| 6       | 6              | 10. Dezember 2021                                 | 14. Januar 2022      | 10. Dezember 2021                     | 14. Januar 2022                       |

## Staffel 1
Die Erstausstrahlung der ersten Staffel war vom 23. November 2015 (Online) respektive 14. Dezember 2015 (TV) bis 2. Februar 2016 auf dem US-amerikanischen Fernsehsender Syfy zu sehen. Die deutschsprachige Erstveröffentlichung fand am 3. November 2016 auf Netflix per Streaming statt.
| Nr. (ges.) | Nr. (St.) | Deutscher Titel            | Originaltitel       | Erstveröffentlichung USA                  | Deutschsprachige Erstveröffentlichung (D/A/CH) | Regie            | Drehbuch                               | Länge      |
| --- | --------- | -------------------------- | ------------------- | ----------------------------------------- | ---------------------------------------------- | ---------------- | -------------------------------------- | ---------- |
| 1 | 1         | 50.000 Kilometer           | Dulcinea            | 23. Nov. 2015 (Online) 14. Dez. 2015 (TV) | 3. Nov. 2016                                   | Terry McDonough  | Mark Fergus & Hawk Ostby               | 47 Minuten |
| Auf der Ceres-Station im Asteroidengürtel herrscht eine angespannte Stimmung. Die Gürtler sind unzufrieden mit den Lebensbedingungen und fühlen sich sowohl von der Erde als auch vom Mars ausgebeutet. Joe Miller arbeitet dort für die private Sicherheitsfirma Star Helix Security, wobei er auch Bestechungsgeld annimmt und von den Gürtlern als Verräter betrachtet wird, da er selbst einer von ihnen ist. Miller erhält von seiner Vorgesetzten den inoffiziellen Auftrag, die junge Juliette Andromeda Mao zu finden. Sie stammt aus einer reichen Familie von der Erde und soll sich angeblich auf Ceres aufhalten. Im äußeren Asteroidengürtel empfängt der Eisfrachter Canterbury einen Notruf des Schiffes Scopuli. Wegen Zeitdrucks aufgrund der dringend erwarteten Eislieferung und aus Angst vor einer Falle durch Piraten befiehlt der Kapitän, den Logeintrag über den Notruf zu löschen. Schiffsoffizier James Holden bestätigt den Empfang jedoch aus Gewissensbissen heimlich doch, weshalb der Kapitän widerwillig einen Rettungseinsatz befiehlt, zu dem er nunmehr gesetzlich verpflichtet ist. Holden, der widerwillig als Erster Offizier der Canterbury fungiert, geht mit einem fünfköpfigen Team auf das Bordshuttle der Canterbury, die Knight, und entert das offenbar verlassene Schiff. Das Team stellt fest, dass es mit einem unbekannten Sender versehen worden ist, der offenbar den Notruf ausgestrahlt hat. Unerwartet taucht ein zuvor von den Sensoren unentdecktes Kriegsschiff auf und zerstört mit Lenkwaffen die Canterbury; Holden und sein Team bleiben an Bord ihres durch Trümmer der Canterbury schwer beschädigten Shuttles gestrandet zurück. Währenddessen beschäftigt sich auf der Erde Chrisjen Avasarala, stellvertretende Untersekretärin der Vereinten Nationen (die in der Buchreihe erst im zweiten Roman auftaucht), mit dem Problem der rebellischen OPA (Outer Planets Alliance) und den Spannungen mit dem Mars. Dabei schreckt sie auch vor Folter nicht zurück, um an Informationen zu gelangen, nachdem ein Aktivist der OPA mit Elementen marsianischer Stealth-Technologie verhaftet worden ist, die er zu schmuggeln versuchte. |           |                            |                     |                                           |                                                |                  |                                        |            |
| 2 | 2         | Die große Leere            | The Big Empty       | 15. Dez. 2015                             | 3. Nov. 2016                                   | Terry McDonough  | Mark Fergus & Hawk Ostby               | 42 Minuten |
| Auf Ceres ermittelt Miller wegen Wasserdiebstählen: Die erwartete Lieferung Eis vom Frachter Canterbury ist ausgeblieben, und auf der Station nehmen die Spannungen zu. Miller findet außerdem Hinweise darauf, dass Julie Mao die Station an Bord des Schiffes Scopuli verlassen hat. Auf dem Bordshuttle Knight entpuppt sich der auf der Scopuli gefundene Sender als ein Stück Militärtechnologie vom Mars. Das Team schließt daraus, dass die Marsflotte den Hinterhalt gelegt haben muss. Der Sauerstoff an Bord der Knight wird knapp. Es gelingt dem Team, unter Aufwendung aller Ressourcen ein Notsignal zu senden. Als ein Schiff auf dieses reagiert, bricht Freude aus. Diese erstirbt aber, als klar wird, dass ausgerechnet das Marsflotten-Flaggschiff MCRN Donnager das Notsignal bestätigt hat. Wegen des gefundenen Senders halten die Crewmitglieder die Donnager für den Urheber der vorangegangenen Attacke auf die Canterbury. Bevor die Knight aufgebracht und das Team gefangen genommen wird, setzt Holden einen allgemeinen Funkspruch ab, in dem er seine Sicht der Ereignisse zusammenfasst und damit die Marsstreitkräfte direkt beschuldigt, die Canterbury zerstört zu haben. Auf der Erde wird Avasarala wegen ihrer Methoden beim Verhören gefangener OPA-Mitglieder von ihrem Vorgesetzten Errinwright zurechtgewiesen; sie soll die weitere Befragung nach Möglichkeit auf dem Mond durchführen. |           |                            |                     |                                           |                                                |                  |                                        |            |
| 3 | 3         | OPA und die Canterbury     | Remember the Cant   | 15. Dez. 2015 (Online) 22. Dez. 2016 (TV) | 3. Nov. 2016                                   | Jeff Woolnough   | Robin Veith                            | 42 Minuten |
| Auf Ceres ist der Funkspruch Holdens empfangen worden und wird über die Medien systemweit verbreitet, was teils gewaltsame Proteste gegen den Mars auslöst. Miller entdeckt, dass mehrere auf Julie Mao hinweisende Spuren von Unbekannten gezielt beseitigt werden. Millers Partner Havelock, der sich im Rotlichtviertel der Station von einer Prostituierten in der Sprache und Gestik der Gürtler unterrichten lässt, wird von OPA-Sympathisanten abgefangen und scheinbar tot zurückgelassen, zusammen mit einem Graffito mit den Worten Remember the Cant(erbury). Auf dem marsianischen Flaggschiff Donnager werden unterdessen die Mitglieder von Holdens Team getrennt durch den Marsflottenoffizier Lopez verhört, wobei unter anderem bekannt wird, dass Holden unehrenhaft aus der UN-Raumflotte entlassen wurde, weil er sich geweigert hat, gegen Gürtler vorzugehen, dass Nagata Verbindungen zu Extremisten in der OPA hatte, dass Garvey gar kein Sanitäter ist und dass Alex Kamal 20 Jahre als Pilot in der Marsflotte gedient hat. Durch die Verhörfragen werden bei allen Mitgliedern Zweifel daran geweckt, ob sie den anderen noch vertrauen können. Auf der Erde vermutet Avasarala, dass der Mars mit der OPA zusammenarbeitet und ihr Stealth-Technologie geliefert hat, was jedoch vom Militärkommando der Vereinten Nationen bezweifelt wird, da keine Beweise dafür vorlägen. Um ihre Theorie zu beweisen, kompromittiert sie einen alten Bekannten, der als Botschafter der Erde auf dem Mars dient und große Sympathien für die Marsianer hat. Als jedoch der Geheimdienst der Erde meldet, dass die Marsianer nach dem Durchstechen der Informationen hektisch ihre eigenen Bestände geprüft haben, wird klar, dass die Marsianer die bei dem OPA-Aktivisten gefundenen Materialien nicht geliefert haben können und somit der Verdacht auf eine Kooperation des Mars mit der OPA nicht erhärtet werden kann. |           |                            |                     |                                           |                                                |                  |                                        |            |
| 4 | 4         | CQB                        | CQB                 | 15. Dez. 2015 (Online) 29. Dez. 2016 (TV) | 3. Nov. 2016                                   | Jeff Woolnough   | Naren Shankar                          | 42 Minuten |
| Auf Ceres findet Miller einen toten Kontaktmann Julie Maos, der einen verschlüsselten Datenchip im Körper trug, während Millers Partner Havelock schwer verletzt, aber nicht tot aufgefunden wird. Auf der Erde kommen in der UN-Flottenkommandantur Spekulationen auf, dass eines oder mehrere Stealth-Schiffe im System operieren, wobei nicht klar ist, ob sie zur Marsflotte gehören. Auf der Donnager wird Holden auf die Brücke zur Kommandantin des Schiffes gebracht. Sie fordert ihn auf, den abgesetzten Funkspruch zu korrigieren, da er eine Lüge sei. Sein Notruf habe für viel Unruhe im Sonnensystem gesorgt, da nun der Mars fälschlicherweise für die Zerstörung der Canterbury verantwortlich gemacht werde. Die Marsianer misstrauen Holden, da er Terraner ist. Sie haben wenig für die Erde übrig, wo Luft und Wasser zur freien Verfügung stehen, aber von niemandem geschätzt und geschützt werden, während auf dem technologisch hochentwickelten Mars die Bewohner in Kuppelstädten leben müssen. Die Donnager wird plötzlich von sechs kleineren, unbekannten Schiffen angegriffen, die militärtechnologisch noch höher entwickelt zu sein scheinen als die schon sehr gut ausgestattete Marsflotte, und die Holden als die wahren Verursacher des Angriffs auf die Canterbury erkennt. Die Donnager zerstört zwar im Feuerkampf mit ihren Railguns und Maschinenkanonen vier der Angreifer, wird aber wider Erwarten der Kommandantin von den verbliebenen unbekannten Feinden mit Railgunbeschuss außer Gefecht gesetzt und geentert. Beim Beschuss wird auch der Canterbury-Teamsanitäter Shed Garvey getötet, der mit Naomi, Alex und Amos zusammen eingesperrt ist. Naomi und die anderen schaffen es, ihren Aufenthaltsraum notdürftig gegen das Vakuum des Weltalls abzudichten, und hoffen auf Rettung. Um Atemluft zu sparen, verpasst sich Alex ein Sedativum, nachdem Amos ihm versprochen hat, ihn notfalls zu tragen. Holden soll mit einem Begleitkommando unter Führung von Lieutenant Lopez zum Mars gebracht werden, um von dem Angriff zu berichten, wobei Lopez von der Kommandantin der Donnager auch einen Datenchip mit allen Telemetriedaten des Angriffs erhält. Holden nötigt seine Begleiter aber, zunächst den Rest seines Teams zu retten, wobei einige Angehörige der Marsflotte getötet werden, was für Spannungen zwischen ihm und den Marsianern sorgt. Nur knapp erreichen die verbliebenen Überlebenden der Canterbury nach der Rettung mit Hilfe des mittlerweile schwer verwundeten Lieutenant Lopez die im Hangar der Donnager gedockte leichte MCRN-Fregatte Tachi, mit der sie entkommen, während die Kommandantin der schwer beschädigten Donnager im Angesicht der Erstürmung der Brücke die Selbstzerstörung des Schiffs auslöst, um seine Übernahme durch den unbekannten Feind zu verhindern. Die verbleibenden beiden Stealth-Schiffe werden bei der Explosion der Donnager offenbar mit zerstört. |           |                            |                     |                                           |                                                |                  |                                        |            |
| 5 | 5         | Im Namen der Gerechtigkeit | Back to the Butcher | 5. Jan. 2016                              | 3. Nov. 2016                                   | Robert Lieberman | Dan Nowak                              | 42 Minuten |
| Auf Ceres findet Miller Hinweise darauf, dass die mit dem Schiff Scopuli abgereiste Julie Mao Kontakte zur OPA unterhielt und sie in eine offenbar sehr viel größere Sache verstrickt war. Miller wird kurz darauf von dem OPA-Anführer Dawes angesprochen. Dieser ist bereit, den Anführer der Angreifer auf Havelock an Miller auszuliefern, wenn dieser im Gegenzug seine Informationen über Julie Mao zur Verfügung stellt. Miller geht darauf nicht ein und wird von Unbekannten entführt. Holden und sein Team treiben mit der MCRN Tachi im All, für die Lieutenant Lopez ihnen beim Start die volle Kontrolle gegeben hatte, da er selbst kein Pilot war. Mittlerweile ist Lopez seinen Verwundungen erlegen. Keiner weiß, wie es genau weitergehen soll, weil ohne Lopez als Zeugen kein Marsflottenangehöriger ihre Geschichte glauben wird. Sie werden schließlich von Fred Johnson an Bord der Tycho-Station kontaktiert, der ihnen Zuflucht und Hilfe bei der Neuprogrammierung ihres Transponders anbietet. Notgedrungen geht das Team darauf ein, wobei sie ihr Schiff auf Holdens Vorschlag hin in Rocinante umbenennen. In einer Rückblende wird gezeigt, wie die Erde durchaus auch mit Gewalt gegen Gürtler vorgeht, um die eigenen Interessen zu schützen. Vor Jahren revoltierten Arbeiter an Bord der Anderson-Station wegen der schlechten Bedingungen, unter denen insbesondere die Kinder zu leiden hatten. Der Protest wurde jedoch schließlich trotz der Bereitschaft der Revoltierenden zur bedingungslosen Kapitulation durch UN-Militär brutal niedergeschlagen, die Anderson-Station wurde zerstört. Der damalige verantwortliche UN-Kommandeur war Colonel Fred Johnson. |           |                            |                     |                                           |                                                |                  |                                        |            |
| 6 | 6         | Tiefpunkt                  | Rock Bottom         | 12. Jan. 2016                             | 3. Nov. 2016                                   | Robert Lieberman | Jason Ning                             | 42 Minuten |
| Auf Ceres wurde Miller von OPA-Anhängern entführt. Ihr Anführer Dawes lässt Miller zusammenschlagen, da er dringend an die Informationen über Julie Mao gelangen will, von der Miller eingenommen zu sein scheint. Miller konfrontiert Dawes mit dessen Verbrecher-Vita: Dawes habe vor Jahren die eigene Schwester getötet. Dieser bestreitet es nicht, behauptet aber, der Mord sei die einzige Möglichkeit gewesen, seine Familie zu retten. Dawes lässt Miller in eine Luftschleuse werfen, um ihn zu ermorden. Dieser wird jedoch von seiner Kollegin Octavia Muss gerettet und konfrontiert seine Vorgesetzte mit den von ihm gefundenen codierten Daten. Diese deuten auf eine Verschwörung auf höchster Ebene hin: Unbekannte haben demnach eine Bio-Waffe entwickelt, welche die OPA vergeblich versuchte, in ihren Besitz zu bringen; nun werden alle Spuren von den mächtigen Leuten im Hintergrund beseitigt. Millers Vorgesetzte steht jedoch offenbar im Dienst von Dawes; sie stellt sicher, dass keine Kopien der Daten existieren, nimmt den Datenspeicher an sich und entlässt Miller mit sofortiger Wirkung. Auf der Tycho-Station schließt Holden eine Vereinbarung mit Fred Johnson. Holden stellt alle Informationen hinsichtlich der Vernichtung der Canterbury und der Donnager zur Verfügung, die Johnson als Druckmittel nutzen will, im Gegenzug verspricht Johnson dem Team Schutz auf der Station. Holden soll einen verdeckt agierenden OPA-Agenten mit dem Decknamen Lionel Polanski aus der Gefahrenzone holen, da dieser mehr über die Hintergründe weiß. Holdens Teammitglieder reagieren unterschiedlich auf sein Geständnis, dass er damals den Notruf der Scopuli mitgeschnitten hat und die Canterbury damit zum Rettungseinsatz gezwungen hat. Am Ende nehmen jedoch auch Nagata, Kamal und Burton an der Mission teil. Die Rocinante wird für den Einsatz umlackiert und als Gasfrachter getarnt, um nicht sofort als Marskampfschiff aufzufallen. Auf der Erde setzt Avasarala ein Druckmittel ein, um an Informationen über Johnson auf der Tycho-Station zu gelangen. Sie vermutet, dass Johnson mit den Vorgängen um das unbekannte Stealth-Schiff in Verbindung steht, da dieser für die Mormonen das bislang größte Raumschiff bauen lässt, die Nauvoo. Sie will dazu einen Spitzel auf Tycho aktivieren. Ihr Vorgesetzter Sadavir Errinwright bezweifelt zunächst Avasaralas Objektivität, da sie ihren Sohn im Militäreinsatz gegen die OPA verloren hat, doch er genehmigt schließlich den Spionageeinsatz. Wie in der vorherigen Folge wird außerdem eine Szene gezeigt, die das rücksichtslose Verhalten der beiden Großmächte Erde und Mars gegenüber den Gürtlern illustriert. Das kleine Minenschiff Xinglong wird vom MCRN-Patrouillenschiff Scipio Africanus aufgebracht, da es sich in einer für die Gürtler nur mit Sondergenehmigung betretbaren Raumzone befindet. Die zwei Besatzungsmitglieder namens Mateo (Onkel) und Diogo (Neffe) werden durch das marsianische Boardingkommando wegen einer abgelaufenen Konzession gezwungen, einen erheblichen Umweg zu nehmen, wofür die Treibstoffreserven des Minenschiffs nicht ausreichend sind. Mateo wirft Diogo daraufhin mit einem Raumanzug in eine Luftschleuse und entlässt ihn in den Weltraum. Anschließend geht er auf Kollisionskurs mit dem davonfliegenden marsianischen Raumschiff, den bearbeiteten Kometen im Schlepptau. Kurz vor dem Aufschlag feuert das Marsschiff eine Rakete auf die Xinglong ab und der Neffe sieht scheinbar beide Raumschiffe aus weiter Ferne explodieren. |           |                            |                     |                                           |                                                |                  |                                        |            |
| 7 | 7         | Gewagtes Spiel             | Windmills           | 19. Jan. 2016                             | 3. Nov. 2016                                   | Bill Johnson     | Daniel Abraham & Ty Franck             | 42 Minuten |
| Die Ceres-Station wird nun faktisch von der OPA kontrolliert. Miller ist deprimiert, nachdem er entlassen wurde. Er versucht aber weiterhin, das Verschwinden Julie Maos aufzuklären. Schließlich begibt er sich an Bord eines Transporters zur Eros-Station, wo die verbleibenden Spuren hinführen. Auf der Rocinante, die ebenfalls unterwegs zur Eros-Station ist, entdeckt die Crew einen Spion der Erde namens Kenzo, der von der Tycho-Station an Bord gelangte. Er verbirgt seinen wahren Auftrag und gibt vor, nur aus wirtschaftlichem Spionageinteresse an Bord zu sein. Die Tarnidentität des Schiffs droht aufzufliegen, als eine marsianische Grenzpatrouille das Schiff bemerkt und eine Inspektion ankündigt. Es kommt zum Konflikt zwischen Holden und Amos Burton, weil Amos die Marsianer einfach töten will, damit sie nicht Alarm schlagen. Nach einem Tipp des Spions, dessen Richtigkeit von Alex aufgrund seiner Marsflottenvergangenheit bestätigt wird, sucht die Crew fieberhaft das Codebuch des Marsschiffs und kann der Patrouille rechtzeitig einen korrekten Sicherheitscode übermitteln, mit dem man sich als Schiff auf einer militärischen Geheimoperation ausgibt, wodurch die Patrouille die Rocinante unkontrolliert ziehen lässt. Auf der Erde sucht Avasarala die Mutter von Holden auf, die in Montana in der North American Trade Zone lebt, um von ihr mehr über ihren Sohn zu erfahren. Avasarala ist ernsthaft besorgt, dass sich der kalte Krieg zwischen Erde, Mars und der OPA in einen offenen militärischen Konflikt entlädt, Holdens Mutter misstraut ihr aber deutlich. Zwischen den beiden Frauen entsteht erst so etwas wie ein gegenseitiges Verständnis, als klar wird, dass Holden noch lebt und dass Avasarala auch Mutter war und weiß, wie es ist, ein Kind zu verlieren. |           |                            |                     |                                           |                                                |                  |                                        |            |
| 8 | 8         | Die Bergungsmission        | Salvage             | 26. Jan. 2016                             | 3. Nov. 2016                                   | Bill Johnson     | Robin Veith                            | 41 Minuten |
| Auf der Erde erfährt Avasarala vom Tod des ehemaligen Botschafters DeGraaf, der als Suizid dargestellt wird. Sie ist darüber zutiefst erschüttert, zumal er nach der Kompromittierung durch sie seinen Botschafterposten verloren hatte und damit keine Chance mehr hatte, sich wie geplant auf dem Mars zur Ruhe zu setzen. Es wird erkannt, dass Holden und seine Leute nach Eros wollen. Errinwright überredet Avasarala, einen Geheimeinsatz auf Eros zur Ausschaltung von Holden und seinem Team mitzutragen, da man sich noch immer nicht sicher sein könne, dass er keine terroristischen Absichten verfolge. Die Rocinante ist dem von Johnson bereitgestellten Peilsignal gefolgt und entdeckt ein in einem registrierten Asteroiden verstecktes Stealth-Schiff, die Anubis. Dieses war anscheinend für die Vernichtung der Canterbury und vermutlich auch der Donnager verantwortlich, ist nun aber verlassen. An Bord kann die Crew zunächst keine Spur von Leben feststellen. Allerdings bemerken sie eine seltsame Kristallstruktur, die sich in Teilen des Schiffes ausgebreitet hat. Wie sie feststellen, scheint sich die Struktur von der Energie des Bordreaktors zu ernähren, was der Grund für seine Abschaltung war. Holden entschließt sich, das Schiff zu verlassen und es von der Roci aus mit Torpedos zu zerstören. Der auf der Brücke der Anubis befindliche Bordsafe kann vom Team geborgen werden und wird mit auf die Rocinante genommen, mit der man nach getanem Werk weiter zur Eros-Station fliegt. Dort ist währenddessen Miller angekommen, der einen alten Bekannten trifft, Inspector Sematimba. Miller erfährt den Aufenthaltsort von Julie Mao. Diese entpuppt sich als die Person mit dem Decknamen Lionel Polanski, nach der auch Holdens Crew sucht. Miller und Holdens Crew treffen in der Lobby eines Hotels aufeinander, nachdem Holdens Leute in einen Schusswechsel mit einem Black Ops Team der Vereinten Nationen geraten sind, mit dem Kenzo zusammengearbeitet hatte. Miller und Holdens Crew entdecken schließlich nur noch Julie Maos Leiche, die mit Kristallsporen überzogen ist. |           |                            |                     |                                           |                                                |                  |                                        |            |
| 9 | 9         | Anubis                     | Critical Mass       | 2. Feb. 2016                              | 3. Nov. 2016                                   | Terry McDonough  | Robin Veith, Dan Nowak & Naren Shankar | 42 Minuten |
| In Rückblenden wird geschildert, wie die Scopuli abgefangen wurde, sich Julie Mao an Bord des Stealth-Schiffs Anubis mit der kristallinen Biostruktur infizierte (die Protomolekül genannt wird und anscheinend nicht natürlichen Ursprungs ist), erlebte, wie das Protomolekül die Besatzung der Anubis absorbierte, entkommen konnte und schließlich auf der Eros-Station starb. Es zeigt sich, dass Julies Vater Jules Pierre Mao maßgeblich an einer Verschwörung beteiligt ist und er den Konflikt zwischen Erde und Mars schürt. Während für Mao arbeitende Söldner die Station unter Quarantäne stellen, werden mehrere Personen an Bord von einem Forschungsteam mit Julies Blut infiziert, um als Wirte der neuen Biowaffe zu dienen. Holden und Miller versuchen, etwas über die Forscher herauszubekommen und sich getrennt vom Rest der Crew zur Rocinante durchzuschlagen. Dabei werden sie unvermittelt einer hohen Dosis ionisierender Strahlung ausgesetzt. Auf der Erde entdeckt Avasarala im Büro von DeGraaf versteckte Daten über ein experimentelles Schiffsantriebssystem, findet jedoch ansonsten keine Hinweise auf die Existenz der den Aufzeichnungen nach bereits gebauten Exemplare. Fred Johnson offenbart unterdessen dem Sonnensystem die von dem marsianischen Datenchip gewonnenen Erkenntnisse, wonach die Stealth-Schiffe auf den Bush Naval Shipyards der Vereinten Nationen gebaut wurden und somit einflussreiche Personen auf der Erde in die Verschwörung verwickelt zu sein scheinen. |           |                            |                     |                                           |                                                |                  |                                        |            |
| 10 | 10        | Das Monster ist erwacht    | Leviathan Wakes     | 2. Feb. 2016                              | 3. Nov. 2016                                   | Terry McDonough  | Mark Fergus & Hawk Ostby               | 44 Minuten |
| Naomi und der Rest des Teams erreichen nach einem Irrweg durch diverse Versorgungstunnel die Rocinante, während Miller und Holden in eine Schießerei zwischen den von Mao für die Umsetzung der Quarantäne angeheuerten und um ihr Überleben fürchtenden Söldnern und den Sicherheitskräften der Protomolekül-Forscher geraten. Dabei erkennt Miller auch den Anführer der Gruppe, die Havelock auf Ceres schwer verletzt hatte, und erschießt ihn kaltblütig. An Bord der Rocinante bedroht Sematimba Naomi mit einer Waffe und verlangt, dass das Schiff ablegt und Miller und Holden zurückgelassen werden. Daraufhin wird er hinterrücks von Amos erschossen, und die Crew wartet auf Holden. Dieser erreicht die Rocinante später zusammen mit Miller ebenfalls, wenngleich beide deutlich unter den Folgen der hohen Strahlenbelastung leiden. Die Rocinante kann schließlich unter Aufgabe ihrer Tarnung als Gasfrachter von der Eros-Station entkommen. Sie vermuten, dass Julie Maos Vater maßgeblich in die Affäre involviert ist und das Protomolekül für seine Zwecke nutzen will, und empfangen ein Peilsignal, das sie auf die Forscher zurückführen, die das Protomolekül auf der Eros-Station untersuchten. Auf der Station bleibt der Spion Kenzo zurück und wird ein Opfer des Protomoleküls, das anscheinend eine intelligente Lebensform darstellt und sich von der Biomasse der Infizierten zu ernähren scheint. Auf der Erde muss Avasarala erkennen, dass ihr direkter Vorgesetzter Errinwright an der Verschwörung Maos beteiligt ist und die Schuld für die Affäre und den Bau der Stealth-Schiffe der OPA anhängen will. Avasarala schlussfolgert, dass ihr alter Freund DeGraaf keinen Suizid begangen hat, sondern zu viel über die neuen Schiffe in Erfahrung gebracht hatte und deshalb ermordet wurde. |           |                            |                     |                                           |                                                |                  |                                        |            |

## Staffel 2
Die Erstausstrahlung der zweiten Staffel war vom 1. Februar 2017 bis zum 19. April 2017 auf dem US-amerikanischen Fernsehsender Syfy zu sehen. Die deutschsprachige Erstveröffentlichung fand am 8. September 2017 auf Netflix per Streaming statt.
| Nr. (ges.) | Nr. (St.) | Deutscher Titel            | Originaltitel              | Erstausstrahlung USA | Deutschsprachige Erstveröffentlichung (D/A/CH) | Regie            | Drehbuch                                  | Länge      |
| --- | --------- | -------------------------- | -------------------------- | -------------------- | ---------------------------------------------- | ---------------- | ----------------------------------------- | ---------- |
| 11 | 1         | Safe                       | Safe                       | 1. Feb. 2017         | 8. Sep. 2017                                   | Breck Eisner     | Mark Fergus & Hawk Ostby                  | 47 Minuten |
| Auf dem Mars beendet Marine Sergeant Bobbie Draper mit ihrem Team eine Übung und begibt sich anschließend mit dem marsianischen Kampfschiff Scirocco zur Phoebe-Station, von der die Gefahr ausgegangen zu sein scheint und die auch von der Donnager überprüft worden war. Doch auch das UN-Kampfschiff Nathan Hale ist auf Geheiß von Undersecretary Errinwright dorthin unterwegs. Die Besatzung der Rocinante entdeckt Videomaterial der Protomolekül-Forscher, das belegt, dass der Ausbruch des tödlichen Protomoleküls offenbar ein geplantes Experiment war und dass das Molekül außerirdischen Ursprungs zu sein scheint. Außerdem öffnet Amos den von der Anubis geborgenen Safe, der sich als kryogenische Transportkapsel für Proben des Protomoleküls entpuppt. Diese werden von der Crew in eine fernlenkbare Rakete geladen und in einem Asteroidenfeld versteckt, um sie später wieder abholen zu können. Holden und Miller leiden nach den Ereignissen auf Eros an Strahlenvergiftung und müssen behandelt werden. Holden geht zudem eine Affäre mit Nagata ein. Auf der Erde beobachtet man im UN-Hauptquartier mit Sorge, wie sich das marsianische Schiff Scirocco der Phoebe-Station nähert. Beide Seiten misstrauen einander so sehr, dass das Marsflottenschiff schließlich die eigentlich als neutraler Grund zählende, verlassene Forschungsbasis mit Torpedos zerstört, da das UN-Schiff sie sonst zuerst erreicht hätte. Avasarala trifft unterdessen Vorkehrungen für den Fall, dass ihr Vorgesetzter Errinwright gegen sie vorgeht, da sie zumindest seine Verwicklung in die vorherigen Ereignisse vermutet. Sie engagiert einen alten Bekannten, Cotyar Ghazi, als persönlichen Leibwächter. Dieser soll ihr mit seiner geheimdienstlichen Erfahrung nutzen, und er schuldet ihr etwas, weil er den Tod ihres Sohnes zu verantworten hatte. Es wird gezeigt, dass Errinwright tatsächlich mit Jules Pierre Mao zusammenarbeitet und über die Experimente mit dem Protomolekül offensichtlich gut informiert ist. |           |                            |                            |                      |                                                |                  |                                           |            |
| 12 | 2         | Türen und Seitengänge      | Doors & Corners            | 1. Feb. 2017         | 8. Sep. 2017                                   | Breck Eisner     | Daniel Abraham & Ty Franck                | 44 Minuten |
| Die Crew der Rocinante trifft sich mit Fred Johnson, um die Ereignisse von Eros zu besprechen. Johnson ist unzufrieden wegen der gescheiterten Rettung, verweist auf die Spannungen im Sonnensystem und darauf, dass offenbar bestimmte Kreise einen Krieg provozieren wollen. Allerdings ist er interessiert an den Erkenntnissen zum Protomolekül. Daher nehmen Holdens Crew und Miller zusammen mit einigen von Johnson zusammengetrommelten Leuten an einer Mission zu einer angeblich verlassenen Raumstation teil, an die die Signale von Eros gesendet werden und die für die Protomolekülforschung bedeutsam zu sein scheint. Ein dort stationiertes Stealth-Schiff kann durch Alex Kamal nach einer List mit der Rocinante kampf- und manövrierunfähig geschossen werden, obwohl der Angriff in entsprechenden Simulationen vor dem Einsatz wegen der überlegenen Bewaffnung des Tarnschiffs immer zur Vernichtung der Rocinante geführt hatte. Allerdings wird eine der beiden Enterkapseln mit 25 Kämpfern an Bord bei dem Angriff abgeschossen. Das Team nimmt den Wissenschaftler Dresden gefangen, der für das Experiment auf Eros verantwortlich war, und erfahren von ihm mehr über das Protomolekül, das offenbar außerirdischen Ursprungs ist und mit dem Asteroiden Phoebe ins Sonnensystem gekommen ist, wo es von der Anziehungskraft des Saturn eingefangen wurde; es sollte mutmaßlich als Biowaffe dienen. Der herbeigeführte Ausbruch auf Eros sollte dazu dienen, zu prüfen, ob das Protomolekül kontrollierbar ist und so die Menschheit für einen bevorstehenden Angriff gewappnet sein kann. Dresden bietet an, ab sofort für die OPA zu arbeiten, was Johnson unter Bedingungen akzeptieren will, doch Miller erschießt Dresden aufgrund des mörderischen Experiments auf Eros. Aufgrund der Zerstörung der Phoebe-Station durch das Marsflottenschiff Scirocco fordern einige Personen im UN-Hauptquartier (darunter Admiral Nguyen und Undersecretary Errinwright) Vergeltungsschläge gegen die Marsianer. Als sich der UN-Flottenoberbefehlshaber Admiral Souther weigert, eine derartige Eskalation mitzutragen, wird er durch Errinwright zum Rücktritt genötigt. Avasarala trifft sich mit Souther, der ihr klarmacht, dass er sie für skrupellos und manipulativ hält. Dennoch erfährt sie von ihm, dass Johnson nicht der mörderische Schlächter ist, als der er nach den Ereignissen auf der Anderson Station dargestellt wurde, da er den Angriff in Unkenntnis der Kapitulation der Stationsbewohner befahl. Sie entschließt sich, Kontakt zu Johnson aufzunehmen, obwohl sie von Cotyar darauf hingewiesen wird, dass das Hochverrat wäre. |           |                            |                            |                      |                                                |                  |                                           |            |
| 13 | 3         | Rauschen                   | Static                     | 8. Feb. 2017         | 8. Sep. 2017                                   | Jeff Woolnough   | Robin Veith                               | 43 Minuten |
| Als Vergeltung für die Vernichtung der Phoebe-Station zerstört das UN-Militär mit Lenkwaffen den Marsmond Deimos. Die Spannungen zwischen Erde und Mars nehmen zu. Avasarala ist über die Eskalation sehr besorgt, wohingegen Errinwright gelassen darauf hinweist, dass die UN-Flotte zwar über nicht so moderne Kampfraumschiffe verfügt wie die MCRN, ihr dafür aber zahlenmäßig weit überlegen ist. Die Crew der Rocinante repariert die Schäden aus dem vorherigen Kampf um die Forschungsstation. Fred Johnson verlangt von Miller, nach dem Mord an Dresden von der Tycho-Station zu verschwinden. Es kommt deswegen auch zwischen Holden und Nagata zum Streit. Johnson weist Holden auf die Aktivitäten des Konzerns Protogen hin, der offenbar Forschungen mit dem Protomoleküls betreibt; Holden verhört daraufhin Cortázar, den gefangenen Forscher von der Station. Sie gewinnen erst sein Vertrauen und seine Kooperation, als sie nicht mehr erklären, das Protomolekül zerstören zu wollen. Teile von Cortázars Gehirn wurden mit einem Magneten manipuliert, so dass er nicht mehr fähig ist, Empathie und Mitgefühl zu empfinden. Amos vergleicht die Herangehensweise Cortázars an das Protomolekül mit der Obsession eines Pädophilen. Avasarala gelingt es, über Cotyars Kontakte eine geheime Nachricht an Johnson zu senden, in der sie ihn um Hilfe bittet, um den drohenden Krieg doch noch zu verhindern. Johnson und Miller führen eine weitere Unterhaltung; sie sind sich scheinbar einig, dass alle Vorkommen des Protomoleküls vernichtet werden müssten. |           |                            |                            |                      |                                                |                  |                                           |            |
| 14 | 4         | Viel Erfolg                | Godspeed                   | 15. Feb. 2017        | 8. Sep. 2017                                   | Jeff Woolnough   | Dan Novak                                 | 45 Minuten |
| Avasarala lässt durch Cotyar die zufällige Entdeckung des zuvor durch die Rocinante zerstörten Tarnschiffs fingieren, dessen Koordinaten sie von Fred Johnson übermittelt bekommen hatte. Diese Entdeckung sorgt in den systemweiten Medien für Aufsehen, und durch den schnellen Rückschluss auf den Konzern Protogen wird eine Verbindung von Jules-Pierre Mao zu den dubiosen Aktivitäten der Stealth-Schiffe öffentlich nahegelegt. In einem Gespräch von Avasarala mit Errinwright und Mao behauptet letzterer, er habe keine Kenntnis von derartigen Aktivitäten von Protogen, die Firma stelle nur einen Bruchteil des Finanzvolumens seines Konzerns dar, aber er werde selbstverständlich bei der Aufklärung etwaigen Fehlverhaltens kooperieren. Avasarala setzt Mao mit scheinbar harmlosen Fragen unter Druck und macht zwischen den Zeilen deutlich, dass sie seine Ausflüchte nicht glaubt. In einem darauffolgenden geheimen Gespräch zwischen Mao und Errinwright erklärt Mao, sich nach anderen Verbündeten umzusehen, da Errinwright sich nur um seine Karriere schere, nicht die große evolutionäre Chance verstünde, die das Protomolekül biete, und da er nach Maos Ansicht nicht zu bemerken scheine, dass Avasarala das Spiel der beiden durchblickt. Auf Tycho wird währenddessen ein Team zusammengestellt, um Eros abzufangen und mit der zweckentfremdeten Nauvoo eine Kollision herbeizuführen, durch die Eros in die Sonne stürzen soll. Bei Eros angekommen, werden durch die Rocinante Bomben abgeworfen, die ein Außenteam von Freiwilligen vom Tycho-Frachter Guy Molinari an die richtige Stelle befördern soll, um die Oberfläche vorsorglich vollständig zu versiegeln. Miller, der die Idee zu diesem Einsatz hatte, ist Teil des Außenteams. Bei dem Einsatz entdeckt die Rocinante ein an die Stationsoberfläche angedocktes Schiff, die Marasmus. Die Crew des Schiffs, die scheinbar aus Ärzten und anderen Hilfswilligen besteht und den vermeintlich kranken Menschen von Eros helfen wollte, hält die Roci für ein aktives Schiff der Marsflotte und erklärt zunächst, abziehen zu wollen; man habe ohnehin keinen Zutritt zur Station erlangt. Als Miller auf der Eros-Außenseite jedoch eine offene Luftschleuse entdeckt, hinter der ein totes, von Protomolekülkristallen überzogenes Crewmitglied der Marasmus liegt, lässt Holden die Kommunikation der Marasmus stören und befiehlt dem anderen Schiff, sich für eine Inspektion vorzubereiten, um sicherzugehen, dass niemand infiziert wurde. Dabei gibt er sich schließlich auch zu erkennen. Daraufhin erklärt der Kommandant des anderen Schiffes, man wisse nun, dass auf Eros der Einsatz einer Waffe vertuscht werden solle. Das aber dürfe keinen Erfolg haben, alle müssten es erfahren – gerade er, Holden, müsse das verstehen. Nach dem Abbruch der Kommunikation versucht die Marasmus sich auf die andere Seite von Eros zu manövrieren, um dem Störsignal zu entgehen. Der Crew wird klar, dass ein übertragenes Funksignal – wie damals bei der Canterbury – viel Schaden anrichten kann, wenn es eine falsche Botschaft vermittelt. Holden zögert lange, zerstört aber im letzten Moment das andere Schiff. Millers Bombe wird unterdessen durch herumfliegende Trümmer der Marasmus beschädigt: Ein 60-Sekunden-Detonationstimer der Bombe fängt sofort an zu laufen, sobald man das Bedienfeld der Bombe loslässt und wird nur durch erneutes Berühren auf 60 Sekunden zurückgesetzt. Daher bleibt Miller auf Eros und schickt Diogo, der ihn begleitet hatte, zurück auf die Guy Molinari. Als die Nauvoo eintrifft, bewegt sich Eros plötzlich aus eigener Kraft aus seiner Umlaufbahn und verhindert so die Kollision. |           |                            |                            |                      |                                                |                  |                                           |            |
| 15 | 5         | Heimat                     | Home                       | 22. Feb. 2017        | 8. Sep. 2017                                   | David Grossman   | Mark Fergus & Hawk Ostby                  | 46 Minuten |
| Eros ist auf Kollisionskurs mit der Erde, verfolgt von der Rocinante. Miller versucht, seine Bombe ins Zentrum des Asteroiden zu bringen, und wird auf seinem Weg dorthin durch die vorgefundenen Protomolekül-Strukturen nicht behelligt. Ihm fällt auf, dass das Protomolekül bereits verstorbene Menschen offenbar ignoriert, da einige vorgefundene Leichen keinerlei Anzeichen einer Infektion zeigen. Die UN versuchen, Eros mit etwa 150 zur planetaren Verteidigung dienenden Nuklearraketen zu zerstören, und warnen den Mars sicherheitshalber vor, dass es sich bei dem Abschuss nicht um einen nuklearen Erstschlag handelt. Als die Raketen sich Eros nähern, verschwindet der Asteroid plötzlich vom Radar, wodurch die Atomraketen nutzlos wären. Diese Imitation von Stealth-Eigenschaften durch den Asteroiden ist völlig unerklärbar. Die Crew der Eros folgenden Rocinante stellt daraufhin eine Laserzielmarkierung für die Raketen bereit, weil eine Steuerung der Raketen von der Erde aus nicht möglich ist. Als Fred Johnson seine Hilfe dabei anbietet, übergibt die UN die Flugsteuerung der Raketen widerwillig an die Tycho-Station. Plötzlich beschleunigt Eros so stark, dass die Rocinante nicht mehr mithalten kann, ohne das Leben der Crew zu gefährden. Miller entdeckt im Inneren des Asteroiden – in jenem Hotel, in dem er Holdens Crew zuerst begegnete und Julies Maos Leiche fand – die durch die Protomoleküle verwandelte Julie, die wieder bei Bewusstsein ist. Die Crew mutmaßt, sie könne zu einem sogenannten Saatkristall geworden sein, von dem Cortázar gesprochen hatte. Sie berichtet Miller von ihrem Wunschtraum, mit ihrem Rennraumschiff Razorback nach Hause zurückzukehren, was der Grund für Eros' Verwandlung in ein Raumschiff gewesen zu sein scheint. Miller überzeugt Holden, die Verfolgung von Eros abzubrechen, da das Protomolekül sich gegen die Raketen ohnehin wehren würde, und erklärt Julie, dass sie nicht nach Hause zurückkehren kann. Er versichert ihr aber, bei ihr zu bleiben, und legt seinen Raumanzug ab. Daraufhin steuert der Asteroid zur Venus, auf der er einschlägt. |           |                            |                            |                      |                                                |                  |                                           |            |
| 16 | 6         | Paradigmenwechsel          | Paradigm Shift             | 1. März 2017         | 8. Sep. 2017                                   | David Grossman   | Naren Shankar                             | 44 Minuten |
| In einigen Rückblenden wird gezeigt, wie der Marskolonist Solomon Epstein vor 137 Jahren den nach ihm benannten Antrieb erfand, der es dem Mars ermöglichte, das äußere Sonnensystem zu erschließen und sich von der Erdkontrolle zu lösen. Epstein kam dabei zu Tode, doch seine Familie wurde durch seine Entdeckung reich. Avasarala fordert von Errinwright, Maos Familie und Firmenimperium zu bedrohen, um ihn aus seinem Versteck zu locken. Dieser kommt ihrem Vorschlag schließlich nach und lässt Maos Finanzmittel einfrieren. Die Crew der Rocinante hat im Zuge des Angriffs auf Eros festgestellt, dass von den 150 irregeleiteten UN-Atomraketen nur 121 durch die weiterhin von der UN gesteuerten Selbstzerstörungscodes vernichtet wurden; offenbar wurden die restlichen 30 dieser Raketen von Fred Johnson unter Kontrolle gebracht. Dieser plant, die Raketen für den Gürtel als Faustpfand einzusetzen, um bei anstehenden Verhandlungen mit Erde und Mars als gleichwertiger Partner akzeptiert zu werden. Die Crew der Rocinante beschließt nach den Ereignissen von Eros und der Venus, die zuvor in einem Torpedo versteckte Protomolekül-Probe als zu gefährlich zu zerstören, doch Nagata hintergeht ihre Freunde, indem sie den Flug des Torpedos in die Sonne lediglich simuliert, was von niemandem bemerkt wird. Bobbie Draper und ihr Marines-Trupp sollen Farmanlagen auf Ganymed beschützen, worüber sie nicht begeistert sind – doch ihr Vorgesetzter Lieutenant Sutton erklärt ihr, dass ihre Pflicht erfordert, dass sie jeden Auftrag mit Inbrunst und Überzeugung ausführt. Als Draper und ihr Trupp sich auf Patrouillengang befinden, bemerken sie über sich eine scheinbar verirrte Agrardrohne. Dann sehen sie feuernde UN-Soldaten auf sich zurennen, und der Funk wird gestört. Bobbie lässt letztlich das Feuer eröffnen. Sowohl die UN-Streitkräfte wie die Marseinheiten im Orbit sehen die Ereignisse als feindlichen Angriff. Im folgenden orbitalen Gefecht wird ein Spiegelsatellit zerstört und stürzt auf die Farmkolonie. Sutton auf der Scirocco wird durch Beschuss eines UN-Schiffes getötet. Die Marsstreitkräfte „gewinnen“ die Auseinandersetzung. Nach dem Kampf erwacht die schwerverletzte Draper zwischen ihren getöteten Teamkollegen, eine nichtmenschliche Gestalt über sie gebeugt. |           |                            |                            |                      |                                                |                  |                                           |            |
| 17 | 7         | Der siebte Mann            | The Seventh Man            | 8. März 2017         | 8. Sep. 2017                                   | Kenneth Fink     | Georgia Lee                               | 45 Minuten |
| Avasarala fordert einen Friedensgipfel zwischen Erde und Mars, um weitere Eskalation zu verhindern, da beide Parteien annehmen, die andere hätte zuerst geschossen. Der Mars nimmt dieses Angebot an. Draper ist durch das Mars-Militär gerettet worden und wird befragt, doch ihre Vorgesetzten scheinen ihr nicht zu glauben. Sie soll zur Erde reisen und im Rahmen des Friedensgipfels wahrheitswidrig bezeugen, dass die Marsstreitkräfte zuerst geschossen haben. In den Befragungen wird deutlich, dass ein von ihr beobachtetes Detail – der siebte Mann, der keinen Raumanzug trug, und vor dem die UN-Marines offenbar flohen – nicht zur Sprache kommen soll. Der Bobbie zur Seite gestellte Captain Martens scheint auch nicht wie zuerst behauptet Militärkaplan zu sein, sondern eher eine geheimdienstliche Tätigkeit auszuüben, da die Vernehmungen teils unter seiner Aufsicht durchgeführt werden. Die schweren Schäden an den Agrar-Kuppeln auf Ganymed, von denen die Ernährung des Gürtels abhängt, führen zu Hungersnot und einer Flüchtlingskrise. Auf der Tycho-Station wird Anderson Dawes von Fred Johnson aufgefordert, als Repräsentant des Gürtels für Verhandlungen mit Erde und Mars zu fungieren, was er scheinbar annimmt. Er gibt sich jedoch wenig konziliant und überzeugt die Gürtler in einer Brandrede, dass sie nie als gleichwertig akzeptiert werden würden. Er stimmt Johnson und Holden letztlich aber zu, dass die 30 Atomwaffen zurückgegeben werden müssen, um ein Signal der Entspannung zu senden. Dawes sammelt danach weitere Informationen über die vermeintliche Biowaffe auf Eros, von der er bereits durch Millers Ermittlungsergebnisse von Ceres weiß, und erfährt durch Diogo Harari von der Existenz des inhaftierten Cortázar. Dessen Zelle wird kurz danach durch Holden leer aufgefunden. Eine Verfolgungsjagd auf ein fliehendes Schiff findet nur Harari an Bord, Dawes und Cortázar sind verschwunden. |           |                            |                            |                      |                                                |                  |                                           |            |
| 18 | 8         | Scheiterhaufen             | Pyre                       | 15. März 2017        | 8. Sep. 2017                                   | Kenneth Fink     | Robin Veith                               | 45 Minuten |
| An Bord eines Flüchtlingsschiffs trauert der Botaniker Praxidike Meng um seine Tochter Mei, die vermutlich beim Ganymed-Vorfall umkam. Er ist entsetzt, als die Crew des Schiffes Menschen durch die Luftschleuse in den Tod schickt, nur weil sie von der Erde oder vom Mars stammen – auch eine Freundin von ihm wird so getötet. Er kann aber bei seiner Ankunft auf der Tycho-Station nicht einmal den Namen des Schiffes oder von verantwortlichen Crewmitgliedern nennen, weswegen dieses Verbrechen ungesühnt bleibt. Johnson und die Crew der Roci stellen fest, dass der Start von Dawes' eigenem Schiff eine Finte war und Dawes und Cortázar die Station kurz nach dem Start der Roci mit einem anderen Schiff in entgegengesetzter Richtung verlassen haben. Holden hegt den Verdacht, dass er das nicht ohne Hilfe von Teilen des Stationspersonals geschafft haben kann. Die inzwischen von Flüchtlingen von Ganymed wimmelnde Tycho-Station erhält eine Botschaft von Dawes, der Johnson unter Verweis auf seine Herkunft als Terraner vorwirft, die Gürtler letztlich auch nur bevormunden zu wollen, indem er das Protomolekül verschweigt. Dawes kündigt an, das Protomolekül als Waffe für den Gürtel zu gewinnen. Die Crew der Rocinante entdeckt, dass es von Ganymed während der Kämpfe ein Protomolekül-Signal gab, das von Cortázar aufgefangen wurde, und dass der Kinderarzt Dr. Strickland, der für Protogen arbeitete, auf Ganymed tätig war. Meng berichtet, dass seine Tochter Mei aufgrund eines seltenen Gendefekts Stricklands Patientin war. Die von Dawes' Worten aufgestachelten Gürtler stürmen mit Hilfe eines Technikers der Crew die Stationskontrolle, nehmen Johnson und Drummer als Geiseln, und der Anführer der Aufrührer schießt Drummer an, als sie ihm die Gefolgschaft verweigert. Die Aufrührer versuchen, die Atomraketen auf die Erde abzufeuern, was die Crew der Rocinante durch Abdrehen der Sauerstoffzufuhr der Stationskontrolle verhindern kann. Als sich Alex nach der Überwältigung der Aufständischen um Drummer kümmert, entwendet sie seine Pistole und erschießt den Rädelsführer des Aufstandes und den Techniker, der ihm geholfen hatte. Meng findet Überwachungsaufzeichnungen von Ganymed, die zeigen, wie Strickland eine Stunde vor dem Kampf mit Mei die Klinik verließ. Meng begleitet die Crew der Rocinante zurück nach Ganymed auf der Suche nach Mei und Strickland. |           |                            |                            |                      |                                                |                  |                                           |            |
| 19 | 9         | Die Weeping Somnambulist   | The Weeping Somnambulist   | 22. März 2017        | 8. Sep. 2017                                   | Mikael Salomon   | Hallie Lambert                            | 40 Minuten |
| Auf dem Weg nach Ganymed entert die Crew der Rocinante in Mars-Uniformen den Hilfsfrachter Weeping Somnambulist, um ihn als Tarnung für die Landung auf Ganymed zu benutzen, wo der Mars kaum noch fremde Schiffe anfliegen lässt, und die Roci als ehemaliges Marskampfschiff sofort erkannt und aufgebracht werden würde. Die Täuschung der Crew fliegt aber schnell auf, als Holden vom Kapitän des Schiffes erkannt wird. Nur widerwillig machen dieser und seine Frau bei dem Spiel mit. Alex Kamal versteckt die Rocinante derweil hinter einem der zahlreichen Jupitermonde und hält sich bereit, um die Crew im Notfall auszufliegen. Bei der Ankunft versuchen korrupte Stationspolizisten von Star Helix, nicht nur die üblichen 10 Prozent der Fracht zu beschlagnahmen, sondern wollen das ganze Schiff, und bedrohen die Crew der Somnambulist mit Schusswaffen. Durch das Eingreifen von Holden und Burton können die korrupten Cops getötet werden, doch auch der Kapitän der Somnambulist wird getötet, woraufhin seine trauernde Witwe Holden und seine Leute von Bord wirft. Auf der Friedenskonferenz auf der Erde berichtet Bobbie Draper wie befohlen über den vorgeblich durch die Marsstreitkräfte verursachten Beginn der Kampfhandlungen. Die Mars-Delegation unter Führung von Verteidigungsminister Korshunov behauptet, ein auf der Erde geborener Soldat von Drapers Team habe irrtümlich zuerst geschossen, um zu beweisen, dass er ein echter Marsianer wäre. Er war tatsächlich wegen seiner Herkunft von einigen anderen Teammitgliedern mit Vorurteilen belegt worden. Draper widerstrebt diese Version, weil sie weiß, dass ihr Kamerad ein vorbildlicher Soldat war und niemals so leichtsinnig gehandelt hätte. Auch Avasarala glaubt die Version der Geschichte nicht, und bringt Draper durch einige Nachfragen in einer erneuten Befragung dazu, ihre tatsächlichen Erlebnisse zu schildern und das Wesen ohne Raumanzug zu erwähnen. Dies wird zwar durch die restliche Delegation sofort unterbunden, doch Avasaralas Verdacht wird erhärtet, dass die Gefahr, die durch Maos Aktivitäten entstand, weiterhin besteht. Dies wird untermauert durch Aufnahmen von der Venus, auf der in der Eros-Einschlagzone unerklärliche Aktivität gemessen wird. |           |                            |                            |                      |                                                |                  |                                           |            |
| 20 | 10        | Kaskade                    | Cascade                    | 29. März 2017        | 8. Sep. 2017                                   | Mikael Salomon   | Dan Nowak                                 | 43 Minuten |
| Errinwright gibt Avasarala gegenüber zu, bis zum Eros-Vorfall mit Mao zusammengearbeitet zu haben, und gibt sich sehr nachdenklich, weil er weiß, dass eine diesbezügliche Untersuchung der UN ihn das Amt und womöglich auch seine Freiheit kosten wird. Draper verlässt ohne Genehmigung die marsianische Botschaft, um den Ozean zu sehen, und begegnet dabei Obdachlosen. Ihre Flucht wird sowohl von den Marsianern als auch von Avasaralas Leuten bemerkt. Am Strand wird Draper schließlich von Avasarala angesprochen, die ihr Bilder der Gestalt auf Ganymed zeigt, die sie für eine Waffe Maos hält. Draper ist skeptisch und hält Avasaralas Informationen für eine Täuschung, weil sie die UN nach wie vor als Feind betrachtet. Doch Avasarala macht deutlich, dass die Bedrohung für das ganze System viel zu ernst ist, um einander noch als Feinde zu sehen. Cotyar Ghazi sorgt durch eine rechtzeitige Warnung dafür, dass sie nicht zusammen gesehen werden, bevor die Marsianer Draper einholen und in die Botschaft zurückbringen. Auf Ganymed zwingt Burton einen korrupten Informationshändler, ohne Gegenleistung Überwachungsaufnahmen von Strickland zu finden, die zeigen, dass dieser mit Mei in den ältesten Teil der Station flüchtete. Meng sieht sich auf dem Weg zu dem in den Videos zu sehenden Zugang die Pflanzenproduktion und die Lebenserhaltung der Station an und erkennt, dass der durch die Kampfhandlungen verursachte Schaden an dem komplexen künstlichen System von Ganymed irreparabel sein könnte. Die Marsflotte ruft unterdessen eine Flugverbotszone um Ganymed aus, was bedeutet, dass Holdens Team die Station nicht mehr auf demselben Weg verlassen kann, auf dem es gekommen ist. |           |                            |                            |                      |                                                |                  |                                           |            |
| 21 | 11        | Hier gibt es Drachen       | Here There Be Dragons      | 5. Apr. 2017         | 8. Sep. 2017                                   | Rob Lieberman    | Georgia Lee                               | 45 Minuten |
| Die in die marsianische Botschaft zurückgebrachte Draper stellt Captain Martens zur Rede. Als dieser ihr nach einigen sehr forschen Nachfragen erklärt, sie werde nicht weiter Soldatin sein, weil sie Befehle nicht befolge, greift sie ihn an, zwingt ihn, die Existenz von Projekt Caliban zuzugeben (die Protomolekül-Technologie von Mao, deren Demonstration auf Ganymed den Zwischenfall auslöste und die der Mars von Protogen erwerben will), stiehlt seine Aufzeichnungen, flieht aus der Botschaft und beantragt politisches Asyl auf der Erde. Mao kontaktiert unterdessen Avasarala und bittet sie, die Sanktionen gegen seine Familie aufzuheben. Er bietet an, alles aufzuklären und bei der Lösung der entstandenen Probleme zu helfen, wenn sie ihn außerhalb des UN-Hoheitsgebiets in seinem Raumschiff trifft. Sie akzeptiert, obwohl Ghazi eindeutig einwendet, dass er das für eine Falle hält. Eine Landesonde des Forschungsschiffs Arboghast schafft es nach einigen Modifikationen, der extrem feindlichen Atmosphäre der Venus zu widerstehen und auf der Oberfläche zu landen. Bevor der Bildkontakt abbricht, zeigt sie riesige Protomolekül-Strukturen auf der Venusoberfläche. Alex Kamal empfängt auf der Rocinante eine Prioritätsmeldung der Marsflotte, nach der das marsianische Raumschiff Karakum die Kolonie unbehelligt anfliegen dürfe. Er stellt fest, dass es außerhalb der eigentlichen Kolonie landen soll, vermutet sofort eine Geheimoperation wegen des Protomoleküls und beschließt, die Crew abzuholen. Da die Nutzung des Hauptantriebs für einen Anflug die Rocinante sofort verraten würde, unterläuft Alex das marsianische Flugverbot mithilfe komplizierter Slingshot-Manöver an den Jupitermonden nur unter Zuhilfenahme der Steuerdüsen des Schiffs. Die Gruppe um Holden findet im stillgelegten alten Teil der Station eine geheime Forschungseinrichtung, in der offenbar Kinder zu Protomolekül-Wesen gemacht werden. Ein Protomolekül-Wesen wird während der sich entwickelnden Kampfhandlungen befreit, tötet die verbliebenen Forscher und flüchtet durch eine Schleuse auf die Mondoberfläche. |           |                            |                            |                      |                                                |                  |                                           |            |
| 22 | 12        | Das Monster und die Rakete | The Monster and the Rocket | 12. Apr. 2017        | 8. Sep. 2017                                   | Rob Lieberman    | Mark Fergus & Hawk Ostby                  | 43 Minuten |
| Avasarala fliegt mit Bobbie Draper und Cotyar Ghazi zu Maos Schiff. Dieser bietet sowohl Erde als auch Mars Zugang zur auf Ganymed entwickelten Protomolekültechnologie, um das Gleichgewicht der Kräfte zu wahren. Errinwright schreibt einen Abschiedsbrief und erwägt kurz, mit einer Giftkapsel Suizid zu begehen, beschließt dann aber, Avasaralas Abwesenheit zu nutzen, um doch noch einmal aktiv zu werden und vielleicht seine Existenz zu retten. Er lädt den Mars-Verteidigungsminister Korshunov unter einem Vorwand zu sich ein und vergiftet ihn mit einem verbotenen, auf Korshunovs DNA codierten Toxin, da dieser der einzige vergleichbar hochrangige Mitwisser in den Protomolekül-Aktivitäten Maos ist und der Mars aus dem Geschäft gedrängt werden soll. Danach ordnet Errinwright den Abschuss des Marsschiffes Karakum an, welches das Protomolekül-Wesen von Ganymed holen sollte, nachdem der Mars die Technologie von Mao erwerben wollte, und kontaktiert schließlich Mao auf seinem Schiff. Er erklärt der versammelten Gesprächsrunde, für Korshunovs Tod und die Zerstörung der Karakum verantwortlich zu sein, macht seine Absicht klar, zur Zusammenarbeit mit Mao zurückkehren zu wollen, betont seine Überzeugung, dies zum Wohle der Erde zu tun, und fordert Mao auf, Avasarala zu töten. Naomi Nagata, die seit der Flucht von Eros von einem schlechten Gewissen geplagt wird, weil sie zu wenige Leben gerettet hat, ist inzwischen mit Burton auf die Weeping Somnambulist gegangen, während Holden und Meng von Alex aus dem Labor abgeholt wurden. Sie setzt das Schiff instand, um es diesmal besser zu machen und so viele Menschen zu retten wie möglich. Das Schiff hat zwar Raum für über 300 Personen, verfügt nach der Schließung der Lufttankstelle jedoch nur über Luftvorräte für 52 Personen. Als mehrere hundert Flüchtlinge versuchen, gewaltsam Zugang zu erlangen, gelingt es Nagata mit Hilfe eines Gürtlers, alle Kinder, Frauen und Jugendlichen an Bord zu holen, und eine Stürmung des Schiffes durch die restlichen Menschen zu vermeiden. Die Somnambulist legt danach ab und wird von der Marsflotte unter Androhung von Waffengewalt zur Landung aufgefordert, was die Kommandantin und Nagata verweigern. Als die Rocinante dies per Funk mitbekommt, muss Holden seine fanatische Jagd auf das Wesen abbrechen, das er mit den Schiffskanonen töten will. Wegen der Blockade-Verletzung schießt die Marsflotte auf die Somnambulist, obwohl sie sich mittlerweile als Flüchtlingsschiff zu erkennen gegeben und sogar eine Enterung durch die Marsflotte angeboten hat. Ein anfliegender Torpedo wird von der eintreffenden Rocinante zerstört und Holden erklärt über Funk, dass die Somnambulist fortan von ihm eskortiert wird. Er erklärt seine Entschlossenheit, das gesamte Waffenarsenal der Rocinante zu nutzen, um die Blockadeschiffe zu bekämpfen, und notfalls beide Seiten zu vernichten. Die Marsflotte lässt daraufhin beide Schiffe ziehen. Es wird aber deutlich, dass das Protomolekülwesen es irgendwie geschafft hat, sich Zugang zur Rocinante zu verschaffen. |           |                            |                            |                      |                                                |                  |                                           |            |
| 23 | 13        | Calibans Krieg             | Caliban’s War              | 19. Apr. 2017        | 8. Sep. 2017                                   | Thor Freudenthal | Daniel Abraham, Ty Franck & Naren Shankar | 43 Minuten |
| Das Protomolekül-Wesen wird im Frachtraum der Rocinante entdeckt. Holden wird beim Versuch, es zu töten, von einem Frachtcontainer eingeklemmt und kann das Wesen nicht weiter bekämpfen, doch das Wesen lässt von ihm ab und fängt an, sich zum Schiffsreaktor vorzuarbeiten. Das restliche Team bereitet zur Beseitigung des Wesens eine explosive Dekompression angrenzender Schiffssektionen durch den Frachtraum vor, die aber auch Holden töten würde, weswegen Naomi vehement dagegen ist. Meng vermutet, dass das Wesen die Strahlung des Reaktors als Nahrung braucht und schlägt vor, den nuklearen Gefechtskopf eines Torpedos als Köder zu verwenden. Der Plan gelingt. Meng und Naomi locken das Wesen nach der Abschaltung des Triebwerks aus dem Schiff und es wird durch die erneute Zündung der Haupttriebwerke vollständig verbrannt. Auf Maos Schiff bricht eine Schießerei aus, bei der Cotyar Ghazi verwundet wird. Die Leute auf der Arboghast planen, die Protomolekülstruktur weiter zu erforschen, mangels weiterer Sonden muss das Schiff aber selbst in die Venusatmosphäre absteigen. Es wird plötzlich gestoppt und von Protomolekülen schlagartig und scheinbar wie zur Analyse in sämtliche Einzelteile zerlegt, wodurch die Besatzung getötet wird. Nagata gesteht Holden nach seiner Rettung, dass sie die Protomolekül-Probe nicht wie vereinbart zerstört hatte, sondern bei der Flucht von Ganymed ihren Standort an Fred Johnson verriet, um die vermeintliche Waffe für den Gürtel zu sichern, wenn schon Erde und Mars sie auch haben. Holden ist darüber sichtlich erschüttert. In einer Rückblende wird gezeigt, wie Strickland Mei in eine Stasiskapsel legt. Es entsteht der Eindruck, dass es eine Vielzahl weiterer Kinder gibt, an denen Strickland Protomolekülforschung betreibt. |           |                            |                            |                      |                                                |                  |                                           |            |

## Staffel 3
Im März 2017 verlängerte Syfy die Serie um eine 13-teilige dritte Staffel, die in den USA vom 11. April bis zum 27. Juni 2018 ausgestrahlt wurde. In Deutschland wurde die dritte Staffel am 8. Februar 2019 auf Prime Video veröffentlicht.
| Nr. (ges.) | Nr. (St.) | Deutscher Titel        | Originaltitel       | Erstausstrahlung USA | Deutschsprachige Erstveröffentlichung (D/A/CH) | Regie              | Drehbuch                                  | Länge      |
| --- | --------- | ---------------------- | ------------------- | -------------------- | ---------------------------------------------- | ------------------ | ----------------------------------------- | ---------- |
| 24 | 1         | Kampf oder Flucht      | Fight or Flight     | 11. Apr. 2018        | 8. Feb. 2019                                   | Breck Eisner       | Mark Fergus & Hawk Ostby                  | 43 Minuten |
| Errinwright überredet den Generalsekretär, in einer Sicherheitsratssitzung dem Mars den Krieg zu erklären, während der Mars die Erde für die Ermordung von Verteidigungsminister Korshunov verantwortlich macht. Errinwright erfährt danach von einem unbekannten Informanten, dass die Situation mit Maos Schiff noch nicht geklärt ist. Die Besatzung der Rocinante repariert die entstandenen Schäden und übersieht dabei eine kleine Protomolekülspur im Schiffsinneren. Nach der Verbreitung der Kriegserklärung über die Medien wird allen an Bord klar, dass ihr Schiff zum Problem werden könnte, weil sie nahezu überall bekannt sind, die Marsflotte das Schiff bei der erstbesten Gelegenheit zurückerobern wollen könnte, und die UNN sie ungefragt abschießen würde. Naomi benennt das Schiff auf Mengs Vorschlag hin in Pinus Contorta um. (Im weiteren Verlauf wird es aber nach wie vor durch die Crew als Rocinante bezeichnet.) Es wird deutlich, dass das Verhältnis zwischen Naomi und dem Rest der Crew nach ihrem Geständnis bezüglich der Protomolekülprobe sehr angespannt ist. Sie schlägt vehement vor, dass das Schiff Tycho anfliegen sollte, da man dort am besten untertauchen könne und da Johnson ihnen durch die Protomolekülprobe etwas schulde. Holden bemerkt unterdessen, dass das Protomolekül miteinander kommuniziert – zum Zeitpunkt der Tötung des Protomolekül-Wesens durch die Rocinante gab es Protomolekülaktivität auf dem Jupitermond Io. Er gibt Meng gegenüber zu, dass ihn dessen Schicksal und das seiner Tochter anfangs nicht interessierte. Da aber nun die weitere Ausbreitung des Protomoleküls offenbar ohnehin nicht mehr zu stoppen ist, widerspricht er der von den anderen zuerst für sinnvoll gehaltenen Idee von Naomi und will mit Praxidike Meng nach Io fliegen, um Mei zu finden. Damit überzeugt er Alex schnell. Sogar Amos weigert sich schließlich, Naomi Gefolgschaft zu leisten, wodurch sie allein dasteht und die Entscheidung akzeptieren muss; die Roci nimmt Kurs auf Io. Fred Johnson kontaktiert Dawes. Dieser habe den Wissenschaftler, und er, Johnson, verfüge nun über das Protomolekül selbst, so dass man besser zusammenarbeiten solle. Außerdem befiehlt er Drummer, die nach dem gescheiterten Eros-Anflug herrenlos treibende Nauvoo zurückzuholen, da sich der Gürtel für den aktuellen Konflikt zu einer Nation zusammenschließen müsse und mit der Nauvoo über ein eigenes Großschiff verfüge. An Bord von Maos Schiff sitzen Ghazi, Avasarala und Draper nach wie vor in der Falle. Draper erfährt, dass ihre Marines-Rüstung an Bord des Shuttles mitgeflogen ist. Es gelingt ihr, sich durch Lüftungs- und Fahrstuhlschächte zum UN-Shuttle durchzukämpfen und überwältigt dabei auch den Hilfselektriker Theo, der ihr Zugang zum Shuttle verschafft. Mit ihrem gepanzerten Kampfanzug schaltet sie die Belagerer aus und rettet Ghazi und Avasarala, wobei aber auch die Energieversorgung ihres Anzugs beschädigt wird. Avasarala hat zwischendurch Ghazi mit einem Erste-Hilfe-Kit notdürftig medizinisch versorgt. Sie lässt Theo das Nachrichtenlog des Schiffs ausbauen, da die darin gespeicherte Nachricht der einzige Beweis für Errinwrights Verrat ist. Allerdings feuert das in Errinwrights Auftrag handelnde UNN-Eskortschiff Torpedos auf Maos Schiff ab, weswegen die vier von Maos Schiff fliehen müssen. Ghazi und Theo gelingt an Bord des UN-Shuttles die Flucht, und Draper und Avasarala entkommen an Bord von Julie Maos Rennschiff Razorback, das im internen Hangar von Maos Schiff gedockt ist. Das UNN-Schiff bemerkt jedoch nach der Zerstörung von Maos Yacht die Flucht und verfolgt die Razorback. Errinwright schiebt in einem Gespräch mit Generalsekretär Sorrento-Gillis die Schuld für den Eros-Zwischenfall Avasarala zu und behauptet, dass sie mit Mao zusammengearbeitet habe. Der Generalsekretär befiehlt, Mao ausfindig zu machen und Avasarala um jeden Preis zu verhaften. Eine weitere anonyme Nachricht weist Errinwright darauf hin, dass Avasaralas Tod noch nicht bestätigt werden kann. |           |                        |                     |                      |                                                |                    |                                           |            |
| 25 | 2         | IFF                    | IFF                 | 18. Apr. 2018        | 8. Feb. 2019                                   | Breck Eisner       | Daniel Abraham & Ty Franck                | 42 Minuten |
| Während die Zivilisten der Erde immer mehr Angst vor dem Krieg mit dem Mars haben und vehemente Proteste vor dem UN-Hauptquartier stattfinden, ruft Esteban Sorrento-Gillis eine alte Freundin, die methodistische Pastorin und ehemalige Krankenschwester Annushka „Anna“ Volovodov, zu sich, um ihm dabei zu helfen, eine Rede für die Vollversammlung zu schreiben, in der er den Krieg rechtfertigen muss – er sieht sie als die wichtigste Rede seines Lebens an. Anna, die ihm schon zuvor bei derartigen Gelegenheiten geholfen hatte, nimmt das Angebot zögerlich an, verpflichtet Esteban aber, als Gegenleistung dafür ein Jahr lang durch die UN ein wohltätiges Krankenhaus in Sankt Petersburg fördern zu lassen, das von ihr geleitet wird. Bei einem gemeinsamen Treffen verärgert sie Errinwright, indem sie zur Zurückhaltung aufruft und darauf hinweist, dass Kollektivstrafen wie gegen Maos Familie in Kriegszeiten ein Kriegsverbrechen seien. Jules-Pierre Mao besucht Dr. Strickland auf Io und erwägt, das gesamte Projekt zu beenden, woraufhin Strickland ihm offenbart, dass die Kinder von Ganymed, einschließlich Mei, aufgrund des besonderen Gendefekts kontrollierbare Wirte für das Protomolekül sein können. Mei ist inzwischen auch in dem Labor angekommen, erhält weitere Behandlung und trifft den ihr von Ganymed bekannten Jungen namens Katoa, der ihr „etwas cooles“ zeigt: bläulich schimmernde Strukturen im Inneren seines Unterarmes; offenbar ist er in der Protomolekülbehandlung bereits fortgeschritten. Die Razorback wird von dem UNN-Schiff verfolgt. Obwohl das Rennraumschiff schnell genug fliegen kann, um dem UNN-Schiff zu entkommen, und Bobbie die herrschenden g-Kräfte wegen ihres Trainings nicht viel ausmachen, wird deutlich, dass Avasaralas Körper die zum Entkommen erforderliche Beschleunigungskraft nicht vertragen würde, weswegen Bobbie langsamer fliegen muss und die Razorback droht, in Feuerreichweite der UNN-Torpedos zu geraten. Die beiden diskutieren ihre Optionen, und Avasarala zieht es deutlich vor, vom Mars gefangen genommen zu werden, wenn die Exekution durch Errinwrights Schergen die Alternative ist. Bobbie sendet daher mit ihrem Kampfanzug auf verschlüsselten marsianischen Militärfrequenzen ein Notsignal aus; sie nennt dabei aber keine Namen, um nicht preiszugeben, dass es Avasarala ist, die bei ihr ist. Das Signal wird von Holdens Crew empfangen. Holden und Amos wollen es ignorieren, weil Holden nicht noch einmal denselben Fehler machen will wie auf der Canterbury, und weil man sich bereits auf den Flug nach Io geeinigt habe. Alex und Naomi wollen hingegen helfen, weil Alex es für ungerecht hält, einem anderen Marsianer nicht zu helfen, und weil Naomi feststellt, dass die Razorback auf Julie Mao registriert ist, was sie nach den vorangegangenen Ereignissen für höchst bedeutsam hält. Prax löst mit seiner Stimme das Patt auf und entscheidet, dem Notruf zu folgen – Man müsse helfen, wenn jemand in Not sei. Die Crew erkennt das UNN-Schiff, das die Razorback verfolgt. Es ist klar, dass das UNN-Schiff deutlich größer und besser bewaffnet ist, so dass ein direkter Angriff scheitern würde. Die Roci hat jedoch den Vorteil, dass das UNN-Schiff sie offenbar noch nicht entdeckt hat und sich ganz auf die Razorback konzentriert. Unter Aufwendung fast aller verbleibenden Torpedos und des Großteils der Maschinenkanonenmunition des Marskampfschiffes gelingt es, die Razorback vor anfliegenden Torpedos zu schützen, die Sensorik der Razorback (und vermutlich auch die des UNN-Schiffs) durch die Detonation mehrerer Torpedos kurz zu blenden, und im schnellen Vorbeiflug mit gezieltem Feuer die Antriebssektion des Schiffs abzutrennen, wodurch das UNN-Schiff sofort kampfunfähig wird. Die Crew ist sich sicher, dass man durch diese Aktion quasi der UN den Krieg erklärt hat und es im Zweifel nur wenig helfen würde, zu argumentieren, dass man das Schiff „nur“ schwer beschädigt habe. Während der Kampfhandlungen gerät Prax an Bord der Roci in Lebensgefahr, als sich sein Atemluftschlauch löst. Amos rettet ihm das Leben, und Prax gibt nach dem Ende des Angriffs zu, dass er Angst vor dem hat, was er auf Io finden wird. Amos findet, dass Prax seine Tochter nicht aufgeben sollte. Ein Kind verdiene es, zumindest eine Person zu haben, die es niemals im Stich lassen würde. Nachdem die Roci an die Razorback angedockt hat, übergibt Bobbie einem überraschten Holden die bewusstlose Avasarala und bittet um Hilfe. |           |                        |                     |                      |                                                |                    |                                           |            |
| 26 | 3         | Sichere Zerstörung     | Assured Destruction | 25. Apr. 2018        | 8. Feb. 2019                                   | Thor Freudenthal   | Dan Nowak                                 | 45 Minuten |
| Auf der Erde drängt Errinwright auf einen Präventivschlag gegen die erstschlagfähigen Atomwaffen des Mars. Die fünf getarnten orbitalen Abschussvorrichtungen der Marsstreitkräfte würden derzeit vorübergehend von Spionagesatelliten aufgeklärt, doch durch ständige Positionswechsel würden sie bald wieder unsichtbar, so dass die Gelegenheit für einen Angriff nicht günstiger würde – die Erfolgswahrscheinlichkeit für eine vollständige Vernichtung dieser Basen läge bei Aufklärung aller fünf Abschussvorrichtungen bei 82 Prozent. Generalsekretär Esteban Sorrento-Gillis zögert und berät sich mit Anna. Er erkennt die Risiken eines solchen Angriffs und hadert mit der Frage, wie viele Menschenleben jemand opfern kann, um von der Geschichte noch als guter Anführer gesehen zu werden. Sie empfiehlt ihm in dieser Frage, er solle stets so wenige Leben wie möglich opfern, also lehnt Esteban die Erteilung des Feuerbefehls ab. Errinwright sucht daraufhin das Gespräch mit Esteban und rät ihm im Hinblick auf die Ereignisse auf der Venus, er könne als derjenige in die Geschichte eingehen, der die Menschheit während des ersten Kontakts mit außerirdischem Leben geeint hätte, doch dafür müsse er diesen Krieg mit dem Mars zügig und siegreich beenden. Esteban lässt sich dadurch umstimmen und gibt den Feuerbefehl. Eine vorübergehende technische Fehlfunktion in einer der orbitalen Railguns, die zum Beschuss der Raketenbasen genutzt werden, führt zur verspäteten Schussabgabe und ermöglicht es der letzten Raketenbasis, vor ihrer Zerstörung eine Nuklearrakete mit 20 Gefechtsköpfen auf die Erde abzufeuern, von denen nur 19 durch die orbitale Verteidigung zerstört werden. Der letzte Gefechtskopf schlägt in Südamerika ein und tötet zwei Millionen Menschen. Esteban in der Operationszentrale und Anna in ihrer Unterkunft sind über diese Neuigkeiten erschüttert. Auf der Roci wird Avasarala verarztet. Es wird klar, dass sie dem Tod durch zu hohe g-Belastung nur knapp entronnen ist, sich aber vollständig erholen wird. Draper, die sich mittlerweile als de-facto-Leibwächterin Avasaralas zu verstehen scheint, und die Crew der Roci lernen einander mühsam kennen. Das Notsignal von Cotyar Ghazi und Theo wird vom UNN-Schiff Agatha King aufgenommen. Theo ist höchstgradig nervös, und Cotyar fürchtet, dass er unter Druck schnell verraten würde, dass Avasarala noch lebt, also tötet er ihn, um die Geschichte von Avasaralas Tod aufrechtzuerhalten. Nach der Rettung wird Cotyar in der Krankenstation der Agatha King an einen Behandlungssessel gefesselt und überwacht. UN-Flottenoberbefehlshaber Nguyen kommt danach an Bord der Agatha King, um Cotyar zu verhören. Nguyens Vorgänger Admiral Souther, der inzwischen Kommandant der Agatha King ist, darf nicht vorab mit Cotyar sprechen. In der ersten Vernehmung glaubt Nguyen Cotyars Geschichte nicht. Er erklärt ihm, dass er des Hochverrats angeklagt werde, und rät ihm, seine Kräfte dafür zu schonen. Admiral Souther lässt einen seiner Offiziere eine technische Störung auf dem Deck der Krankenstation fingieren, um ungestört mit Cotyar zu sprechen. Dieser erzählt ihm die wahre Geschichte über Errinwright, für die Souther aber Beweise fordert, welche Cotyar nicht liefern kann. Souther schafft es, die Krankenstation wieder zu verlassen, bevor jemand die beiden zusammen sieht. Dennoch ist Admiral Nguyen misstrauisch geworden und übernimmt das Kommando über die Agatha King. Er lässt das Schiff aus der Flotte ausscheren und befiehlt es nach Io. Im Labor für Protomolekülforschung auf Io beginnt Mao, sich mit Mei anzufreunden. Er wird durch sie an seine eigenen Töchter erinnert und befiehlt Strickland, das Projekt einzustellen, als das derzeit infizierte Kind scheinbar zu sterben beginnt. Avasarala hat sich mittlerweile weitgehend erholt und erzählt der Crew der Roci die Geschichte von Mao und Bobbies Rolle auf Ganymed. Holden weigert sich, Avasaralas Nachricht an irgend jemanden zu senden, da ein Richtstrahlsignal die Position der Rocinante preisgeben würde. Er erklärt, dass sie nur wegen Prax' Tochter nach Io fliegen und er nicht in den Krieg verwickelt werden möchte. Alex, der zuvor erstmals nach langer Zeit wieder ein Lebenszeichen an seine Familie gesendet hatte, erhält eine Antwort von seiner Frau auf dem Mars, die ihm erklärt, dass er sich zu lange Zeit damit gelassen habe und dass sie und sein Sohn ihn nicht mehr bräuchten, was ihn ziemlich mitnimmt. Avasarala erfährt, dass Naomi Fred Johnson die Protomolekülproben gegeben hat, was bei ihr blankes Entsetzen auslöst. Naomi bekräftigt, dass der Gürtel diese Waffe verdiene, wenn alle anderen sie auch haben, und schwört, Avasarala niemals Zugriff darauf gewähren zu wollen. |           |                        |                     |                      |                                                |                    |                                           |            |
| 27 | 4         | Nachladen              | Reload              | 2. Mai 2018          | 8. Feb. 2019                                   | Thor Freudenthal   | Robin Veith                               | 42 Minuten |
| Drummer holt mit einer Bergungsflotte die Nauvoo zurück. Esteban Sorrento-Gillis hält vor der Vollversammlung die von Anna geschriebene Rede, die jedoch offensichtlich von Errinwright überarbeitet worden ist, um den Mars als Hauptschuldigen an der Eskalation darzustellen und die Notwendigkeit seiner Zerstörung vor dem Umgang mit der Venus weiter zu rechtfertigen. Anna ist entsetzt und angewidert vom skrupellosen Verhalten Errinwrights und von der scheinbaren Gedankenlosigkeit, mit der Esteban so verheerende Worte an die Menschen richtet, und bereitet sich auf die Abreise vor. Die Roci hat nur noch wenig Treibstoff und Geschützmunition. Als sie das Trümmerfeld einer zuvor stattgefundenen Raumschlacht zwischen UNN und MCRN erreichen, sieht Holden die Chance, die Vorräte aufzufüllen, was von Alex und Bobbie zunächst als Leichenfledderei bezeichnet wird. Schließlich erkennen aber beide den pragmatischen Ansatz und beugen sich der Mehrheit. Die Crew entert das schwer beschädigte, im All treibende Marsschiff Kittur Chennamma auf der Suche nach Nachschub. Dessen Kommandodeck wurde offenbar so schnell zerstört, dass nicht einmal die Maschinenkanonen genutzt werden konnten. Dabei finden sie in einem versiegelten Raum auch drei überlebende junge Offiziere der Marsflotte. Avasarala appelliert an Holdens Ideale und überredet ihn, die Aufzeichnung von Errinwrights Verrat über ein Relais an Anna zu senden, die sie zuvor auf einer Nachrichtenübertragung von Estebans Rede erkannt hat. Sie denkt, dass die Nachricht so am ehesten zu Esteban durchkommen kann, da Anna nicht unter Errinwrights Einfluss steht. Die drei MCRN-Offiziere werden auf der Krankenstation der Roci versorgt und erkennen sie als ehemaliges Bordschiff der Donnager. Sie nehmen an, die Crew habe es gestohlen und es gehöre wieder zurück in die Marsflotte, um im Krieg zu helfen. Sie halten Alex für einen Verräter, obwohl er ehrenhaft gedient hat, überwältigen ihn und nehmen ihn und Naomi als Geiseln, um die Roci nach Kallisto zu fliegen, wo die Flotten von Mars und Erde die Entscheidungsschlacht suchen werden. Holden kann einen der drei überwältigen, bewaffnet sich und stellt ein Patt auf der Brücke her, bevor Bobbie den jungen Offizieren ihren Plan ausreden kann. Dabei wird auch deutlich, dass die Offiziere höchsten Respekt vor den Fähigkeiten eines Marsmarines haben, selbst wenn er keine Rüstung trägt. Holden lässt danach das andere Marsschiff notdürftig reparieren, damit die Marsianer sich wieder ihrer Flotte anschließen können, und gibt ihnen eine Kopie der Errinwright-Aufzeichnung, die sie über ihren Kapitän an Admiral Souther auf der Agatha King weiterleiten sollen. Der Wortführer der Marsoffiziere ist zwar etwas überfordert mit der Aufgabe, weil er den Zusammenhang nicht versteht und es ihm etwas surreal vorkommt, mit der Nummer drei in der Hierarchie der UN, dem allseits bekannten James Holden und einem desertierten Marsmarine zusammenarbeiten zu sollen, verspricht letztlich aber, die Botschaft weiterzuleiten. Auf Io arbeitet Dr. Strickland nach der Einstellung des Experiments heimlich weiter an Meis infiziertem Freund Katoa. Mao ist zunächst wütend, als er dies zufällig durch Mei erfährt. Jedoch stellen er und Strickland fest, dass Katoa in fortgeschrittenem Verwandlungsstadium dasselbe Verhalten zeigt wie die Protomolekülstruktur auf der Venus – so wie dort die Arboghast zerlegt worden ist, so hat Katoa seine Krankenpflegerin getötet und methodisch zerlegt, um die Organe zu untersuchen und ihre Funktion sowie ihre Möglichkeiten zur Umfunktionierung zu verstehen. Mao erkennt, dass der Junge mit dem Protomolekül auf der Venus kommuniziert, und dass das Protomolekül irgendetwas vorhat und derzeit über die Menschen lernt. Er erklärt, dass Strickland richtig gehandelt habe, da Katoa der Schlüssel zu allem sei. |           |                        |                     |                      |                                                |                    |                                           |            |
| 28 | 5         | Tripelpunkt            | Triple Point        | 9. Mai 2018          | 8. Feb. 2019                                   | Jeff Woolnough     | Georgia Lee                               | 44 Minuten |
| Die MCRN-Offiziere erreichen ihre Flotte und geben die Errinwright-Aufzeichnung an die Kommandantin des Marsschiffes MCRN Hammurabi weiter. Diese und ihr Erster Offizier sind aber zunächst nicht von der Echtheit überzeugt, zumal sich Mars und Erde nun faktisch im Krieg befinden – sie halten es für eine geheimdienstliche Täuschung und wissen, dass es als Hochverrat gesehen werden könnte, im Krieg einen Kommandeur des Feindes zu kontaktieren. Dennoch wird bemerkt, dass die Agatha King nicht nach Kallisto fliegt, sondern nach Io, obwohl ihre Feuerkraft sicherlich bei der Flotte gebraucht werden würde. Daraufhin nimmt die Hammurabi ebenfalls Kurs dorthin. Avasarala gibt auf der Roci zu, dass die Erde nach wie vor eine Probe von Protomolekülen benötigt. Sie möchte die Menschheit vereinen, weshalb sie Holdens Hilfe benötigt, um zunächst den durch Errinwright vom Zaun gebrochenen Krieg gegen den Mars zu beenden. Alex erhält eine weitere Nachricht vom Mars. Anfänglich zögert er, sieht sie sich dann aber doch an. Sein Sohn kontaktiert ihn und sagt ihm, dass er die Dinge nicht wie seine Mutter sieht. Er ist stolz auf seinen Vater und erklärt, dass er sich darauf freut, mit Alex zusammen Dinge zu unternehmen und den Mars zu retten, sobald er alt genug ist. Diese Botschaft rührt ihn zutiefst. Admiral Nguyen hat Souther auf der Agatha King vollends kaltgestellt, doch dessen loyale Führungsoffiziere sind dem Oberbefehlshaber gegenüber misstrauisch. Sie haben bemerkt, dass Nguyen Kommunikation mit unbekannten Stellen führt, die nicht dokumentiert werden darf. Nguyen funkt indes Mao auf Io an und fordert als Gegenleistung für die Aufhebung der Kontensperre die Startcodes für die mit Protomolekülwesen beladenen Sonden, die dieser ihm daraufhin sendet. Eine Offizierin, die loyal zu Souther steht, erhält auf dem in Kriegszeiten kaum genutzten so genannten „Interflottenkanal“ die Errinwright-Videobotschaft, die offenbar doch durch die Kommandantin der Hammurabi übersendet worden ist. Die Offizierin zeigt Souther das Video, der dessen Echtheit durch Cotyars Aussagen bestätigen kann. Daraufhin meutern Souther und Teile seiner Crew gegen Nguyen und verkünden der UN-Flotte und der Marsflotte per Funk, dass Nguyen wegen Verschwörung festgenommen sei und sie sich zurückziehen wollen. Auf der Brücke der Agatha King entsteht ein Handgemenge mit Schusswechsel zwischen Southers und Nguyens Getreuen, und die Meuterer werden teilweise getötet, darunter auch Souther selbst. Der Rest wird abgeführt. Einige UNN-Schiffe leisten gleichzeitig Southers Befehlen Folge und scheren aus der Flotte aus, darunter das Begleitschiff UNN Jimenez. Nguyen schießt das Schiff eigenhändig mit einem Torpedo ab, als es seinem Befehl zur Rückkehr in die Flotte nicht nachkommt. In der Folge kommt es zum Raumgefecht zwischen loyalen und abtrünnigen Schiffen der UN. Im Labor erfährt Mao durch den weiter mutierenden Katoa, dass die Arbeit am „Werk“ des Protomoleküls auf der Venus fast abgeschlossen ist. Katoa verrät aber nicht, worin dieses „Werk“ besteht, und verliert danach durch die fortschreitende Verwandlung seine Fähigkeit zu sprechen. Mao will weitere Erkenntnisse gewinnen und befiehlt Strickland, das nächste Subjekt anzustecken, Mei. Bevor dies geschehen kann, wird jedoch bemerkt, dass offenbar ein Schiff an der Basis landet. Dies ist die Roci, die sich im Radarschatten von Io der Basis genähert hat, um nicht in den Konflikt der Flotten hineingezogen zu werden. Daher werden eilig Vorbereitungen getroffen, die Basis zu verlassen. Auf der Hammurabi beobachtet man die Kampfhandlungen der UN-Flotte untereinander mit einiger Irritation, und der XO will die Gelegenheit nutzen, um alle UNN-Schiffe anzugreifen. Doch die Kommandantin erklärt, dass es schlauer sei abzuwarten – als Marsflotte einzugreifen, würde beide Konfliktparteien innerhalb der UN nur wieder gegen den gemeinsamen Feind vereinen. Sie erklärt in einer Funknachricht an die UN-Flotte, dass jedes UNN-Schiff, das von Kampfhandlungen absieht, als unter weißer Flagge fliegend betrachtet wird, und dass die Marsflotte jedem solchen Schiff bei Bedarf Beistand leistet, wenn es darum bittet. Der angeschossene Admiral Nguyen feuert daraufhin die Sonden mit den Protomolekülwesen von der Oberfläche von Io ab. |           |                        |                     |                      |                                                |                    |                                           |            |
| 29 | 6         | Aufopferung            | Immolation          | 16. Mai 2018         | 8. Feb. 2019                                   | Jeff Woolnough     | Alan DiFiore                              | 42 Minuten |
| Mao und Dr. Strickland sichten Überwachungsvideos und glauben, dass Holdens Crew, die in die Station eindringt, ein Trupp von Mars-Marines ist. Sie bereiten sich darauf vor, die Kinder zu evakuieren und notfalls als Geiseln zu nehmen. Mao befiehlt, zusätzlich alle Datenkerne zu sichern und auf sein Shuttle zu bringen. Unterdessen werden auf Nguyens Befehl hin zahlreiche Sonden mit Protomolekülhybriden abgefeuert, und da ihre Transponder abgeschaltet sind und sie aus Stealth-Materialien gefertigt sind, sind sie nach dem Verlassen der Atmosphäre nicht mehr verfolgbar. Sowohl Alex mit den Kanonen der Roci, als auch die Schiffe im Orbit, können einige der Sonden zerstören, eine trifft und infiziert jedoch die Agatha King. Avasarala ist sich sicher, dass die Sonden Kurs auf den Mars nehmen, da dies von Anfang an Ziel von Errinwright gewesen sei. Der vollständig zum Hybriden verwandelte Katoa wird von Strickland freigelassen und droht das Team anzugreifen. Bobbie lockt ihn daher auf die Oberfläche, um Holdens Crew Zeit zu verschaffen. Holden tötet Maos Leibwächter und nimmt Mao gefangen. Amos und Prax finden Strickland und die Kinder in der Luftschleuse zum Rettungsshuttle. Strickland gibt sich als wohlwollender Retter, was ihm aber keiner der beiden glaubt. Prax will Strickland erschießen, doch Amos bringt ihn davon ab, da Prax kein Killer sei. Strickland ist nur kurz erleichtert, bevor Amos ihn erschießt. Auf der Agatha King greift die Infektion um sich, Infizierte greifen wahllos andere Crewmitglieder an. Cotyar wird von einer frisch infizierten Schiffsoffizierin befreit und legt sich einen Raumanzug an, um zu versuchen, einen Weg vom Schiff herunter zu finden. In der Basis auf Io findet die Crew keine Möglichkeiten, die Hybridsonden zu stoppen; es wird aber klar, dass die Startcodes an die Agatha King gesendet wurden. Daraufhin fliegen Alex und Naomi mit der Razorback zum UNN-Schiff. Bobbie liefert sich währenddessen auf der Oberfläche der Io-Forschungsbasis einen heftigen Kampf mit dem Hybriden, der selbst schwerste Schussverletzungen zügig heilen kann. Nachdem beide von einem Gebäude der Basis aus einiger Höhe heruntergestürzt sind, scheint das Wesen auch die Sturzfolgen schneller zu verkraften, setzt sich auf Bobbie und scheint sie untersuchen zu wollen. Obwohl Bobbies Kampfanzug durch den Sturz schwer beschädigt ist, gelingt es ihr, den Hybriden mit ihrer Maschinenkanone so schwer am Kopf zu verletzen, dass er stirbt. Alex und Naomi erreichen das UNN-Schiff und sind vom Anblick entsetzt. Das Protomolekül scheint nun auch auf der Hülle des Schiffes selbst zu wachsen. Sie docken an eine Wartungsschleuse im nicht von der Infektion betroffenen Bereich und betreten die Kommandozentrale des Schiffes, wo sie der mittlerweile mit einem Raumanzug bekleidete Nguyen erwartet und wegen ihrer marsianischen Raumanzüge mit Hasstiraden überzieht. Naomi sucht fieberhaft nach Möglichkeiten, auf die Sonden Einfluss zu nehmen. Eine Kursänderung müsste aber für jede Sonde einzeln erfolgen, wofür deutlich zu wenig Zeit bleibt. Unterdessen wurde Cotyar infiziert und sendet eine Funkbotschaft, um alle Schiffe im Sektor vor der Infektion zu warnen. Danach leitet er eine Schmelze des Schiffsreaktors ein und zerstört so die Agatha King, um die Ausbreitung des Protomoleküls zu stoppen. Naomi und Alex hören diese Nachricht, und verlassen rechtzeitig das Schiff, nachdem Naomi wenigstens noch die Transponder aller Hybridsonden aktiviert hat. Admiral Nguyen bleibt auf der Brücke zurück und wird ebenso wie Cotyar von der Explosion getötet. Da die Sonden inzwischen dank der aktivierten Transponder wieder sichtbar sind, hat Naomi eine Idee: Sie kontaktiert Johnson auf Tycho und schlägt vor, die Hybridsonden mit den verbliebenen 30 Atomraketen vom Eros-Zwischenfall zu zerstören. Dies würde den Mars vor dem sicheren Untergang bewahren und dem Gürtel eine gute Ausgangsposition für die in näherer Zukunft zu erwartenden Verhandlungen verleihen. Johnson folgt dem Vorschlag, offenbar werden so alle Hybridsonden zerstört. Auf der Erde hat Anna inzwischen Esteban Sorrento-Gillis das Video gezeigt, das sie von Avasarala erhalten hatte. Esteban zitiert daraufhin Errinwright zu sich und konfrontiert ihn mit dem Video, dessen Echtheit Errinwright nicht abstreitet. Errinwright macht danach deutlich, wie sehr er den Generalsekretär als Wendehals und Marionette verachtet, die wie ein Papagei immer das nachplappere, was ihr zuletzt ins Ohr geflüstert worden wäre. Er selbst verdiene dieses Amt mehr als Esteban, weil er bereit sei zu tun was nötig ist, und er bereue keine seiner Taten. Esteban befiehlt daraufhin Errinwrights Verhaftung wegen Hochverrats; das Komplott ist endgültig gescheitert. Mao wird als Gefangener zu Avasarala gebracht, Bobbie freundet sich mit Alex an, Prax verbringt Zeit mit Mei, und Holden versöhnt sich mit Naomi. Zuletzt ist zu sehen, wie eine gigantische tintenfischartige Protomolekülstruktur von der Oberfläche der Venus abhebt; noch ist unklar, welchem Zweck sie dient.                                                                                            |           |                        |                     |                      |                                                |                    |                                           |            |
| 30 | 7         | Delta-V                | Delta-V             | 23. Mai 2018         | 8. Feb. 2019                                   | Kenneth Fink       | Naren Shankar                             | 45 Minuten |
| Seit den Ereignissen von Io ist etwa ein halbes Jahr vergangen. Mars und Erde haben wieder Frieden geschlossen. Prax und Mei sind nach Ganymed zurückgekehrt. UN-Generalsekretär Sorrento-Gillis ist nach der Aufdeckung der Verschwörung um Mao und Errinwright zurückgetreten, Chrisjen Avasarala ist ihm im Amt nachgefolgt. Was aus den Verschwörern geworden ist, wird nicht bekannt. Die OPA ist jetzt als repräsentative Regierung des Gürtels anerkannt und wird gemeinsam von Anderson Dawes und Fred Johnson geführt, beide haben aber offenbar nach wie vor ihre Protomolekül-Ressourcen (Cortázar und die Probe) noch nicht zusammengeführt. Die von der Venus gestartete Protomolekülstruktur hat sich jenseits vom Uranus in einen stabilen Orbit begeben und sich in ein ringförmiges Gebilde umgeformt, das von den Medien und allen Beteiligten nur noch als „der Ring“ bezeichnet wird. Erde, Mars und OPA senden Flotten aus, um den Ring zu untersuchen. Anna fliegt mit der UN-Flotte zum Ring. Bobbie, die nach ihrer Rehabilitierung wieder in das Mars-Marine-Corps aufgenommen wurde, ist mit der Marsflotte ebenfalls dorthin unterwegs und steht nach wie vor mit Alex in Kontakt. Der Gürtler Maneo ist als Slingshot-Rennfahrer mit seinem Boot im Bereich des Saturn unterwegs, er hält scheinbar schon einige Rekorde, steht aber unter Druck, weil seine Freundin deutlich macht, dass er für ihren Geschmack zu lange fort ist, und sich offenbar mit seinem Bruder einlässt. Er sieht einen Nachrichtenstream zum Thema „Ring“, will eine noch größere Aktion starten, um seine Freundin wieder zu gewinnen, und beschließt, den Ring anzufliegen und der erste Gürtler zu sein, der durch ihn hindurch fliegt. Die Rocinante ist ebenfalls auf dem Weg zum Ring. Holden und seine Crew sind im gesamten System für ihre Aktionen bekannt, die Medien stilisieren sie zu Helden. Der Mars hat die Crew der Roci auf Herausgabe ihres Schiffes verklagt, obwohl Holden argumentiert, dass es „Strandgut“ sei, welches rechtmäßig dem Finder gehöre. Wegen der Klage sind die Reporterin Monica und ihr blinder Kameramann Cohen an Bord, um mit handgestengesteuerten Drohnenkameras eine Dokumentation zu drehen und so die Anwaltskosten der Crew zu bezahlen. Es wird schnell deutlich, dass nicht alle drei verbliebenen Besatzungsmitglieder es gleichermaßen gut finden, auf diese Weise begleitet zu werden. Naomi hat die Roci verlassen, weil sie sich der OPA verpflichtet fühlte. Sie ist Chefingenieurin des von Camina Drummer befehligten OPA-Flaggschiffs Behemoth, der ehemaligen Nauvoo. Dawes entsendet den ehemaligen Piraten Klaes Ashford auf das Schiff, um als Drummers 1. Offizier zu fungieren. Mit ihm kommt Diogo Harari an Bord, der jetzt Lieutenant der OPA Navy ist, dem die Beteiligten seine Rolle bei der Entführung von Cortázar aber noch nicht verziehen haben. Als ein Techniker der Behemoth, den Naomi zuvor mit seinem Dealer beim Kauf von Drogen erwischt hatte, während seiner Arbeit mit einem Wartungsraumschiff wohl wegen des Drogenkonsums tödlich verunglückt, beschließt Drummer, ein Exempel zu statuieren und will den Verantwortlichen für den Drogenschwarzmarkt an Bord öffentlich aus der Luftschleuse werfen lassen. Ashford schreitet ein, überredet Drummer, den Mann zu verschonen, und erklärt, man sei jetzt ein richtiger Staat und dürfe sich nicht mehr wie ein Pack unzivilisierter Tiere verhalten, denn das wäre eines der besten Argumente für die „Inneren“, den Gürtel als minderwertig zu sehen. Dabei fällt Ashford Drummer bei einer Ankündigung vor der versammelten Crew auch ins Wort, um klar zu machen, dass Straftäter eingesperrt und abgeurteilt werden, anstatt einfach ins All geworfen zu werden. Auch wenn Naomi der Ansicht ist, dass Ashford damit Recht hat, wird der Eindruck vermittelt, dass Ashford zumindest billigend in Kauf nimmt, dass Drummers Autorität untergraben wird. Eine zivile Techniker-Crew wird für Reparaturarbeiten auf das UN-Begleitschiff Seung Un entsandt. Die scheinbar erst kürzlich ins Team gekommene Elektrotechnikerin Melba Koh legt auf dem Schiff eine Bombe, und tötet ihren Vorarbeiter, als der ihre Sabotage zufällig entdeckt. Dabei wird klar, dass sie über besondere Körperkräfte verfügt, die sie offenbar kontrolliert einsetzen kann. Der Slingshot-Rennfahrer Maneo erreicht mit hoher Geschwindigkeit den Ring. Warnungen des Marsflottenschiffs Hammurabi ignoriert er und wähnt sich am Ziel seiner Träume. Der Ring hat in seinem Inneren eine Art „Ereignishorizont“ ausgebildet, und als das Boot diesen berührt, bremst es sofort nahezu vollständig ab. Die entstehenden negativen g-Kräfte aufgrund des riesigen Geschwindigkeitsunterschiedes (ΔV bzw. „Delta-V“) töten Maneo augenblicklich, bevor das Schiff langsam im Ring verschwindet. Holden ist allein in seinem Quartier auf der Rocinante und sieht plötzlich Miller auf seinem Bett sitzen, der ihm einige offenbar zusammenhanglose Dinge sagt. |           |                        |                     |                      |                                                |                    |                                           |            |
| 31 | 8         | Es kommt in Reichweite | It Reaches Out      | 30. Mai 2018         | 8. Feb. 2019                                   | Kenneth Fink       | Mark Fergus & Hawk Ostby                  | 43 Minuten |
| Melba versteckt die Leiche ihres Vorarbeiters und fliegt mit ihren Kollegen weiter zum UN-Schiff Thomas Prince. Sie scheint die Tötung ihres Kollegen zu bereuen und verbietet auch den anderen im Team, schlecht über ihn zu reden, als diese mutmaßen, er hätte zu viel getrunken und würde irgendwo auf der Seung Un seinen Rausch ausschlafen. Auf der Thomas Prince begegnet sie kurz Anna, geht einem Gespräch aber aus dem Weg. Der Tod des Slingshot-Piloten, der seinen Flug (und damit auch sein Ableben) selbst gefilmt hatte, wird live auf allen Kanälen gezeigt und sorgt in der UN-Flotte für gemischte Reaktionen. Es wird spekuliert, die OPA schicke menschliche Versuchskaninchen in den Ring, doch es wird erkannt, dass der Pilot einfach ein Draufgänger gewesen ist, der seine Freundin beeindrucken wollte. Es ist aber noch niemandem wirklich klar, was durch diese Aktion ausgelöst worden sein könnte, oder ob – und wie – der Ring „reagieren“ könnte. Auf der Rocinante scannt Holden sich nach der Erscheinung von Miller mehrfach nach Protomolekül-Infektionen und anderen gesundheitlichen Problemen, findet aber keine Unregelmäßigkeiten. Er stellt fest, dass Miller ihm nur erscheint, wenn er allein ist, und scheinbar nur belangloses Zeug aus seiner Ermittlertätigkeit auf Ceres zum Besten gibt, wobei er sich auch wiederholt und kaum auf Fragen eingeht. Amos und Alex, die Miller nicht sehen können, bemerken, dass Holden mit sich selbst zu reden scheint, und sind alarmiert. Holden kommt in einem Gespräch mit Monica eine Idee: Er vergleicht die Zeitstempel aus ihrem Filmmaterial und dem Nachrichtenstream, um zu erkennen, dass die Miller-Erscheinung exakt in dem Augenblick zum ersten Mal auftauchte, als der Slingshotpilot in den Ring eintauchte. Ihm wird klar, dass der Ring, oder zumindest Miller, auf diese Weise „aktiviert“ worden ist. Cohen, der Kameramann, tauscht in einem unbeobachteten Moment einen Schaltkreis auf der Rocinante aus; er scheint zu wissen was er tut und verstaut den ausgebauten Schaltkreis in seiner Ausrüstung. Miller erklärt Holden in einer weiteren Erscheinung, dass er „ein Ermittler“ ist, der bei Bedarf vom Ring geschickt wird, um Dinge zu suchen. Er stellt fest, dass er und Holden beide nur Werkzeuge eines größeren Zwecks sind. Melba zerstört von Bord der Thomas Prince aus mit ihrem Mobilgerät die Seung Un und spielt danach eine gefälschte Videonachricht ab, in der Holden die Verantwortung für den Sprengstoffanschlag übernimmt und den Ring zum Besitz der OPA erklärt. Vermutlich dank der Sabotage von Cohen scheint es, dass die Rocinante diese Videobotschaft senden würde, obwohl sie tatsächlich von Melbas Mobilgerät gesendet wird. Die Rocinante ist infolge der Sabotage nicht mehr in der Lage, nach außen zu kommunizieren, und hat keinen Zugriff mehr auf ihre Waffensysteme. UN-Schiffe nehmen nach der Übertragung der Videobotschaft die Roci ins Visier. Auf der Behemoth fordert Ashford, dass sie schnellstmöglich ebenfalls auf die Rocinante schießen, um zu beweisen, dass Holden nicht für die OPA gesprochen hat. Trotz Naomis verzweifelten Protesten gibt Drummer schließlich den Befehl. Das Stromnetz der Behemoth versagt zunächst, doch schließlich kann ein Torpedo abgefeuert werden. Alex tut sein möglichstes, um das Schiff vor dem anfliegenden Flugkörper zu retten, weiß aber, dass der Torpedo sie einholen und vernichten wird, wenn sie keines ihrer Waffensysteme unter Kontrolle bekommen. Holden kann Amos dazu bringen, ihm eine Minute Zeit allein in der Luftschleuse zu geben. Der Protomolekül-Miller erscheint ihm und sagt, dass man sich „nicht zu schnell in einen Raum begeben sollte, sonst frisst er einen auf“. Holden schlussfolgert, dass die Roci langsam durch den Ring fliegen sollte. Er kann Alex überzeugen, ihm zu vertrauen, langsamer zu fliegen und auf den Ring zuzusteuern. Holden wacht nach einem Blackout auf und stellt fest, dass die Zeit um das Schiff herum fast vollständig zum Stillstand gekommen zu sein scheint. Die Rakete befand sich direkt hinter der Roci, als sie in den Ring eintrat, und scheint nun stillzustehen. In einer Kameraeinstellung sieht man die zuvor bei der Reinigung nach der Eliminierung des Hybriden übersehene Spur des Protomoleküls an Bord der Rocinante, die sich jedoch nicht sichtbar verändert oder ausgeweitet hat. Es entsteht der Eindruck, dass es einen Zusammenhang zwischen Millers Erscheinen ausgerechnet auf der Rocinante und dieser Restspur geben muss. |           |                        |                     |                      |                                                |                    |                                           |            |
| 32 | 9         | Unnachgiebigkeit       | Intransigence       | 6. Juni 2018         | 8. Feb. 2019                                   | David Grossman     | Hallie Lambert                            | 43 Minuten |
| Die Crew berät ihre Lage. Das Schiff befindet sich innerhalb einer Art riesiger Raum-„Blase“, zu der der Ring einen Zugang bildet. Die Rakete wurde knapp hinter dem Schiff fast völlig angehalten und umgeleitet, so dass sie die Rocinante nicht treffen wird, sondern in Richtung einer sphärischen Struktur fliegt, die im Zentrum der Blase liegt. Die Rocinante kann jedoch weiterhin weder kommunizieren noch ihre Waffen nutzen. Das MRCN-Schiff Xuesen folgt ihnen in die Blase, und schickt zwei Sonden los: Eine verlässt die Blase wieder durch den Ring, die andere kollidiert scheinbar absichtlich mit der Blasenwand und wird aufgelöst. Die Optionen sind also allen schnell klar: Durch die MCRN aufgebracht werden oder zerstört werden, da man sich den Weg zum Ausgang nicht mehr freischießen kann. Die zurückgekehrte Marsflottensonde dient als Kommunikationsrelais, da es nicht möglich zu sein scheint, durch den Ereignishorizont des Rings hindurch zu funken. Das Marsflottenschiff erklärt, die Rocinante aufbringen zu wollen, und empfiehlt allen anderen Beteiligten, zur eigenen Sicherheit zurückzubleiben. Dies wird an Bord der Behemoth als Zeichen dafür gewertet, dass die Roci nicht wie von Naomi befürchtet zerstört worden ist. Amos zieht angesichts der Tatsache, dass Sabotage betrieben worden sein muss, seine Schlüsse und setzt Cohen massiv unter Druck, den er zuvor bereits alleine in sensiblen Bereichen des Schiffs angetroffen hatte. Cohen gibt zu Monicas Entsetzen zu, die Roci sabotiert zu haben, sagt aber, er habe nur Informationen beschaffen sollen, und habe seine Auftraggeberin nie persönlich getroffen. Selbst als Amos droht, Monica zu töten, kann Cohen nicht sagen, was er konkret getan hat. Alex stellt aber fest, dass der Eingriff in die Systeme heftig war, und die Roci wohl ins Dock muss. Da Naomi nicht an Bord ist, fehlt auch jeder tiefgreifendere technische Sachverstand, um den Fehler zu eliminieren, so dass fieberhaft nach anderen Lösungen gesucht wird. Amos schickt schließlich Cohen und Monica in Raumanzügen aus dem Schiff, damit sie vom verfolgenden MCRN-Schiff aufgenommen werden können und Holdens Unschuld beweisen, indem sie die komplexe Sabotage öffentlich machen. Holden denkt zudem laut darüber nach, sich der Marsflotte zu ergeben, was aber keiner gutheißt, da die Roci dann weg wäre – obwohl das immer noch besser wäre als mit dem Blasenrand zu kollidieren und zu sterben. Auf der Behemoth sucht Ashford nach der zwischenzeitlichen Eskalation der Situation das Gespräch mit Naomi. Sie erkennt, dass ihre Rückkehr zur OPA wohl ein Ausdruck von Nostalgie war, und dass ihr Herz immer noch bei der Rocinante ist. Drummer hält unterdessen von der Kommandozentrale aus eine inspirierende Ansprache, bevor die Behemoth ebenfalls durch den Ring in die Blase fliegt, und überlässt Naomi schließlich ein Wartungsshuttle, damit sie zurück zu ihrer alten Crew fliegen kann. In Rückblicken wird gezeigt, dass Melba alias Clarissa die ältere Schwester von Julie Mao ist, die aber im Gegensatz zu Julie nie die Gunst ihres Vaters erhalten konnte, da er Julie stets bevorzugte. Dennoch scheint Clarissa davon besessen zu sein, Holden zu vernichten, um ihren Vater zu rächen, dessen visionäre Erkenntnisse zum Protomolekül ihm zu Unrecht niemals gedankt worden seien. Die UN-Flotte lässt unterdessen aufgrund der Änderung der Gefahrenlage die Zivilisten von ihren Schiffen evakuieren, aber Anna kann bleiben, nachdem sie ihre ebenfalls an Bord befindliche Bekannte Tilly dazu bringt, ihre Beziehungen zu einem alten UN-Offizier spielen zu lassen. Clarissa bleibt ebenfalls, vorgeblich wegen der erhöhten Gefahrenzulage, und kommt mit Anna ins Gespräch. Miller, der seit dem Eintreten der Roci in die Blase deutlich konsistenter, gesprächiger und nachvollziehbarer wirkt („Hier ist das Signal besser“), empfiehlt Holden, die Mitte der Blase zu untersuchen. Holden verlässt in einem Raumanzug das Schiff und schwebt auf die sphärische Struktur in der Mitte zu. |           |                        |                     |                      |                                                |                    |                                           |            |
| 33 | 10        | Löwenzahnhimmel        | Dandelion Sky       | 13. Juni 2018        | 8. Feb. 2019                                   | David Grossman     | Georgia Lee                               | 42 Minuten |
| Auf dem Weg zur Sphäre unterhält sich Holden weiter mit dem imaginären Miller, der ihm sagt, dass seine Aufgabe wichtig sei, weil nur er, Holden, als echte Person in das „Archiv“ gehen und den entscheidenden Hinweis zur Lösung des „Falls“ freilegen könnte. Als sie an der Sphäre eintreffen, öffnet sich für Holden eine tunnelartige Zugangsöffnung, in die er nach anfänglicher Skepsis schließlich hineinschwebt. Die MCRN Xuesen hat zuvor ein Landungsboot mit Marines losgeschickt, darunter Bobbie Draper, um Holden auf seinem Weg zur Sphäre abzufangen. Die Kommunikation mit ihm, die Bobbie schließlich zustandebringt, wirkt aufgrund seiner gleichzeitigen Unterhaltung mit Miller für die Marsianer jedoch wirr und unkoordiniert. In der Annahme, Holden sei verrückt geworden, folgen ihm die Marines in die Sphäre hinein. Die Thomas Prince durchquert ebenfalls den Ring. Es wird bemerkt, dass die anfangs in die Blase eingetretenen Objekte, also Maneos Slingshot-Rennboot, der Torpedo und eine zuvor in die Blase geschickte UN-Sonde, um die Sphäre in der Mitte der Blase angeordnet sind und sich an ihrer Spitze eine violette, nebelähnliche Erscheinung befindet. Anna spekuliert, der Ring versuche auf diese Weise, potenzielle Bedrohungen zu isolieren, ähnlich wie der menschliche Körper es mittels einer Zyste tun würde. Die Gesamtsituation ängstigt aber einige Besatzungsmitglieder. So versucht ein ebenfalls dem methodistischen Glauben angehörender Lieutenant der Prince, mit Anna zu sprechen, doch sie ist zu sehr von der Situation vereinnahmt und übergeht ihn. Der Lieutenant, der sich offensichtlich sehr vor der Situation fürchtet, geht schließlich in sein Quartier und nimmt sich das Leben. Anna, die durch diese Neuigkeit schockiert ist und mit ihrer Unachtsamkeit hadert, hält schließlich eine bewegende Traueransprache für ihn. Annas Bekannte Tilly, die mit Julie Mao befreundet war, erkennt Melba als Clarissa Mao wieder, wovon sie Anna auch berichtet. Allerdings schätzt sie Clarissas Situation völlig falsch ein und erkennt nicht, dass sie hinter den Ereignissen auf der Seung Un steckt. Sie nimmt vielmehr an, dass Clarissa juristischen Beistand benötigen könne, weil die Vermögenswerte ihres Vaters seit dem Auffliegen der Errinwright-Verschwörung eingefroren sind und einige Familienmitglieder untertauchen mussten. Als Tilly Clarissa anspricht, greift diese sie unter Nutzung ihrer besonderen körperlichen Kräfte an, um nicht aufzufliegen. Holden und „Miller“ haben einen Raum innerhalb der Sphäre erreicht, in dem Erdschwerkraft und eine atembare Atmosphäre vorherrschen, wobei Holden aus Misstrauen darauf verzichtet, seinen Raumhelm abzunehmen. Miller gibt zu, dass er nur ein Weg des Protomoleküls ist, „Knöpfe im Gehirn“ von Holden zu drücken, um mit ihm kommunizieren zu können. Es wird klar, dass das Protomolekül versucht, eine Mission zu erfüllen, und dass Holden einen Beitrag leisten muss, damit das gelingt. Aus Boden und Decke des Kontrollraums wächst je ein Teil einer Art Säule, und Holden soll seine Hand in die verbleibende Lücke halten. Holden weigert sich zunächst und fordert Miller auf, auch seine persönliche Seite zu zeigen, damit klar ist, dass es nicht nur der Willen des von ihm noch als eher feindselig empfundenen Protomoleküls ist, den er da erfüllen soll. Daraufhin schildert Miller ihm authentisch die letzten Augenblicke seines Lebens als Mensch, mit Eros und als Begleiter von Julie Mao im Anflug auf die Venus. Es wird klar, dass Millers Bewusstsein auf irgendeine Weise in das Protomolekül übergegangen ist. Holden reicht das als Beweis, er will nun seinen Beitrag leisten. In diesem Augenblick trifft der Mars-Marines-Trupp ein. Die Marines nehmen an, dass Holdens Aktion eine Gefahr darstellt, doch Bobbies Versuche, Holden mit Worten von seinem Vorhaben abzuhalten, haben keinen Erfolg. Der Marines-Trupp schießt schließlich auf Holden, aber die Geschosse werden in der Luft angehalten. Auf eine unmittelbare Reaktion des Raumes hin, der merkwürdige Strukturen ausbildet, wirft der Lieutenant der Marines eine Granate, deren Detonation allerdings niemanden verletzt. Der Lieutenant wird daraufhin von der Station zerlegt und spurlos absorbiert. Zum selben Zeitpunkt werden alle Schiffe innerhalb der Blase schlagartig weiter abgebremst, was wiederum heftige negative g-Kräfte auslöst. Auch Clarissas Angriff auf Tilly wird dadurch jäh unterbrochen. Holden schließt den Schaltkreis und sieht Visionen aus der Sicht des Protomoleküls. Ihm werden diverse frühere Ereignisse scheinbar in umgekehrter Reihenfolge gezeigt, darunter eine Vielzahl von Ringen innerhalb der Blase, die nach und nach verschwinden, sowie explodierende Planeten. Schließlich verliert Holden das Bewusstsein. |           |                        |                     |                      |                                                |                    |                                           |            |
| 34 | 11        | Gefallene Welt         | Fallen World        | 20. Juni 2018        | 8. Feb. 2019                                   | Jennifer Phang     | Dan Nowak                                 | 45 Minuten |
| Die jähe Bremsung hat auf allen Schiffen in der Blase Todesfälle und schwere Verletzungen verursacht, und wird von den Verantwortlichen mehrheitlich als feindselige Aktion der Sphäre („Station“) betrachtet, da man die Gründe dafür nicht kennt. Die Station hat nunmehr jedes Schiff in der Blase zu sich gezogen, ferner ist das Geschwindigkeitslimit in der Blase deutlich gesunken. Die Marines bergen den bewusstlosen Holden und nehmen ihn zu sich an Bord, jedoch wird klar, dass mit dem neuen Tempolimit das Reisen in der Blase deutlich zeitaufwändiger geworden ist. So würde zum Beispiel die Rückkehr zum Ring, die zuvor einen Zeitraum von Stunden beanspruchte, mehrere Monate dauern. Es wird klar, dass angesichts der mangelnden Vorräte für eine so lange Mission eine existenzielle Bedrohung aller Menschen in der Blase besteht. Ein Marine fordert Draper auf, Holden zu erschießen, was sie aber ablehnt. Naomi kehrt auf die Rocinante zurück und behandelt Amos und Alex, die durch die Bremsung verletzt wurden. Auf der Behemoth sind Drummer und Ashford auf gegenüberliegenden Seiten eines großen Landwirtschaftsfahrzeuges eingeklemmt. Sie versuchen gemeinsam, sich zu befreien, sprechen über die Probleme, die sie offenbar miteinander haben, und lernen einander so etwas besser kennen. Die ohnehin schon ernsthaft am Oberschenkel verletzte Drummer löst schließlich die Bremsen des Fahrzeugs, um Ashford zu befreien, da das Schiff einen Kapitän braucht. Dabei wird sie selbst sehr schwer im Rücken- und Hüftbereich verletzt. Als Ashford frei ist, sorgt er unverzüglich für die notfallmedizinische Versorgung von Drummer, übernimmt das Kommando und befiehlt, die Schiffstrommel in Rotation zu versetzen, um Schwerkraft zu erzeugen und das Schiff für alle Verletzten zu öffnen. Bereits zuvor wurde erklärt, dass blutende Verletzungen, insbesondere innere Blutungen, in der Schwerelosigkeit wegen des geänderten Verhaltens des Blutes potenziell unkontrollierbar sind. Vor diesem Hintergrund ergibt die Aktivierung der Rotation und die Einladung an Marsianer und UN Sinn und es entsteht der Eindruck, dass Ashford gute Absichten verfolgt. Clarissa erlangt nach einem infolge der Bremsung eingetretenen Blackout wieder das Bewusstsein. Sie lässt die vermeintlich tote, tatsächlich aber schwer verletzte und bewusstlose Tilly zurück, und begibt sich zur Brücke. Dort erfährt sie, dass alle Schiffe in die Mitte zur Station gezogen werden, und erkennt ihre Chance, an Bord der Rocinante gehen und Holden töten zu können. Tilly stirbt schließlich doch, überlebt jedoch gerade lange genug, um Anna anzurufen, und ihr die ganze Wahrheit über Melba Koh alias Clarissa Mao zu sagen, als diese sie schließlich findet. Clarissa verschafft sich Zugang zur Rocinante und greift Naomi auf der Suche nach Holden an, doch Anna, die ihr in einem Raumanzug gefolgt ist, setzt Clarissa mit einem Taser außer Gefecht, als diese Naomi töten will. Auf Bobbies Schiff wacht Holden auf und sagt ihr, er habe eine Vision gesehen, die das Ende von allem beschreibt. |           |                        |                     |                      |                                                |                    |                                           |            |
| 35 | 12        | Gemeinde               | Congregation        | 27. Juni 2018        | 8. Feb. 2019                                   | Jennifer Phang     | Daniel Abraham & Ty Franck                | 43 Minuten |
| Die Behemoth wird nach Ashfords Einladung von vielen Schiffen mit Verletzten erreicht. Unter anderem ist auch das Mars-Shuttle mit Holden an Bord dort eingetroffen. Die Situation führt die Versorgung in fast allen Bereichen an Bord an ihre Grenzen. Holden wird von einer Offizierin der Marsstreitkräfte sowie von Ashford befragt. Holden erzählt Ashford, dass er mit Miller sprechen kann, obwohl dieser tot ist, und dass die Wesen, die die Ringe und das Protomolekül geschaffen haben, irgendwie getötet wurden und die Ringe verwendeten, um sich selbst zu retten. Er beschreibt das Gesehene in der Vision: Diese Wesen hätten Sonnensysteme verbrannt, als wären es Seuchenherde. Ashford scheint das Gesagte nicht wirklich zu glauben; er hält Holden für durchgedreht. Es wird vereinbart, dass Holden erst einmal an Bord der Behemoth in Gewahrsam bleibt und Marsianer und UN für Vernehmungen Zugriff auf ihn haben dürfen. Clarissa kommt im Krankenrevier der Roci zu Bewusstsein. Es stellt sich heraus, dass sie über ein sogenanntes „Endokrin-Implantat“ verfügt, das sie kontrolliert aktivieren kann und ihr ihre scheinbaren Superkräfte verleiht. Dies wurde bereits von der Crew der Roci erkannt; sie trägt nun eine „chemische Fessel“, um die Nutzung des Implantats zu verhindern. Sie zeigt keinerlei Reue für die Zerstörung der Seung Un und den Tod so vieler Menschen, und macht klar, dass es ihr nur um Holden geht. Amos will sie erschießen, doch Anna kann ihn davon abbringen. Die Crew der Roci entschließt sich, ebenfalls an Bord der Behemoth zu gehen, wo sie ihre Waffen abgeben müssen und zur Unterstützung der Helfenden in den Lazaretten aufgefordert werden. Clarissa wird in eine Zelle Holden gegenüber eingesperrt, ohne dass er weiß, wer sie ist. Auf seine betont lässige Vorstellung hin muss sie zynisch lachen. Anna besucht sie etwas später und sagt ihr, dass im Prinzip alles, auf das Clarissa jetzt noch hoffen kann, Vergebung ist. Drummer hat durch die Einquetschung eine schwerwiegende Rückenmarksverletzung erlitten, sie ist offenbar querschnittsgelähmt. Eine Therapie zum Rückenmarkaufbau ist mit der modernen Medizin möglich, aber langwierig, und Drummer ist der Ansicht, so lange nicht warten zu wollen, weil gerade jetzt so viel Dringendes anliegt. Mit Hilfe von Naomi baut sie sich ein Exoskelett, um wieder laufen zu können. Dann suchen die beiden Holden im Arrestbereich auf, wo Naomi mit Holden etwas Zeit verbringt. Er kann Drummer davon überzeugen, ihn vorübergehend allein zu lassen, um mit Miller sprechen zu können. Später kann Clarissa Holdens Qualen hören, als dieser versucht, Miller dazu zu bringen, ihm zu sagen, was er als nächstes tun soll. Diese Erkenntnis scheint bei Clarissa etwas zu bewirken. Holdens Bemühung hat schließlich Erfolg und er teilt den anderen mit, dass er wisse, was zu tun sei. Amos findet Anna sympathisch, die sich aufopferungsvoll um die Verletzten und Sterbenden kümmert. Sie stellen fest, dass sie beide etwas gemeinsam haben: Sie tun das, was nötig ist, um ein Ziel zu erreichen, auch wenn beide unter dem „Nötigen“ offensichtlich deutlich unterschiedliche Dinge verstehen. Es zeigt sich, dass Terraner, Marsianer und Gürtler an Bord der Behemoth nun Hand in Hand arbeiten, um gemeinsam zu überleben. Als Ashford erfährt, dass die auf der Behemoth verfügbaren Reserven an synthetischem Blut aufgebraucht seien, befiehlt er allen Angehörigen seiner Crew, Blut für die Versorgung der Verwundeten aller Fraktionen zu spenden, und spendet auch selbst, obwohl er mit einer unbehandelten Verletzung aus der Situation nach der Bremsung kämpft. Ein Wissenschaftler auf der Thomas Prince meint, ein Muster in dem Feld ausgemacht zu haben, das die Schiffe festhält und die Laserkommunikation zur Welt außerhalb der Blase blockiert. Er äußert die Idee, ein beschädigtes, nicht mehr gebrauchtes Schiff per Reaktorüberladung nahe der Station zu zerstören. Damit will man versuchen, das Feld zu schwächen. Der Erfolg ist gleich Null, und als „Antwort“ beginnt die Station, Energie aufzuladen. Ashford erinnert sich an Holdens Worte und erkennt, dass die Station die Menschen nunmehr als Gefahr ansieht; sie beabsichtigt, das gesamte Sonnensystem zu zerstören. Er überredet die anwesenden Kommandeure von UN-Flotte und Marsstreitkräften, den Ring mit dem äußerst starken Kommunikationslaser der Behemoth zu zerstören. Die Menschen in der Blase würden dadurch zwar alle sterben, aber dadurch den Rest der Menschheit retten. |           |                        |                     |                      |                                                |                    |                                           |            |
| 36 | 13        | Abaddons Tor           | Abaddon’s Gate      | 27. Juni 2018        | 8. Feb. 2019                                   | Simon Cellan Jones | Daniel Abraham, Ty Franck & Naren Shankar | 42 Minuten |
| Holden berichtet das Ergebnis seines „Gesprächs“ mit Miller. Die Station versuche zu entscheiden, ob die Menschen eine Bedrohung darstellen, und stufe seit der herbeigeführten Reaktordetonation die Energiequellen der Schiffe als potenzielle Bedrohung ein. Ein Angriff mit Ashfords Laser auf den Ring würde sein Ziel nicht erreichen und die Station nur dazu bringen, das Sonnensystem noch schneller zu zerstören. Nur im Falle einer völligen Energieabschaltung aller Schiffe hätte die Menschheit eine Überlebenschance. Es muss also versucht werden, alle Schiffe dazu zu bringen, ihre Fusionsreaktoren abzuschalten. Die Gruppe um Holden geht davon aus, dass Ashford das nicht zulassen wird, so dass Holden, Naomi und Drummer sich bewaffnen und sich mit Hilfe einiger von Drummers Getreuen auf den Weg zum Reaktorkontrollraum machen. Sie können ihn schließlich besetzen und den Fahrstuhl dorthin beschädigen, ohne dass jemand zu Schaden kommt. Währenddessen rekrutieren Amos und Alex erst Anna und dann Monica, um mit ihrer Hilfe eine Nachricht an die anderen Schiffe zu senden und sie zu bitten, die Reaktoren abzuschalten. Insbesondere Monica ist sehr schlecht auf das Team zu sprechen, da Cohen an Bord der Xuesen durch die Bremsung getötet wurde, und ist erst bereit zu helfen, als Anna ihr klarmacht, dass man die Menschheit retten müsse und könne. Durch Naomi weiß die Gruppe auch, wie man ein Kommunikationsrelais so hacken kann, dass das Signal von der Kommandozentrale der Behemoth nicht unterbunden werden kann. Da die Techniker der Behemoth durch die langen Schichten übermüdet sind und vermehrt Fehler machen, lässt Ashford eilig Ersatzpersonal suchen. Clarissa darf daher wegen ihrer Qualifikation an der elektrischen Anlage des Lasers arbeiten. Sie bittet Ashford später, ihr die chemische Fessel abzunehmen, weil diese ihr Konzentrationsschwächen und Unwohlsein einbringen würde. Ashford tut ihr den Gefallen. Annas Nachricht wird auf dem Notfallkanal gesendet. Ein Ingenieur von Tycho, der die Idee der Reaktorabschaltung für gut hält und den Rest der Brückencrew zu überzeugen versucht, wird von Ashford ohne Vorwarnung erschossen. Es wird von Ashford und den Marsianern vermutet, dass diese Nachricht Panik auslöst, weswegen die ranghöchste Marsflotten-Offizierin an Bord Bobbies Trupp losschickt, um die Sendung der Botschaft zu stoppen. Der Trupp muss jedoch ohne seine Rüstungen und nur mit Handfeuerwaffen ausrücken, da die Rüstungen von einigen Gürtlern um Diogo Harari gestohlen wurden, die auf Ashfords Geheiß hin den Reaktor sichern sollen. Als Bobbie erfährt, dass es Alex und der Rest der Roci-Crew sind, die hinter der Botschaft stecken, will sie verhandeln und sie dazu überreden, sich zu ergeben. Die anderen beiden Marines, denen das zu lange dauert, versuchen schließlich, Alex zu überlisten, weshalb Bobbie keine andere Wahl bleibt, als sich und Alex zu verteidigen. Die Mars-Marines werden getötet, wobei Bobbie eine Schussverletzung erleidet. Die Sendung der Nachricht wird fortgesetzt, und Alex kämpft um Bobbies Leben, während Verstärkung für die Belagerer eintrifft. Diogo und zwei seiner Leute greifen den Reaktorraum in den gestohlenen Mars-Marines-Rüstungen an. Holden, Naomi und Drummer retten sich in Raumanzügen in einen Fahrstuhlschacht, in dem Schwerelosigkeit herrscht, und versuchen in ihren zivilen Anzügen in Richtung Kontrollraum der Behemoth zu entkommen, doch Harari und seine Leute in ihren Marines-Rüstungen können schneller fliegen und holen auf. Holden hat aus der Waffenkammer Granaten mitgenommen, die Drummer dazu nutzen will, um Harari zu stoppen und sich dabei selbst zu opfern. Sie bleibt zurück, wird aber überraschend durch Naomi gerettet, die Diogo und die anderen Verfolger mit einer Aufzugkapsel zermalmt. Annas Botschaft überzeugt letztlich die Kommandanten aller anderen Schiffe, sie schalten ihre Reaktoren ab. Ashford, der weiterhin an seinem Plan mit dem Laser festhalten will, befiehlt seinen Sicherheitskräften, Naomi und Holden zu töten, die in den Kontrollraum gelangt sind und sich ergeben, um mit Ashford reden zu können. Clarissa, die wieder ihr Implantat nutzen kann, greift ein. Sie überrumpelt Ashford und setzt ihn sowie einige seiner Leute außer Gefecht, wobei sie auch angeschossen wird. Dennoch gelingt es ihr, den Reaktor der Behemoth auszuschalten. Die Station gibt daraufhin alle gefangenen Schiffe frei, hebt das Tempolimit auf und öffnet weitere Ringe, die zu insgesamt über 1300 bewohnbaren Planetensystemen führen. Erstaunen macht sich breit. Ashford, Clarissa und Bobbie überleben ihre jeweiligen Verletzungen. Bobbie scheint der Crew der Rocinante danach als Bordschützin beizutreten. Holden unterhält sich in einer weiteren Vision mit Miller. Er mutmaßt, dass dieser die ganze Zeit beabsichtigte, die Ringe zu öffnen, um endlich herauszufinden, was seine Schöpfer einst getötet hat, und er findet, dass es die Aufgabe der Menschheit ist, das Phänomen zu erforschen. Ihm ist aber bewusst, dass diese Entwicklung einen neuen „blutigen Goldrausch“ auslösen könnte. Die Rocinante fliegt schließlich durch den Ring zurück ins Sonnensystem. |           |                        |                     |                      |                                                |                    |                                           |            |

## Staffel 4
Die vierte Staffel wurde in den USA am 12. Dezember 2019 und in Deutschland am 13. Dezember 2019 auf Prime Video veröffentlicht.
| Nr. (ges.) | Nr. (St.) | Deutscher Titel         | Originaltitel      | Erstveröffentlichung USA | Deutschsprachige Erstveröffentlichung (D/A/CH) | Regie          | Drehbuch                                  | Länge      |
| --- | --------- | ----------------------- | ------------------ | ------------------------ | ---------------------------------------------- | -------------- | ----------------------------------------- | ---------- |
| 37 | 1         | Neuterra                | New Terra          | 12. Dez. 2019            | 13. Dez. 2019                                  | Breck Eisner   | Mark Fergus & Hawk Ostby                  | 49 Minuten |
| Seit der Öffnung der Ringe zu über 1300 bewohnbaren Planetensystemen sind wiederum einige Monate vergangen. Die UN hat den Sol-Ring zur Blockadezone erklärt und hält auf Befehl von Generalsekretärin Avasarala potenzielle Siedler von der Durchreise zu diesen Systemen ab, da Avasarala fürchtet, durch unkontrollierte Kontakte von Menschen mit Protomolekültechnologie ein zweites Eros oder gar das Ende der Menschheit zu riskieren. Die Gürtler empfinden dieses Verhalten der UN als erneuten Beweis dafür, dass die „Inneren“ sie bevormunden und übervorteilen wollen. Ein Konvoi von Gürtler-Flüchtlingen von Ganymed ignoriert die Blockade durch Schiffe der United Nations Navy (UNN) und der Marsflotte (MCRN). Die meisten der Schiffe werden zerstört, während vier Schiffe den Ring passieren, darunter eines namens Barbapiccola. Dieses landet auf einem lithiumreichen außerirdischen Planeten, den die Siedler „Ilus“ taufen. Sie beginnen, das Lithiumerz zu schürfen, um es zu verkaufen und die Siedlung ausbauen zu können. Das ehemalige OPA-Flaggschiff Behemoth ist nunmehr als Medina-Station in der Ringblase nahe der Protomolekül-Station postiert, da geplant ist, durch alle Ringe Kommunikationsrelais zu bauen, deren zentrale Weiterleitung ins Sol-System durch die Station erfolgen soll. Drummer, die inzwischen ihre Therapie zum Rückenmarkaufbau durchläuft, kommandiert die Station wieder. Klaes Ashford ist nun als Captain eines OPA-Raumschiffes mit der Piratenjagd entlang der Transitrouten zwischen Erde, Mars und dem Ring befasst und wird dafür von einigen Gürtlern als Verräter angesehen, der für die „Inneren“ mal wieder die Drecksarbeit mache. Er kann mit seiner Crew ein schwer beschädigtes Piratenschiff aufbringen und steuert mit dem Wrack im Schlepptau die Medina-Station an. Avasarala kontaktiert einige Monate nach dem Vorfall mit der Barbapiccola James Holden und sendet ihn als ihren Sonderbeauftragten nach Ilus, um Kontakt mit den Gürtlern aufzunehmen und mögliche Risiken zu untersuchen, die sich beim Kontakt mit außerirdischen Lebensformen ergeben könnten. Danach macht sie sich in Begleitung ihres Ehemannes auf den Weg zum Mars. Holden wird auf seiner Reise von der bekannten Rocinante-Crew unterstützt, darunter auch Naomi, die aber aufgrund ihrer Herkunft als Gürtlerin zu einer schmerzhaften medizinischen Therapie gezwungen ist, die ihre Knochen, Muskeln und ihren Kreislauf auf einen Planeten mit erdähnlicher Anziehungskraft vorbereiten. Der Anspruch der Crew auf die Rocinante wurde inzwischen vom Mars anerkannt. Das Schiff ist mittlerweile modernisiert und auch mit einer leichten Railgun ausgestattet worden. Amos, der Alex beim Test dieser neuen Waffe unterstützt, wird von Clarissa Mao kontaktiert, die aufgrund ihrer Taten inzwischen zu lebenslanger Haft verurteilt wurde. Sie darf monatlich einen Anruf tätigen und ruft Amos an, weil sie außer ihm niemanden mehr habe, wie sie sagt. Sie dankt ihm dafür, auf dem Weg zur Erde auf der Roci eine Aufgabe gehabt zu haben, und fragt, ob sie auch in Zukunft anrufen dürfe. Alex steht weiterhin in freundschaftlichem Kontakt zu Bobbie Draper, die allerdings als Zivilistin auf dem Mars lebt, nachdem sie wegen wiederholten Ungehorsams unehrenhaft aus dem Mars Marine Corps entlassen wurde, und die für einen Mindestlohn als Demontagetechnikerin alte Kriegsschiffe zerlegt. Sie lebt übergangsweise bei ihrem Bruder und seiner Familie, bis sie eine eigene Unterkunft findet. Ein Shuttle des im Orbit von Ilus befindlichen UN-Forschungsschiffs Edward Israel steigt zur Oberfläche hinab. An Bord befinden sich diverse Wissenschaftler und Sicherheitskräfte der terranischen Firma RCE, deren Sicherheitschef Murtry sich während des Fluges brüstet, bereits mindestens einmal in einer profitablen Angelegenheit Gürtler gekonnt übervorteilt zu haben. Er betont im Gespräch mit seinem Sitznachbarn, dass RCE eine offizielle Lizenz der UN besitze, den neuen Planeten zu besiedeln, den man New Terra genannt hat. Das Shuttle wird im Anflug plötzlich scheinbar durch Beschuss getroffen, und letztlich bei seiner Landung zerstört, was zu insgesamt 23 Todesopfern führt. Sicherheitschef Murtry als ranghöchster Überlebender der RCE bleibt mit den restlichen überlebenden Passagieren des Shuttles auf dem Planeten und richtet das RCE-Camp in unmittelbarer Nähe zur Siedlung der Gürtler ein. Den terranischen Überlebenden wurde nach dem Absturz noch von den Gürtler-Siedlern geholfen, jedoch kommen ziemlich schnell Konflikte der RCE mit den Gürtlern auf. Die Rocinante-Crew stößt nach ihrer Landung auf eine angespannte Situation mit gegenseitigen Drohungen zwischen Murtrys Leuten und den Gürtlern, die aber vom Auftreten eines Schwarms fremdartiger kleiner Lebewesen unterbrochen wird, der für Verletzungen unter den Anwesenden sorgt, bevor er weiterzieht. |           |                         |                    |                          |                                                |                |                                           |            |
| 38 | 2         | Strandgut               | Jetsam             | 12. Dez. 2019            | 13. Dez. 2019                                  | Breck Eisner   | Laura Marks                               | 48 Minuten |
| Die anwesenden Wissenschaftler untersuchen Spuren des „Schwarms“, der einige Leute verletzte, und stellen fest, dass es sich offenbar um „Lebewesen“ aus Metall handelt, deren Verhalten an schwarmbildende Insekten oder Käfer erinnert, die aber in der Form eher an Wurfsterne erinnern. Die RCE-Biologin Dr. Elvi Okoye erklärt Holden, dass Kohlenstoff nur aus Zufall die Basis für das Leben auf der Erde war – genauso gut hätte es beispielsweise Silizium sein können. Die metallenen Objekte gelten demnach aus terranischer Sicht eher als Maschinen, aber für die Verhältnisse des lithiumreichen Planeten Ilus könnten es durchaus Lebewesen sein. Okoye merkt an, die Interaktion von insgesamt drei „Biomen“, also des Protomoleküls, der natürlichen Flora und Fauna des Planeten, und nun der Menschen, könnte zu sehr komplexen Folgen führen. Alex untersucht zusammen mit der Siedlungsärztin Dr. Mazur die Verletzten auf Infektionen mit dem Protomolekül, kann jedoch nichts feststellen. Bobbie Draper wird während ihrer Arbeit wegen der Ermordung eines Zollbeamten verhört, mit der sie nichts zu tun hatte. Es wird aber deutlich, dass Bobbie schon allein deshalb als verdächtig gilt, weil sie als Marine zum Töten ausgebildet wurde und die Entlassung aus dem MMC wegen Insubordination den Behörden bekannt ist. Bobbie mutmaßt, dass sie solche Schikanen durch Polizei und andere Behörden in Zukunft immer wieder zu erwarten hätte. Als Generalsekretärin Avasarala den Mars auf diplomatischer Mission besucht, lädt sie Bobbie als persönlichen Gast zu einem großen Abendessen mit ein. Bobbie nimmt teil, findet jedoch nur Avasaralas Ehemann als Gesprächspartner, da sie von den Marsianern scheinbar gemieden wird. Sie ist hinterher verärgert, da sie glaubt, von Avasarala nur als „Requisite“ benutzt worden zu sein, damit diese ihre Solidarität mit dem Mars demonstrieren könne. Daher lehnt sie ein Jobangebot von Avasarala ab. Bobbie verfolgt heimlich ihren Neffen David, nachdem der sich ihr gegenüber seltsam verhalten hat, und bemerkt, dass er in kriminelle Machenschaften verwickelt ist. Sie stellt ihn in einer Art Drogenlabor zur Rede. Als einige Leute, für die David zu arbeiten scheint, das Labor betreten und die beiden bedrohen, verprügelt Bobbie dank ihrer Nahkampffähigkeiten die Kriminellen und stellt klar, dass David nicht mehr mitmachen wird. An der Medina-Station wird bemerkt, dass eine große Zahl toter Menschen durch den Raum treiben. Als Herkunftsort dieser Menschen wird das UN-Kolonieschiff Sojourner ermittelt, das an der Ringblockade wartete, aber verschwunden ist. Durch Navigationsdaten des zuvor von Ashford aufgebrachten Piratenschiffs kann ermittelt werden, dass der OPA-Pirat Marco Inaros hinter dem Angriff auf das Schiff stecken muss. Um den Frieden mit der UN nicht zu gefährden, beginnen Drummer und Ashford mit der Suche nach Inaros. Auf Ilus manövrieren sich Holden und die Rocinante-Crew vorsichtig durch die schwelenden Spannungen zwischen den Siedlern der Terraner und Gürtler. Amos, der freiwillig nicht auf der Rocinante übernachtet, sondern in der Siedlung schlafen möchte, beginnt eine sexuelle Affäre mit Murtrys Stellvertreterin Chandra Wei und begleitet Murtry zur Absturzstelle des Shuttles auf der Suche nach Hinweisen, ob der Absturz auch durch die „Käfer“ verursacht worden sein könnte. Amos findet im Bereich der Überreste des Landepads Teile von Sprengzündern, was die Vermutung nahelegt, dass das Landepad vorsätzlich zerstört wurde. Als er dies Murtry zeigt, beschuldigt dieser sofort die Gürtler, die 23 RCE-Leute getötet zu haben, was die Stimmung weiter aufheizt. Dabei sticht Murtrys offene Bereitschaft, Waffengewalt gegen die deutlich schwächer bewaffneten Gürtler einzusetzen, als Konfliktherd heraus. Als Murtry abends von drei unbewaffneten Gürtlern abgepasst und gewarnt wird, er solle die Gürtler nicht solcher Dinge beschuldigen, legt er das als Drohung aus und erschießt ohne Vorwarnung Coop, den Wortführer der Gürtler, was auch Amos und Wei mitbekommen. Holden wird von Miller genötigt, eine bereits zuvor besichtigte massive außerirdische Struktur in der Nähe der Siedlung aufzusuchen, über deren Zusammenhang mit den „Käfer“-Schwärmen nur spekuliert werden kann, und in der mittlerweile einige Öffnungen entstanden sind. Nachdem Alex ihn durch eine solche Öffnung in das Gebilde abgeseilt hat, leitet Miller ihn an, eine Wurzel zu entfernen, da diese „das Umlegen eines Schalters verhindere“ und so keine neuen Hinweise und Erkenntnisse für den „Ermittler“ entstünden. Holden entfernt die Wurzel, woraufhin sich die Wand der Struktur wieder zu schließen beginnt – Holden kann knapp entkommen. Die Struktur scheint durch seine Tat aktiviert worden zu sein, da von dem Objekt ausgehend eine Reihe von Blitzeinschlägen folgt, die unter anderem auch das Camp trifft und den Generator der Gürtler zerstört, kurz bevor die Situation dort nach Coops Ermordung eskalieren kann. |           |                         |                    |                          |                                                |                |                                           |            |
| 39 | 3         | Dunkle Vorahnung        | Subduction         | 12. Dez. 2019            | 13. Dez. 2019                                  | David Petrarca | Dan Nowak                                 | 46 Minuten |
| Auf der Erde tritt die Politikerin Nancy Gao, die bislang UN-Innenministerin war, von ihrem Amt zurück und kandidiert gegen Avasarala um das Amt des Generalsekretärs. Sie möchte die Ringplaneten schnell erforschen und besiedeln lassen, was im Gegensatz zu Avasaralas vorsichtigerem Vorgehen steht. Avasarala lässt in Gaos Vergangenheit graben und erfährt, dass diese ihren Studienplatz regelwidrig erhalten hatte. Avasarala liegt in Umfragen zwar deutlich vor Gao, weist aber dennoch ihren Assistenten an, diese Information durchsickern zu lassen, in der Annahme, die Medien würden den Rest erledigen. Auf dem Mars wird Bobbie von Esai Martin, dem Rädelsführer der Schmuggeloperation, kontaktiert. Esai hat infolge der Schlägerei David kidnappen lassen und verlangt, dass Bobbie in der Verschrottungsfirma absichtlich eine Tür zu einem gesicherten Bereich offen lässt, damit seine Schmuggler Materialien stehlen können. Dies soll die Schulden begleichen, die für David aus der Zerstörung von Esais Drogenlabor durch Bobbie entstanden sind. Bobbie versucht, der Polizei diesen Erpressungsversuch und die Entführung Davids zu melden, und muss feststellen, dass Esai neben seinen kriminellen Machenschaften ein hochdekorierter Detective der Polizei ist, was ihren Versuch zunichte macht. Bobbie tut wie ihr geheißen, dokumentiert aber die Gesichter der Leute, die für Esai militärische Kommunikationstechnologie aus dem Lager stehlen, und bemerkt, dass es sich um Gürtler handelt. Sie stellt deshalb Esai zur Rede und erfährt von ihm, dass er findet, all die hochwertige militärische Technologie würde nach der Abwrackung der Kriegsschiffe nur noch verschrottet werden. Sie könne aber sinnvoller genutzt werden, wenn man sie zur Erkundung, Erforschung und Besiedlung all dieser Welten hinter dem Ring nutzen würde, und gerade daran hätten insbesondere die Gürtler enormes Interesse. Diese Tatsache würde profitable Geschäfte mit den Gürtlern ermöglichen. Esai verrät ihr, dass er David schon frühzeitig wieder freigelassen hat, was Bobbie durch einen Anruf bestätigen kann. Esai bietet Bobbie daraufhin an, für seine Organisation zu arbeiten, da sie dort mit ihren Fähigkeiten deutlich bessere Dinge tun könnte, als was sie derzeit tue. Auf Ilus ist die Gürtler-Siedlung nach dem Blitzeinschlag ohne Stromversorgung, während Murtry das RCE-Camp verschließt und den Gürtlern jegliche Hilfe oder Versorgung verweigert, solange man ihm nicht die Leute ausliefert, die für den vermeintlichen Sprengstoffanschlag auf das Landepad verantwortlich sind. Amos sagt ihm ins Gesicht, dass er ihn für einen Killer hält, den das Töten von Menschen erregt, und beide stellen fest, dass es zwischen ihnen blutig enden wird, insbesondere wenn Murtry sich an der Crew der Roci vergreifen sollte. Murtry lässt sich später von Dr. Mazur an seinem verletzten Bein verarzten, was Naomi sehr zuwider ist. Sie erregt sich über die fehlende Hilfe der RCE bei den Technikproblemen der Gürtler bei gleichzeitiger schamloser Inanspruchnahme der medizinischen Unterstützung von Dr. Mazur, und bricht plötzlich mit Kreislaufproblemen zusammen. Naomis Körper hat sich noch nicht genug an die Gravitation gewöhnt, so dass ihr Kreislauf durch die Anstrengung überfordert ist. Alex hatte das festgestellt, doch auf Naomi Bitte dem Rest der Crew nichts verraten. Murtry nutzt heimlich Richtmikrofontechnik, um Gespräche der Gürtler in der Siedlung abhören zu können, und erfährt so von Racheplänen einiger Gürtler gegen die RCE-Sicherheitskräfte aufgrund von Coops Ermordung. Er lässt eine konspirative Zusammenkunft dieser Gruppe mit Tränengas ausräuchern und alle flüchtenden Gürtler erschießen. Holden und Alex werden infolge der in gerader Linie um den halben Planeten gelaufenen Blitzeinschläge von Dr. Okoye an der mysteriösen Struktur aufgesucht, wobei Okoye irritiert ist, warum Holden bereits vor Ort ist. Sie weiß nichts von seiner besonderen Beziehung zum Protomolekül und von Miller, und Holden verrät ihr auch nicht, dass er unwissenderweise die Blitze auf Millers Anweisung hin quasi ausgelöst hat. Die Blitze haben eine weitere fremde Struktur aktiviert, die sich offenbar entlang der Blitzlinie schnell rotierend durch den Boden frisst und eine drei Kilometer breite Schneise der Verwüstung hinter sich herzieht, was dem Team aufgrund der Bodenerschütterungen auffällt, die das Konstrukt auf seinem Weg auslöst. Es wird klar, dass die Zerstörung auch die Siedlung erreichen würde. Holden befiehlt daher Alex, die Struktur mit einer Rakete der Rocinante zu zerstören. Alex führt die Anweisung trotz Okoyes vehementer Proteste aus und die Struktur scheint nach dem Einschlag der Rakete zu explodieren. |           |                         |                    |                          |                                                |                |                                           |            |
| 40 | 4         | Geist der Vergangenheit | Retrograde         | 12. Dez. 2019            | 13. Dez. 2019                                  | David Petrarca | Matthew Rasmussen                         | 44 Minuten |
| Die Suche nach dem berüchtigten OPA-Piraten Marco Inaros hat Erfolg, er kann von Ashford mit Hilfe loyaler OPA-Kräfte gefangen genommen werden. Er gibt zu, die Sojourner angegriffen zu haben und behauptet, das Schiff zerlegt und verkauft zu haben. Drummer spricht seine frühere Beziehung mit Naomi an, worauf er andeutet, dass Naomis Version der gemeinsamen Geschichte nicht die ganze Wahrheit ist. Nachdem Inaros' schwer bewaffnetes Schiff durch Verstärkung anderer Fraktionen zum Abdrehen gezwungen worden ist, wird Inaros einem Tribunal aus Ashford, Drummer und den Anführern von drei wichtigen OPA-Fraktionen überlassen. Er appelliert an die Solidarität der Gürtler und weist darauf hin, dass die OPA nur im Interesse der „Inneren“ handeln würde, wenn sie den Waffenstillstand einhielte. Er gehe davon aus, dass die „Inneren“ derzeit schwach wären, und dass sie den Frieden nur so lange halten würden, bis sie wieder stark wären. Marco erklärt sich bereit, so lange die Füße stillzuhalten. Als Wiedergutmachung bietet er die Aufteilung der Verkaufserlöse der Sojourner-Bauteile, wenn man ihn leben lässt. Das Tribunal stimmt ab, und mit Drummers Stimme als letzter und entscheidender Stimme wird Inaros schließlich freigelassen. Ashford, der Inaros zum Tode verurteilt hätte, stellt sie zur Rede, worauf sie erklärt, dass es unklug wäre, gegen den Willen der zwei größten OPA-Unterstützerfraktionen ein Todesurteil zu verhängen; sie wolle die Spaltung der OPA vermeiden. Außerdem stehe Inaros nun unter Beobachtung – wenn er nun wortbrüchig würde, habe er von keinem in der OPA Gnade zu erwarten. Auf dem Mars versucht Bobbie, ihrem Vorarbeiter ihre Beteiligung an dem Materialdiebstahl zu gestehen. Als dieser sich jedoch offen bereit zeigt, sich an derartigen Aktivitäten zu beteiligen, weil sie so gut in ihrem Job sei und er sie nicht melden wolle, fällt sie aus allen Wolken. Sie kündigt den Job sofort und trifft sich auf ein Saufgelage mit Thomas, einem anderen ehemaligen Marine, und wird später in der Wohnung ihres Bruders wegen ihrer Beteiligung an dem Diebstahl verhaftet, nachdem ihr Vorarbeiter sie doch gemeldet hatte. Aus der Zelle heraus bittet sie Esai zu sich und nimmt desillusioniert sein Jobangebot an, wobei er feststellt, dass sie nunmehr in Vollzeit für ihn arbeiten muss, wenn sie schon nicht mehr in der Werft seine Aktivitäten begünstigen kann. Auf Ilus sucht Murtry nach der Exekution der Verschwörer nach der Gürtler-Ärztin Lucia Mazur, die tatsächlich an der Zerstörung des RCE-Landeshuttles beteiligt war. Naomi kann Holden informieren und flieht mit Lucia in Richtung der Roci, während Amos von Murtrys Leuten gefangen genommen wird. Holden interveniert und warnt Murtry vor Gewaltanwendung gegen seine Leute, wobei Murtry aber anmerkt, dass er nur an Lucia interessiert ist und Naomi durch die Flucht eine Terroristin deckt. Inzwischen hat sich der Gesundheitszustand von Naomi verschlechtert, es wird immer deutlicher, dass sie die Belastungen durch die Schwerkraft auf dem Planeten nicht mehr lange aushalten kann. Als sie versucht, mit Naomi in die geparkte Rocinante zu fliehen, werden sie von Murtry verfolgt, der auch auf Lucia schießt und sie dabei verletzt. Er ist jedoch gezwungen, sich zurückzuziehen, als Holden und Alex eingreifen und mit den Maschinenkanonen des Schiffes Deckungsfeuer für die Rettung der Frauen geben. Alex, Naomi und Lucia starten daraufhin auf der Rocinante in den Orbit, während Holden bewaffnet zurückbleibt, den auf ihn wartenden Murtry niederschlägt und erklärt, dass er nunmehr das Kommando in der Siedlung übernimmt. |           |                         |                    |                          |                                                |                |                                           |            |
| 41 | 5         | Zwischen den Fronten    | Oppressor          | 12. Dez. 2019            | 13. Dez. 2019                                  | Jeff Woolnough | Daniel Abraham & Ty Franck                | 45 Minuten |
| Auf der Erde bereitet sich Avasarala auf ihre erste öffentliche Debatte gegen Gao vor. Avasarala hat zunächst den Vorteil, dass sie auf ihre Rolle bei der Neutralisierung der Eros-Bedrohung hinweisen kann. Ihr Versuch, die offenbare Vorteilsnahme bei der Studienplatzlotterie gegen Gao einzusetzen, geht allerdings nach hinten los, als Gao aufzeigt, dass Avasarala als Mitglied der „politischen Aristokratie“ am wenigsten Argumente dafür hat, sich über die Nutzung von Beziehungen durch andere zu beklagen, dass das System bei weitem nicht fair ist, und dass sie diejenigen, deren Platz sie bekam, als Mitarbeiter in ihr Team aufgenommen hatte. Die Debatte wird jäh unterbrochen, als Avasarala vor laufender Kamera aufgrund einer Sicherheitsbedrohung durch ihr Personenschutzteam evakuiert wird. Die Bedrohung resultiert aus einem nicht identifizierten Schiff, das sich der Erde nähert. Als das Schiff als die vermutlich von Marco Inaros umfunktionierte Sojourner identifiziert wird, deren Schicksal als Piratenopfer auch der UN bekannt ist, lässt Avasarala es sofort zerstören. Auf Ilus hat Holden Amos aus dem RCE-Arrest befreit, kann jedoch die eskalierenden Spannungen zwischen Gürtlern und Terraner kaum im Zaum halten. Holden ist überzeugt, dass die Siedlung durch die Reaktivierung der Alien-Technologie in großer Gefahr ist. Er versucht, die Terraner und Gürtler zu sammeln, um ihre Differenzen in Gesprächen irgendwie zu moderieren und gemeinsam den Planeten zu verlassen. Dies wird jedoch erschwert, als die Gürtler zwei RCE-Sicherheitsmitarbeiter überwältigen und als Geisel nehmen. Dr. Okoye lehnt Holdens Erklärungsversuche seiner Visionen von Miller aus ihrer wissenschaftlich geprägten Weltsicht heraus ab, und die Anführerin der Gürtler macht klar, dass alle anderen frei wären zu gehen, dass die Gürtler-Siedler aber nicht noch einmal ihr Zuhause verlassen würden. Murtry ist offensichtlich nicht gewillt, den Gürtlern den Planeten zu überlassen und fordert die Herausgabe der beiden Gefangenen. Er macht Holden klar, dass er auch nicht vergessen wird, dass dessen Crew die Terroristin Lucia Mazur beschützt. Ferner lässt Murtry heimlich durch das Personal der Edward Israel eines der beiden leichten Shuttles als Bombe präparieren. An Bord der nun den Planeten umkreisenden Rocinante erfährt Lucia von ihrem Ehemann in der Siedlung, dass ihre Tochter Felcia verschwunden ist. Sie gibt sich selbst die Schuld, ihre Familie aufgrund ihrer militanten Aktivitäten zerstört zu haben. Als daraufhin deutlich wird, dass es ein Problem mit ihrer Wunde gibt, tut sie nichts, vermutlich in der Hoffnung an ihren Blutungen zu sterben. Alex findet Lucia und rettet ihr zusammen mit Naomi das Leben. Danach rät Naomi ihr, sich ihrer Schuld zu stellen, nach vorne zu blicken und nicht endlos mit Fehlern der Vergangenheit zu hadern. Sie erzählt aus ihrer eigenen Lebenserfahrung als Liebhaberin und Komplizin von Marco Inaros, der ihr ihr Kind weggenommen habe. Jetzt aber sei wieder glücklich und habe in der Crew der Rocinante eine neue Familie gefunden. Später entdeckt Alex, der mit der Sensorik der Roci der Edward Israel bei der Sammlung von Daten auf der dem UN-Schiff abgewandten Planetenseite behilflich ist, dass die Aktivitäten der außerirdischen Technologie eine massive Atomexplosion auf Ilus Oberfläche ausgelöst haben. |           |                         |                    |                          |                                                |                |                                           |            |
| 42 | 6         | Zuflucht                | Displacement       | 12. Dez. 2019            | 13. Dez. 2019                                  | Jeff Woolnough | Hallie Lambert                            | 48 Minuten |
| Alex und Naomi informieren Holden über die massive Explosion auf der anderen Seite von Ilus und warnen vor den bevorstehenden Auswirkungen: seismische Schockwellen in einigen Stunden, gefolgt von der Druckwelle der Explosion mit Windgeschwindigkeiten von mehr als 200 km/h wiederum einige Stunden später, sowie tags darauf ein katastrophaler Tsunami, der die Gebäude zerstören und mindestens ein Drittel des gesamten Kontinents unter Wasser setzen wird. Als Holden dies allen Parteien berichtet, stimmen schließlich auch die Gürtler-Siedler der Evakuierung des Lagers zu, allerdings nur unter der Bedingung, dass Holden sich persönlich bei Avasarala dafür einsetzt, die Ansprüche der Gürtler auf den Planeten anzuerkennen. Holdens Zustimmung zu diesen Bedingungen ist Murtry deutlich zuwider. Die Explosion hat weitere Folgen gehabt. Wie zuvor bereits mehrfach bei der Protomolekültechnologie gesehen, scheint auch hier die außerirdische Technologie die Macht zu haben, physikalische Regeln auszuhebeln: So funktionieren nach der riesigen nuklearen Detonation plötzlich die Fusionsreaktoren auf den Schiffen in der Umlaufbahn nicht mehr. Als die Edward Israel eines der beiden kleinen, chemisch angetriebenen Shuttles – offenbar das nicht als Bombe präparierte Shuttle – startet, um mit der Evakuierung zu beginnen, verbrennt es beim Eintritt in die Atmosphäre scheinbar sofort. Die schnelle Evakuierung der Menschen vom Planeten wird dadurch unmöglich. Auf Holdens Anregung hin wird der Plan geändert, alle sollen Zuflucht in der nahe gelegenen außerirdischen Struktur suchen, von der Holden dank Miller weiß, dass es grundsätzlich einen Zugang und Raum im Inneren gibt. Holden, Murtry und die Gürtler beeilen sich, alle dorthin zu bringen, bevor die Umgebung überflutet wird. Murtry erwartet angesichts des zu erwartenden längeren Zeitraums bis zur Rettung gewaltsame Konflikte in der Struktur und instruiert Wei, dass das Überleben der RCE-Leute gegenüber dem der Gürtler, einschließlich Holden und Amos, Priorität hat. Man verschafft sich durch Nutzung von Bergbausprengstoff einen Zugang zur Struktur und bereitet einen notdürftigen Verschluss der Öffnung vor, während die Gürtler und die RCE-Leute ins Innere der Struktur steigen und so viel Ausrüstung wie möglich in Sicherheit bringen. Auf dem Mars ist Bobbie nunmehr in Vollzeit Mitglied von Esais Team. Von einem Informanten erhalten sie den Hinweis, dass in einem stillgelegten Terraformingturm wertvolle Komponenten zu stehlen wären. Der Zugriff wäre leicht, da die Sicherheitsvorkehrungen veraltet wären. Als die Gruppe den Diebstahl umsetzen will, stellen sich die Informationen des Informanten als falsch heraus; die Sicherheitsverfahren an der maßgeblichen Tür sind erneuert worden und der Erfolg des Auftrags ist in Gefahr. Bobbie zieht Schlussfolgerungen aus einigen Schildern und entwickelt einen Plan. Sie geht in einem Raumanzug mit wenig Luft nach draußen, ersteigt den Terraformingturm über die Außenseite und kappt die hydraulischen Verbindungen, wodurch die Tür geöffnet werden kann. Aufgrund des Sauerstoffmangels erstickt sie beinahe, kann aber gerade noch rechtzeitig von Esai und seinen Leuten gerettet werden, die sich von ihrem Einsatz beeindruckt zeigen. Nach dem abgewehrten Angriffs auf die Erde durch die Sojourner suchen Ashford und Drummer nach Marco Inaros und identifizieren ihn im Hintergrund eines Videos vom Gürtler-Schiff Pizzouza. Drummer erklärt, dass nun binnen kurzer Zeit jeder verfügbare OPA-Agent an Inaros' Fersen kleben wird. Es wird aber klar, dass man wegen der zu erwartenden Verluste davor zurückschreckt, das Schiff zu entern. |           |                         |                    |                          |                                                |                |                                           |            |
| 43 | 7         | Gefährliche Mission     | A Shot In The Dark | 12. Dez. 2019            | 13. Dez. 2019                                  | Sarah Harding  | Dan Nowak                                 | 54 Minuten |
| Die gestrandeten Kolonisten auf Ilus haben es nur knapp vor der Tsunamiwelle in die uralte Struktur hinein geschafft und sich im Inneren in verschiedenen Bereichen eingerichtet, wobei Murtry und die RCE-Leute ihre Ressourcen nicht mit den Gürtlern teilen und Murtry die Zusammenarbeit mit Holden auf ein Minimum beschränkt. Murtry verrät Wei, dass er beabsichtigt, die Gürtler vom Planeten zu vertreiben, um seinen Profit aus der Situation zu maximieren, da ihm laut seines Arbeitsvertrages ein Prozent der Gewinne zustehen und die reichhaltigen Lithiumvorkommen mehrere Milliarden wert sind. Er verspricht Wei, sie zu beteiligen, fragt sie aber, ob sie auch imstande wäre, Amos zu eliminieren, wenn es nötig wäre. Sie erklärt, sie habe Amos im Griff. Okoye entdeckt unterdessen zufällig eine Erkrankung bei sich selbst, von der sie bald darauf feststellen muss, dass diese sich in der Siedlerpopulation ausbreitet: Fremdartige grüne Mikroorganismen besiedeln die Glaskörperflüssigkeit der Augen und ernähren sich davon, was zur Erblindung führt, wenn es nicht behandelt wird. Zudem werden zwei RCE-Leute und mehrere Gürtler von grünen, schneckenartigen Kreaturen getötet, die nahezu überall an den Wänden sitzen und offenbar bei Hautkontakt tödlich wirken. Bevor diese enorme Gefahr allerdings erkannt wird, kommt es wegen eines angeblich gestohlenen Wasserkanisters jedoch zu einer weiteren Krise zwischen RCE-Sicherheitsleuten und Siedlern, wobei Murtry auf einmal den Schlichter spielt. Hinsichtlich Holdens vorangegangenem Geständnis vor versammelter Mannschaft, dass er Visionen von Miller hat, auf diese Weise mit dem Protomolekül in Kontakt steht und dass sein Handeln für die Aktivierung der Technologie entscheidend gewesen sein dürfte, hat Okoye inzwischen ihre anfänglich skeptische Meinung geändert. Sie versteht nicht, warum Holden das als lästige, schwere Bürde wahrnimmt, und erklärt, dass viele Wissenschaftler – sie eingeschlossen – töten würden, um mit ihm tauschen zu können. Geschichte zu schreiben, indem sie erstmals eine fremde Lebensform erforschen und mit ihr kommunizieren könnte, sei immer ihr Traum gewesen, weshalb sie auch für die Mission auf Ilus/Neu-Terra sofort zugesagt habe. Holden stört sich allerdings daran, dass Miller seit der Aktivierung der Technologie nicht mehr aufgetaucht ist. Dadurch, dass die Fusionsreaktoren der Schiffe in der Umlaufbahn von Ilus nicht funktionieren, müssen die Schiffe den Orbit mit den Manövrierdüsen halten, und während die Roci und die Edward Israel über größere Reserven verfügen und in einem höheren Orbit um Ilus kreisen, befindet sich das Gürtler-Siedlerschiff Barbapiccola in einer niedrigen Umlaufbahn, die gewählt wurde, um den Erzshuttles kürzere Flugstrecken zu ermöglichen. Dies wird aber aufgrund der höheren Luftreibung zum Problem für das Schiff, denn es bleiben nur wenige Tage Zeit, bevor die Reibung das Schiff so stark abbremst, dass es in die Atmosphäre eintritt und verbrennt – für die Landung auf einem Planeten ist die Barbapiccola nicht gebaut. Es stellt sich heraus, dass Lucias vermisste Tochter Felcia den Weg auf die Barbapiccola gefunden hat, weil sie nicht auf Ilus bleiben, sondern ein Studium beginnen will. Felcia scheint sich diesbezüglich Naomi zum Vorbild genommen zu haben, die ebenfalls auf einer Universität im Gürtel studiert hatte, und sie scheint auch über einiges Talent in ingenieurtechnischen Fragen zu verfügen. Allerdings erfährt Felcia von ihrem Vater, dass Lucia für den Bombenanschlag auf das Shuttlepad mit verantwortlich war, und ist nicht mehr gewillt, weiter mit ihrer Mutter zu sprechen. Diese ersinnt jedoch eine Lösung, um die Barbapiccola zu retten, weshalb Felcia doch mit ihr zusammenarbeitet. Ein robustes Bergbaunetz der Barb soll zu einem etwa einen Kilometer langen Seil umfunktioniert und über ein Gestell mit der Rocinante verbunden werden, die quasi „Zugpferd“ für das wesentlich größere Schiff spielen und es vorsichtig in einen höheren Orbit schleppen soll. (Dies ist besonders wegen der Bedeutung des Namens Rocinante amüsant – er bedeutet auf spanisch „Ackergaul“ oder „Arbeitspferd“.) Als die Informationen der OPA über die Entdeckung von Marco Inaros auf der Pizzouza über eine „vertrauenswürdige Quelle“ zur UN durchsickern, lässt sich Avasarala durch ihre Berater die Handlungsoptionen vorstellen. Neben der Zerstörung des gesamten Schiffs durch das in der Nähe befindliche UN-Kampfschiff Raskolnikov mittels Raketeneinsatzes steht die Option im Raum, die Pizzouza manövrierunfähig zu schießen und mit Marines-Entertrupps zu übernehmen, um Inaros lebend gefangen zu nehmen, was aber vom beratenden Marines-General mit einer relativ geringen Erfolgswahrscheinlichkeit bemessen wird. Dass die OPA das Schiff ebenfalls im Auge hat und Inaros mit dem Tode bedroht, wird Avasarala nicht mitgeteilt, und sie misstraut den Fähigkeiten sowie dem Willen der OPA zur Jagd auf Inaros. Da sie nach dem Missbrauch der Sojourner und dem unterbrochenen Wahlkampfauftritt Entschlossenheit demonstrieren will, befiehlt sie letztlich den Einsatz der UN-Marines. Zunächst läuft der Zugriff wie geplant, Inaros wird jedoch nicht an Bord aufgefunden, obwohl es für ihn scheinbar keine Gelegenheiten gegeben hatte, das Schiff zu verlassen. Auf dem Schiff bricht schließlich ein Feuergefecht aus, bevor die Pizzouza durch eine Detonation zerstört wird, die alle Menschen an Bord tötet. |           |                         |                    |                          |                                                |                |                                           |            |
| 44 | 8         | Heilungsprozess         | The One-Eyed Man   | 12. Dez. 2019            | 13. Dez. 2019                                  | Sarah Harding  | Dan Nowak                                 | 52 Minuten |
| Nach der Zerstörung der Pizzouza stellt sich heraus, dass Marco Inaros entweder nicht an Bord war oder rechtzeitig von Bord gegangen sein muss. Er hat durch seine Finte Unterstützer hinzugewonnen, zumal der Angriff der UN auf das Schiff als Vertragsbruch dargestellt wird, dem nach Inaros' Sicht mit altbewährten terroristischen Mitteln begegnet werden müsse. Ferner wird klar, dass es Fred Johnson war, der die Informationen über die Pizzouza an die UN durchgestochen hat und so der OPA den ersten Zugriff auf Inaros genommen hat. Als Drummer dies erfährt, schlägt sie Johnson und kündigt ihren Posten als Stationskommandantin der Medina-Station, da ihre Pläne durch Johnsons Handeln untergraben worden sind. Auch Ashford ist über die Entwicklung verärgert, plant aber, Marco Inaros mit loyalen Gefolgsleuten selbständig für die OPA zu jagen und zu töten. Er lädt Drummer ein, sich ihm als sein Erster Offizier anzuschließen. Sie ist durch das Angebot geschmeichelt, lehnt aber ab, da sie müde von der Politik sei. Auf der Erde sorgt der fatal gescheiterte Militäreinsatz auf der Pizzouza für Aufsehen. Der verantwortliche General der Marines tritt zurück und beschuldigt Avasarala im persönlichen Gespräch, die Marines lediglich für ihre egoistischen Wahlkampfziele missbraucht zu haben, was er nicht mit seinem Gewissen vereinbaren könne. In einer Gedenkfeier für die zwölf auf dem Schiff gestorbenen UN-Marines löst sich Avasarala von der geschriebenen Rede und zeigt sich auf rührende Weise nahbar, als sie ihre eigene Verzweiflung nach dem Tod ihres Sohnes beschreibt, der ebenfalls als Marine von der OPA getötet worden war, und ihre Verantwortung für den – beziehungsweise ihre Schuld am – Tod der Marines betont. Um ihre Wiederwahlkampagne dennoch zu retten, sticht sie heimlich die verfügbaren Bilder von den Aktivitäten der Alien-Technologie auf Ilus an die Medien durch, um mit ihrem Plädoyer für eine vorsichtige Herangehensweise an die intergalaktische Erkundung wieder in die öffentliche Gunst zu kommen, nachdem Nancy Gao zuletzt in Umfragen nahezu aufgeholt hatte. Diese hatte für freie Erkundung der zahllosen Systeme plädiert und findet spontan nicht sofort eine Antwort auf die kritischen Fragen, die angesichts der Bilder in den Medien aufkommen. Avasaralas Ehemann ist jedoch befremdet durch das rücksichtslose, egoistische Taktieren seiner Frau, und wirft ihr vor, den Tod ihres gemeinsamen Sohnes für ihre politischen Zwecke missbraucht zu haben. Auf dem Mars wird Bobbie misstrauisch, als der merkwürdige Informant, der zuvor die falschen Codes für den Terraformingturm beschafft hatte, einen scheinbar sehr lukrativen und angeblich harmlosen Job vorschlägt: Eine nicht näher benannte Warenlieferung soll bis zur Übergabe an einen nicht näher benannten Käufer beschützt und begleitet werden. Bobbie wundert sich, dass Esai dieses Misstrauen nicht teilt, obwohl es in diesem Plan so viele unbekannte Größen gibt, und besucht ihn in seinem Quartier, um ihm ins Gewissen zu reden. Esai erklärt, er spekuliere schon länger auf eine so hohe Auszahlung, denn dann hätten er und seine Familie endlich die Möglichkeit, über eines der Ringtore in eine bessere Zukunft zu migrieren. Seit dem Auftauchen der Ringtore habe der Mars keine Zukunft mehr, da man nicht über hundert weitere Jahre des Terraformings rechtfertigen könne, wenn anderswo bereits eine atembare Atmosphäre vorhanden wäre. Die klugen Köpfe würden mit der Zeit alle auf die neuen Welten reisen, und der Mars könne danach nicht mehr überleben. Diese Worte machen Eindruck auf Bobbie, die aber nicht kündigt, obwohl Esai es ihr freistellt zu gehen. Sie trennt sich von Thomas, mit dem sie eine Affäre begonnen hatte, als dieser auf dem Jupitermond Europa eine Stelle erhält und sie bittet, mit ihm zu kommen. Als sie ihrem Neffen David begegnet und der ihr stolz berichtet, ins Terraformingprojekt aufgenommen worden zu sein, kann sie sich nicht wirklich für ihn freuen. In der Umlaufbahn um Ilus binden die Besatzungen der Rocinante und der Barbapiccola die Schiffe erfolgreich zusammen und können den Orbit des Gürtlerschiffes stabilisieren. Dr. Okoye ist inzwischen wegen der Mikrobeninfektion erblindet, weswegen Holden ihr behilflich sein muss. Er kann offenbar nicht mit den Mikroorganismen infiziert werden, sein Blut zeigt aber keinerlei Auffälligkeiten, die dieses Phänomen erklären würden. Okoye stellt fest, dass die grünen Schnecken (die buchstäblich aus allen Wänden in der Struktur kriechen, in der die Siedler gefangen sind) ein starkes Neurotoxin absondern, das Menschen bei Hautkontakt schnell durch Atemlähmung tötet. Auch alle anderen Kolonisten und RCE-Leute sind mittlerweile erblindet. Einzelne blinde Siedler, die sich zu weit von ihren Gruppen entfernen, werden von den Schnecken getötet, weswegen Holden die Anführerin der Gürtler anweist, nach ihm zu rufen, wenn sie mitbekommt, dass sich jemand von der Gruppe entfernt. Viele beginnen zu verzweifeln. Insbesondere Amos leidet unter der großen psychologischen Belastung des Sehkraftverlustes, weil sie Erinnerungen an ein Kindheitstrauma weckt, wie er Wei gesteht. Okoye stellt eher durch Zufall fest, dass Holdens Immunität gegen die Mikrobeninfektion das Ergebnis der Krebsmedikation ist, die er für den Rest seines Lebens einnehmen muss, nachdem er auf Eros verstrahlt wurde. Sie kann anhand der Bezeichnung des Krebsmedikaments aus vorhandenen Basisstoffen ein Heilmittel entwickeln und ist bald darauf in der Lage, die Eingeschlossenen von ihrer Erblindung zu heilen. Nach langer Abwesenheit hat Holden erstmals eine neue Vision von Miller, der ihm erst mit unverständlichen Gesten und Geräuschen gegenübersteht und ihn schließlich auf ohrenbetäubende Weise anschreit. |           |                         |                    |                          |                                                |                |                                           |            |
| 45 | 9         | Saeculum                | Saeculum           | 12. Dez. 2019            | 13. Dez. 2019                                  | Breck Eisner   | Daniel Abraham & Ty Franck                | 43 Minuten |
| Miller zeigt Holden, dass er seine „Bewacher“ beziehungsweise „Auftraggeber“ – also das Protomolekül – überlisten konnte und jetzt in der Lage ist, unabhängig zu handeln, obwohl später mehrfach deutlich wird, dass das Protomolekül versucht, die Kontrolle über ihn zurückzugewinnen. Er macht klar, dass er mit Holdens Hilfe sein gequältes, geisterhaftes Dasein beenden will und nebenbei hoffentlich alle retten kann. Er teilt Holden mit, dass Ilus ein Schauplatz des vor Milliarden Jahren stattgefundenen Krieges zwischen den Kreaturen, die das Protomolekül erschaffen haben – den „Erbauern“ – und der anderen, schließlich siegreichen Macht war, und dass er einen Ort auf dem Planeten gefunden hat, an dem die gesamte Protomolekültechnologie auf und um Ilus herum „getötet“ werden kann; den Überrest einer Waffe, den die andere Rasse einst gegen die „Erbauer“ einsetzte. Miller führt Holden zu einem Portal im Boden, das ihn zu einer anderen Struktur auf einem anderen Teil des Planeten transportieren soll. Holden wird von Elvi Okoye gestört, wodurch Miller verschwindet. Er instruiert sie, ihm nicht zu folgen und Amos zu informieren, und springt in das Portal. Murtry versucht, die Kontrolle zu übernehmen, er lässt Holden suchen, der aber nicht mehr aufgefunden werden kann. Er befragt Dr. Okoye, die ihm schließlich widerwillig verrät, wohin Holden gegangen ist, und beschließt, Holden zusammen mit Wei zu verfolgen und zu eliminieren, da dieser für seine Pläne eine Gefahr darstellt. Okoye verrät Amos, dass Holden in Gefahr steckt, woraufhin beide wiederum Murtry und Wei folgen. Amos sendet noch eine Nachricht an Wei, dass er beabsichtigt sich Murtry vorzuknöpfen, und dass sie dann besser nicht dabei sein solle. Zudem befiehlt Murtry den RCE-Sicherheitsleuten auf der Edward Israel, das zuvor als Bombe präparierte Shuttle zur Rocinante zu schicken, die aufgrund der Barbapiccola im Schlepptau sehr verwundbar ist. Er hofft, so die Rocinante und die Barbapiccola zu zerstören und die absolute Kontrolle über die Situation im Orbit zu gewinnen. Der mit Dr. Okoye befreundete Geologe Dr. Fayez Sarkis an Bord der Edward Israel erfährt von diesem Plan, wobei der verantwortliche RCE-Sicherheitler unverhohlen andeutet, ihn mit der Waffe zu bedrohen, wenn er weiter nachfragt. Er ahnt, dass der Roci Gefahr droht, und warnt Alex, der das anfliegende Shuttle rechtzeitig mit einer Bordkanone zerstören kann. Die Trümmer des Shuttles bringen Lucia in Lebensgefahr, die aus der Ladeluke der Roci geschleudert wird, aber von Naomi gerettet werden kann. Zudem werden durch die Trümmer die Steuerdüsen der Rocinante einseitig schwer beschädigt, dass weitere Korrekturschübe das Schiff in Rotation versetzen würden, was für das Seil nicht gut wäre. Alex, dem auch die zur Neige gehenden Batteriereserven Sorgen machen, entwickelt einen Notfallplan zur Stabilisierung der Umlaufbahn, und verwendet die Railgun der Rocinante, die über eigene Batterien verfügt und deren Rückstoß wie ein Nottriebwerk verwendet werden kann. Nach dem Verlassen des Portals bahnen sich Miller und Holden ihren Weg durch eine gigantische, uralte Struktur, bis sie schließlich in einem Raum einen leuchtenden Ring aus Energie finden, der in der Luft zu hängen scheint, und den Miller als das Zentrum des toten Punktes beschreibt. Miller kann es nicht sehen, aber Holden findet, es sehe aus wie „das Auge eines wütenden Gottes“. In der Hoffnung, sämtliche Protomolekültechnologie zu deaktivieren (darunter auch die planetaren Verteidigungsmechanismen, die für die Deaktivierung der Kernfusion auf den Schiffen im Orbit verantwortlich sind), versucht Miller eine physische Form einzunehmen, indem er die Kontrolle über eine Maschine übernimmt. Sein Plan ist, den Ring selbst zu betreten und dort „den letzten Schalter umzulegen“. Während Holden auf Miller wartet, erreicht Murtry in Begleitung von Wei ebenfalls die uralte Struktur. Wei hört Amos' Nachricht ab und beide beschließen, Amos am Portal zu erwarten und – falls er sich nicht umstimmen lassen sollte – zu eliminieren. Wei will aber, dass Murtry sich nicht einmischt, womit dieser einverstanden ist und sich in der Nähe versteckt. Als Amos in Begleitung von Okoye das Portal verlässt, trifft er auf Wei. Beide versuchen, den anderen zu überreden die Seite zu wechseln, aber keiner gibt nach. Als Wei deutlich macht, dass sie ihn nicht passieren lassen wird und notfalls die Waffe gegen ihn erheben würde, erschießt Amos sie widerstrebend, wird dabei jedoch sowohl von ihr als auch von Murtry angeschossen. Okoye flieht und sucht Holden, um ihn zu warnen. Als sie ihn findet und Holden erfährt, dass Amos verletzt wurde und womöglich tot ist, lässt er sie am leuchtenden Ring zurück, um Murtry aufzuhalten. Sie begegnet der spinnenartigen Maschine, die Millers Bewusstsein beinhaltet und die dadurch auch mit ihr kommunizieren kann und stellt sich vor. Als sie erklärt, dass Holden gegangen ist, bittet Miller sie um Hilfe. Holden trifft unterdessen auf Murtry, und macht klar, dass dieser ebenfalls sterben wird, falls er Amos getötet haben sollte. Murtry erklärt, Amos nach dem Schusswechsel umgangen zu haben. Danach offenbart er Holden seine Weltsicht: Er selbst sei der Pionier, der das Land erschließe und urbar mache, und ohne dessen Vorarbeit so etwas wie Zivilisation nicht möglich sei. Auf dem Weg dorthin würden nun einmal Menschen sterben, aber Leute wie er, die zum Wohl aller handeln würden und damit gelegentlich sogar reich würden, hätten jedes Recht, solche harten Entscheidungen zu treffen. Holden hingegen sei die Art Mensch, die erst käme, wenn diese Vorarbeit geleistet sei. Als Murtry seine Waffe zieht, schießt Holden ihn an, wird aber selbst durch Murtrys Schuss leicht verletzt. Murtry fällt zu Boden und verliert seine Waffe. Er fordert Holden auf, es zu Ende zu bringen. Dieser verschont jedoch sein Leben und erklärt, ihn wegen seiner Verbrechen vor Gericht zu stellen – so etwas nenne man nun einmal „Zivilisation“. Während Millers physische Erscheinung von anderen vom Protomolekül betriebenen mechanischen Wesen angegriffen wird, versteckt Okoye sich unter dem leuchtenden Ring vor einem anfliegenden Schwarm der zuvor bereits aufgetretenen metallischen „Käfer“. Diese fallen jedoch leblos zu Boden, als sie mit dem Phänomen in Berührung kommen. Miller weist Okoye an, seine nunmehr stark beschädigte physische Form in Richtung des leuchtenden Rings zu manövrieren. Holden kommt gerade noch rechtzeitig zurück, um zu sehen, wie die beiden hineinspringen. |           |                         |                    |                          |                                                |                |                                           |            |
| 46 | 10        | Cibola brennt           | Cibola Burn        | 12. Dez. 2019            | 13. Dez. 2019                                  | Breck Eisner   | Daniel Abraham, Ty Franck & Naren Shankar | 48 Minuten |
| Millers Plan hat Erfolg: Er zerstört sich selbst, deaktiviert aber auch die gesamte Technologie der „Erbauer“ auf Ilus und dessen Monden. Zuvor wurde diese noch kurz vollständig aktiviert, wodurch der gesamte Planet blau aufleuchtete. Okoye erlebt eine bedrohliche Vision, nachdem sie in den leuchtenden Kreis gefallen ist. Wie sie später mit Holden bespricht, ähnelt ihre Vision der, die Holden während seiner Erlebnisse in der Protomolekülstation in der Ringblase sehen konnte. Als der Planet deaktiviert ist, stellen Naomi und die anderen im Orbit erleichtert fest, dass die Fusionstriebwerke wieder funktionieren und die Absturzgefahr für die Barbapiccola gebannt ist. Holden klettert unterdessen aus der Struktur an die Oberfläche und funkt die Rocinante an, wobei sich herausstellt, dass die Reise durch das Portal ungefähr 800 Kilometer überbrückt haben muss, da er sich nunmehr so weit vom ursprünglichen Landeort entfernt befindet. Die Roci kehrt zur Oberfläche zurück und sammelt die Überlebenden um Holden ein, darunter auch die beiden Verletzten, Amos und Murtry. Obwohl eine Evakuierung jetzt möglich wäre, entscheiden sich viele Gürtler dafür, ihre Siedlung auf dem Planeten wieder aufzubauen, nachdem die Gefahr neutralisiert wurde. Das Wissenschaftlerteam der RCE um Dr. Okoye verbleibt ebenfalls auf dem Planeten und wird mit den Siedlern zusammenarbeiten. Dr. Okoye verabschiedet sich von Holden und erklärt, sich auf die Forschung an diesen uralten Strukturen und dem Konflikt, dem sie dienten, zu freuen. Holden beabsichtigt, mit der Rocinante zur Erde zurückzukehren, wo Murtry und Lucia für ihre jeweiligen Verbrechen vor Gericht stehen sollen. Vor allem Lucia hadert mit sich, weil sie niemanden töten wollte, sondern nur ihre Familie schützen wollte, was sie nicht geschafft hat, und Naomi fürchtet, dass die UN-Justiz an ihr ein Exempel statuieren wird: Naomi hatte nach ihrem Fall eine Chance auf Rehabilitation, die Lucia voraussichtlich nicht bekommen dürfte. Holden entwickelt daraufhin die Idee, auf jeden Fall in seinen Bericht aufzunehmen, dass Lucia durch den Shuttle-Angriff der Edward Israel ins All geschleudert und getötet worden sei, wofür Naomi ihm dankbar ist. Felcia Mazur reist ebenfalls auf der Roci in Richtung Sol-System und verabschiedet sich von ihren Eltern, die auf Ilus bleiben und einen durch die Ereignisse verwaisten Siedlerjungen adoptiert haben. Auch das Verhältnis von Felcia zu ihrer Mutter scheint sich entspannt zu haben. Auf eine Warnung von Miller hin finden Naomi und Holden den Rest vom Protomolekül auf der Rocinante, der von dem Vorfall mit dem Hybriden auf Ganymed herrührt. Die kontaminierte Struktur wird ausgebaut und mit einem Torpedo in die Sonne geschossen, wobei Holden dies als Verkörperung von Miller betrachtet, um sich von ihm verabschieden zu können. Zuvor hatte er Miller, der sich immer gefragt hatte, wie Regen schmecken würde, als letzte Worte nur mit auf den Weg gegeben, Regen schmecke nach nichts, was ihm im Nachhinein sehr banal und unangemessen vorkommt. Als Amos sich von seinen Wunden erholt hat, sucht er den ebenfalls genesenen Murtry auf, der sich nun als Gefangener auf der Rocinante befindet, und provoziert ihn, weil er Rache dafür nehmen will, dass er gezwungen wurde, Wei zu töten. Als Murtry den ersten Schlag setzt, dankt ihm ein blutender, aber grinsender Amos und greift Murtry an. Naomi erfährt indes von der Fahndung nach Marco Inaros und fordert bei Fred Johnson einen Gefallen ein, den dieser ihr schuldet: Er soll Filip Inaros finden, ihren Sohn. Während die Situation auf Ilus zu einer erfolgreichen Lösung und zu einem einstweiligen Frieden zwischen der Erde und den Gürtlern führt, ist Avasaralas Wahlkampf auf der Erde ruiniert. Nancy Gao gewinnt die Wahl und wird das Amt des UN-Generalsekretärs übernehmen. Auf dem Mars versucht Bobbie, Esais Geschäft mit dem mysteriösen Informanten zu stoppen, und spricht auch mit seiner Gehilfin Leelee, die aber Esais Urteilsvermögen traut und überzeugt ist, dass der Deal trotz aller Warnzeichen gutgehen wird. Der Informant wird jedoch ermordet, und Bobbie kann schließlich einen Hinterhalt nicht verhindern, bei dem Esai und der größte Teil seiner Crew – außer Leelee – getötet werden. Diese will auf Ceres untertauchen, doch Bobbie ist nach ihren Recherchen sicher, dass eine weitreichende Verschwörung von Teilen der Marsflotte mit unbekannten Kräften aus dem Gürtel zum Diebstahl der Mars-Militärtechnologie stattfindet, und bittet Avasarala um Hilfe. Avasarala, die soeben eine Nachricht für ihre Nachfolgerin aufgezeichnet hat und kurz davor steht, ihr Amt abzugeben, kommentiert die aufgezeichnete Botschaft nur sinngemäß mit den Worten, Bobbies Timing sei miserabel. Klaes Ashford spürt Marco Inaros nach und stellt fest, dass dieser zwei eisenhaltige Asteroiden aus dem Gürtel entfernt hat. Durch einen zwischendurch gefangenen Marsflottenoffizier, der zum Feld der Getreuen von Inaros zählt, findet er heraus, dass es eine Verbindung von Inaros zum Diebstahl von militärischer Technologie des Mars gibt. Ashford verfolgt Inaros' Schiff, das scheinbar einen der Asteroiden mit Tarntechnologie bearbeitet, schießt es bewegungsunfähig und entert es mit seinen Leuten. Nach einer Schießerei bleiben zunächst nur Ashford und Inaros übrig, wobei letzterer entwaffnet wird. Ashford wird aber seinerseits von Filip, dem Sohn von Inaros und Naomi, überwältigt, der sich als rechte Hand seines Vaters entpuppt. Inaros und Filip schicken Ashford durch die Luftschleuse in den Tod, wobei Ashford noch versucht, Inaros' Plan zu erfahren – er zeichnet das Gespräch heimlich mit seinem Unterarmcomputer auf und will es an seine Verbündeten schicken. Auf seine Spekulation hin, die Asteroiden sollten auf Tycho und Ceres „abgefeuert“ werden, verspottet Inaros ihn und erklärt, Ashford könne es einfach nicht sehen – selbst die Träume der Gürtler seien unbedeutend. Es werde aber ein Ende haben, dass immer nur Gürtler bezahlen müssten. Ashfords Nachricht wird erfolgreich versendet, als dieser das Schiff verlassen hat. Marco und Filip Inaros führen dann ihren Plan aus: Sie schießen die mit gestohlener Marstechnologie getarnten Asteroiden direkt in Richtung Erde ab; durch den Angriff mit der Sojourner hatte Inaros viele wertvolle Informationen über das Verteidigungsnetz der Erde erhalten, das er nun zu umgehen hofft. |           |                         |                    |                          |                                                |                |                                           |            |

## Staffel 5
Die fünfte Staffel wurde in den USA vom 15. Dezember 2020 bis zum 2. Februar 2021 und in Deutschland vom 16. Dezember 2020 bis zum 3. Februar 2021 auf Prime Video veröffentlicht.
| Nr. (ges.) | Nr. (St.) | Deutscher Titel     | Originaltitel | Erstveröffentlichung USA | Deutschsprachige Erstveröffentlichung (D/A/CH) | Regie          | Drehbuch                                  | Länge      |
| --- | --------- | ------------------- | ------------- | ------------------------ | ---------------------------------------------- | -------------- | ----------------------------------------- | ---------- |
| 47 | 1         | Diaspora            | Exodus        | 15. Dez. 2020            | 16. Dez. 2020                                  | Breck Eisner   | Naren Shankar                             | 51 Minuten |
| Das UN-Forschungsschiff Hasami entdeckt Bruchstücke des Meteoriten, dessen Kurs von Marco Inaros bestimmt wurde, auf Kollisionskurs zur Venus. Daraufhin wird es von Filip, Marcos Sohn, mit zwei Komplizen geentert und zerstört. Dabei opfert Filip einen seiner Männer, Andrew, der unter Zeitdruck auf der Hasami feststeckte. Die Rocinante befindet sich für langfristige Reparaturen auf Tycho. Naomi erfährt, dass ihr Sohn auf dem Asteroiden Pallas ist und plant, allein dorthin zu reisen. Sie sagt Holden, dass er sie nicht begleiten soll, weil er kein Gürtler und zu bekannt sei. Holden erfährt von der Journalistin Monica Stuart, sie hätte Informationen erhalten, wonach Fred Johnson Experimente mit dem Protomolekül durchführen lässt. Er spricht Johnson darauf an, der sein Vorgehen verteidigt und als alternativlos darstellt. Amos reist zur Erde, um in Baltimore die letzten Angelegenheiten seiner Ziehmutter Lydia zu regeln. Auf dem Transportschiff „Lazy Songbird“ gerät er mit mehreren Schutzgelderpressern aneinander, die er im Waschraum zusammenschlägt. Beim Umstieg auf Luna wird er zu Avasarala gebracht, die befürchtet, er sei in Holdens Auftrag wegen der Protomoleküle unterwegs. Avasarala wurde nach ihrer Abwahl Mitglied einer „Expertenkommission zur Verbesserung und Beschleunigung der UN-Emigration zu den Ringkolonien“. Alex fliegt mit der „Razorback“ zum Mars, um seine frühere Familie wiederzusehen. Seine Frau Talissa schlägt jedoch die Tür vor ihm zu. Alex lädt Bobbie zu einem Kneipenbesuch ein. Diese konnte zwar auf dem Schwarzmarkt einen Kampfanzug kaufen, ist aber gefrustet, weil ihre Bemühungen, Kontakt zu den richtigen Waffenschmugglern zu bekommen, bisher gescheitert sind. Sie reagiert gereizt auf Alex' Smalltalk und wirft ihm vor, dass er sich viel zu spät um seine Familie bemühe. Bobbie arbeitet mit Avasarala zusammen und bittet diese um einen erheblichen Geldbetrag, um die Waffenschmuggler bezahlen zu können. |           |                     |               |                          |                                                |                |                                           |            |
| 48 | 2         | Im Strudel          | Churn         | 15. Dez. 2020            | 16. Dez. 2020                                  | Breck Eisner   | Daniel Abraham & Ty Franck                | 52 Minuten |
| Ein von Belter-Piraten nahezu zerstörtes UN-Schiff sendet ein Notsignal. Camina Drummer auf einem anderen Belter-Schiff fordert einen Anteil an der Beute, was erst nach einem Warnschuss akzeptiert wird. Zurück auf der Erde schafft es Amos nach Baltimore und trifft in der Wohnung seiner verstorbenen Mutter Charles, ihren Lebenspartner, der ihre Sachen packt da er das Haus verlassen muss. Amos will die Angelegenheit mit dem Hausbesitzer – Eric – klären. Amos trifft auf Eric, der ihn Timmy nennt. Amos bittet ihn, Charles zu beschützen und dafür zu sorgen, dass er nicht auf die Straße gesetzt wird. Ihre Feindseligkeiten werden beendet als Eric erkennt, dass Amos nicht da ist, um Ärger zu machen und ihm etwas wegzunehmen. Die beiden kennen sich schon lange – es scheint, als wären sie eine Familie. In der Zwischenzeit streiten Fred Johnson und Bull darüber, was sie Richtiges für den Gürtel tun können. Während sie sich unterhalten, überprüft Holden die Rocinante weiter und erfährt, dass er mindestens 18 Stunden Zeit hat, bis das Schiff wieder einsatzbereit ist. Beim Überprüfen der Schiffsnachrichten findet er eine Nachricht von Monica, in der sie bestätigt, dass jemand hinter dem Protomolekül her ist und sie sich mit ihm treffen will, um darüber zu sprechen. Holden macht sich auf den Weg zu ihrer Wohnung, findet die Wohnung aber völlig verwüstet vor. Er ruft Johnson an und sagt ihm, dass sie ein Problem haben. Da die Kameraaufnahmen aus dem Flur gelöscht wurden, scheint es, als stecke jemand aus dem Inneren der Station dahinter. Als Holden und Johnson zusammenarbeiten, um Monica zu finden, stellt sich heraus, dass sie in einem Frachtcontainer festgehalten wird. Holden gelingt es, sie rechtzeitig zu retten, bevor sie wegen Sauerstoffmangel erstickt. Auf dem Mars trifft sich Alex mit Bobbie. Schließlich nimmt sie ihn mit in ein Lager mit vom Mars auf dem Schwarzmarkt erworbenen Waffen. Alex findet heraus, dass Bobbie verdeckt für Avasarala und die Erde arbeitet, um die Bedrohung für die Erde herauszufinden. Es stellt sich heraus, dass auch Tarnkappenraketen gekauft werden, welche Erstschlagwaffen sind. Die Hinweise scheinen auf Admiral Sauveterre hinzudeuten. Alex folgt einem Vortrag von Sauveterre und möchte mit ihm sprechen. Dieser lehnt das ab und weist Leutnant Babbage an herauszufinden, was Alex auf dem Mars macht. In der Zwischenzeit macht sich Ashanti auf den Weg zu Avasarala und fleht ihre Mutter an, ihre Differenzen mit ihrem Mann beizulegen und nach Hause zu gehen, was Avasarala ablehnt. In einer Konfenrez mit der neuen Generalsekretärin Gao teilt sie Informationen über die Waffengeschäfte mit, wird aber von ihr brüskiert. Eine Rückblende zeigt Amos und seine Mutter. Amos ruft Avasarala an und sagt, dass er vor dem endgültigen Verlassen der Erde noch mit jemandem sprechen muss und sie ihm den Kontakt vermitteln soll. |           |                     |               |                          |                                                |                |                                           |            |
| 49 | 3         | Mutter              | Mother        | 15. Dez. 2020            | 16. Dez. 2020                                  | Thomas Jane    | Dan Nowak                                 | 51 Minuten |
| Avasarala kann Admiral Felix Delgado zunächst überzeugen, sie bei ihren Vorkehrungen gegen die Pläne von Marco Inaros zu unterstützen. Als beide aber keine weitere Unterstützung finden, gibt Delgado auf. Das veranlasst Avasarala, wieder den Kontakt zu ihrem auf der Erde verbliebenen Ehemann Arjun zu suchen. Drummer erkundet mit ihrer Besatzung das verlassene Raumschiff von Klaes Ashfords. Dabei findet sie die von ihm hinterlassene Aufzeichnung seiner Ermordung in der Luftschleuse durch Marco Inaros, der dabei über seine Terrorpläne sprach. Drummer sendet die Aufzeichnung an Fred Johnson, der sie an Avasarala weiterleitet. Alex trifft sich auf dem Mars mit Amelie Babbage, ohne die erhofften Informationen über Admiral Sauveterre zu erhalten. Unmittelbar danach wird er in seiner Wohnung von zwei Kriminellen überfallen und unter Drogen gesetzt, die herausbekommen wollen, warum er sich für Sauveterre interessiert. Bobbie kommt hinzu und schlägt die beiden zusammen. Monica Stuart hat erfahren, dass der Protomolekül-Forscher Paolo Cortázar von unbekannter Seite entführt wurde. Holden und Fred Johnson finden heraus, wer den Container gemietet hatte, in dem Monica festgehalten wurde, nämlich das Ehepaar Doura. Doch als sie die beiden zur Rede stellen wollen, wurden diese bereits überfallen und ermordet. Ihre letzte Hoffnung, die Täter zu ermitteln, ist nun das Raumschiff „Zmeya“, dass den Container von Tycho abholen soll. Naomi kommt mit ihrem neuen Raumschiff „Chetzemoka“ nach Pallas und bietet das Raumschiff ihrem Sohn Filip an, um seinem Vater Marcos entfliehen zu können. Filip nimmt sich das Schiff, um so seinen Vater besser unterstützen zu können, und kidnappt Naomi, unterstützt von Naomis früheren Freunden Cyn and Karal. Am Ende trifft der erste von Marco Inaros gesteuerte Meteorit auf die Erde und verursacht erhebliche Zerstörungen. |           |                     |               |                          |                                                |                |                                           |            |
| 50 | 4         | Gaugamela           | Gaugamela     | 22. Dez. 2020            | 23. Dez. 2020                                  | Nick Gomez     | Dan Nowak                                 | 45 Minuten |
| Während Amos zu Besuch im UN-Hochsicherheitsgefängnis bei Clarissa Mao ist, trifft ein weiterer Meteorit die Erde und zerstört die Gefängniseinrichtungen. Auch New York wird überflutet. Angesichts der Verwüstungen auf der Erde entschuldigt sich Admiral Delgado bei Avasarala, weil er sie nicht mehr unterstützt hatte. Beide versuchen zunächst vergeblich, die UN-Generalsekretärin in ihrem Flugzeug zu kontaktieren, erst über den Umweg des Chefkochs kommen sie an Nancy Gao heran und können sie darüber informieren, dass die Meteoriten über eine Tarnvorrichtung verfügen. Obgleich das Flugzeug der Generalsekretärin beim Einschlag eines dritten Meteoriten zerstört wird, konnten die Watchtower-Erdsatelliten noch umprogrammiert werden und können den Einschlag dreier weiterer Meteoriten verhindern. Parallel hat jedoch auch ein Bombenanschlag auf das Parlament des Mars stattgefunden. Alex und Bobbie, die mit der in „Screaming Fireback“ umbenannten „Razorback“ das Schiff von Amelie Babbage verfolgen, die „Barkeith“, treffen dabei auf eine angebliche Sperrzone der UN. Als die „Zmeya“ auf Tycho eintrifft, um den Container mit der vermeintlich darin eingesperrten Monica abzuholen, feuert das Schiff auf die Raumstation. Sakai, eine in das Komplott eingeweihte Technikerin, erschießt Fred Johnson, während ein autonomer Roboter ins Quartier Johnsons eindringt, um die dort versteckte Protomolekül-Probe zu entwenden, was auch Holden und Monica nicht verhindern können. Naomi wird von Filip zu Marco Inaros an Bord der „Pella“ gebracht, der ihr voller Stolz die Verwüstungen auf der Erde zeigt. In einer weltweiten Übertragung gibt sich Inaros als Urheber der Terroranschläge zu erkennen. Er übernimmt die Kontrolle über die Ring-Tore und die darüber erreichbaren Welten, indem er den Bewohnern von Erde und Mars die Vernichtung durch das Protomolekül androht, sollten diese den Bereich ihrer Atmosphäre verlassen. |           |                     |               |                          |                                                |                |                                           |            |
| 51 | 5         | Aus dem Loch        | Down and Out  | 29. Dez. 2020            | 30. Dez. 2020                                  | Jeff Woolnough | Matthew Rasmussen                         | 49 Minuten |
| Inaros kontaktiert Drummers Schiff und bittet um ein Treffen. Amos und Clarissa gelingt es, unterstützt von drei Gefängniswärtern und einem weiteren modifizierten Gefangenen, über eine Leiter des Fahrstuhlschachtes das unterirdische Gefängnis-Loch zu verlassen. Die oberirdischen Gefängnisanlagen wurden durch den Meteoriten komplett zerstört. Holden rekrutiert eine neue Besatzung für die Rocinante, um die „Zmeya“ zu verfolgen. Naomi darf sich auf Inaros' Schiff teilweise frei bewegen. Als sie begreift, dass Inaros' Leute den Antrieb der Rocinante manipulieren konnten, schlägt sie Cyn nieder, obwohl der ihr – soweit möglich – meist freundlich entgegengetreten war. Mit Cyns Kommunikator gelingt es ihr, Holden, der gerade dabei war, den Reaktor der Rocianante hochzufahren, rechtzeitig vor der drohenden Explosion zu warnen, bevor sie wieder festgesetzt wird. Bei der Verfolgung der „Barkeith“ finden Alex und Bobbie Beweise für den heimlichen Verkauf von Kampfschiffen des Mars an die Gürtler. Als die „Screaming Fireback“ entdeckt und beschossen wird, kann sie dem Einschlag des Torpedos nur durch einen Notabwurf des Reaktors entgehen. |           |                     |               |                          |                                                |                |                                           |            |
| 52 | 6         | Stämme              | Tribes        | 5. Jan. 2021             | 6. Jan. 2021                                   | Jeff Woolnough | Hallie Lambert                            | 51 Minuten |
| Avasarala, deren in New York zurückgebliebener Mann noch immer als vermisst gilt, wird auf Luna vom ehemaligen Verkehrsminister aufgesucht, der als einziger Überlebender der alten Regierung nun als UNO-Generalsekretär amtiert. Er erkennt Avasaralas vorherige Warnungen an, sichert ihr seine Unterstützung bei der Suche nach ihrem Mann zu – und beruft sie als Mitglied in seinen Stab. Nach dem Angriff von Naomi fordert Inaros von Cyn, sie aus der Luftschleuse zu werfen. Obwohl er von Naomi verletzt wurde, weigert sich Cyn. Auch Filip bittet seinen Vater, seine Mutter am Leben zu lassen, was dieser widerstrebend akzeptiert. Inaros unterbreitet Drummer und ihren Leuten das Angebot, sich seinem Kampf anzuschließen. Da die Erdstreitkräfte voraussichtlich keinen Unterschied zwischen den Gürtlern machen werden, beschließt Drummers Fraktion nach kurzer Beratung, das Angebot anzunehmen. Alex und Bobbie werden von ihren Verfolgern geentert. Es gelingt ihnen jedoch, diese auszutricksen und deren Schiff zu vernichten. Amos und Clarissa beschließen, sich nach Baltimore durchzuschlagen. Clarissa erleidet jedoch intensive körperliche Schmerzen, vermutlich aufgrund der Auflösung der Blockierungen ihrer körperlichen Modifikationen. Amos misstraut allen Menschen, denen sie begegnen, führt sie jedoch gezielt zum Anwesen eines paranoiden „Weltuntergangsfanatikers“ und nimmt Kontakt zu ihm auf. Als dieser ihn erschießen will, kann der Paranoiker mit Clarissas letzter Kraft getötet werden, was Amos offenbar genauso geplant hatte. Obgleich sie die Vorteile der damit gewonnenen warmen und geschützten Unterkunft schätzt, sagt Clarissa zu Amos, dass gute Menschen so nicht handeln würden. |           |                     |               |                          |                                                |                |                                           |            |
| 53 | 7         | Oyedeng             | Oyedeng       | 12. Jan. 2021            | 13. Jan. 2021                                  | Marisol Adler  | Dan Nowak                                 | 47 Minuten |
| Alex und Bobbie übermitteln Avasarala und Holden die Daten der erkundeten Daten von Inaros „Freier Raummarine“ aus Mars- und Gürtlerschiffen. Holden erkennt darunter auch Naomis Schiff „Chetzemoka“. Um weiter der „Zmeya“ folgen zu können, die vermutlich noch immer die gestohlene Protomolekül-Probe an Bord hat, beauftragt er Alex und Bobbie, die „Chetzemoka“ aufzuspüren. Die von der verfolgten „Zmeya“ abgeschossenen Torpedos können durch die „Rocinante“ zerstört werden. Doch bevor die Besatzung der „Rocinante“ die „Zmeya“ entern kann, explodiert diese. Naomi darf sich auf Inaros' Schiff frei bewegen. Sie nutzt das, um ihren Sohn Filip zu sagen, er solle seinen eigenen Weg finden. Sie spricht auch mit Cyn, der ihr beichtet, dass er Inaros geholfen hatte, Filip vor ihr zu verstecken. Er hatte sie auch beobachtet, als sie damals aus Verzweiflung kurz vor einem Suizid in der Luftschleuse stand. Dennoch folgen Cyn und Filip weiter den Zielen von Inaros. Filip will ein eigenes Kommando und schlägt vor, die „Chetzemoka“ als Lockvogel zu benutzen, um Holden anzulocken und zu vernichten. Nach dem Ablegen der „Chetzemoka“ geht Naomi erneut in die Luftschleuse. Cyn stirbt im Vakuum beim Versuch, sie zurückzuhalten. Naomi verübt jedoch keinen Suizid, sondern injiziert sich ein sauerstoffanreicherndes Mittel, um den kurzen Weg durchs Vakuum bis zur Luftschleuse der „Chetzemoka“ zu überleben. |           |                     |               |                          |                                                |                |                                           |            |
| 54 | 8         | Kieselstein im Meer | Hard Vacuum   | 19. Jan. 2021            | 20. Jan. 2021                                  | Marisol Adler  | Dan Nowak                                 | 53 Minuten |
| Admiral Delgado empfiehlt dem neuen UNO-Generalsekretär David Paster einen Präventivschlag gegen Pallas, bei dem jedoch bis zu 13.000 Gürtler getötet würden, von denen die meisten Zivilisten sind. Auf Anraten von Avasarala stellt Pester den Vorschlag zunächst zurück. Holden und die Besatzung der „Rocinante“ finden keine Spur des Protomoleküls zwischen den Trümmern der „Zmeya“. Amos und Clarissa erreichen Baltimore und überzeugen Eric, sie auf der Suche nach einem Shuttle zu unterstützen, um gemeinsam die Erde zu verlassen. Naomi befindet sich auf der verminten „Chetzemoka“ und versucht zunächst vergeblich, den fingierten Notruf abzuschalten oder durch einen eigenen Text zu ersetzen. Schließlich schafft sie es durch zeitweise Stromabschaltung, den Text des automatischen Notrufs so zu verändern, dass er inhaltlich nicht mehr als Notruf gedeutet werden kann. Alex und Bobbie in der „Screaming Fireback“ haben zuvor den Notruf empfangen. Auch Drummers Schiff empfängt beide Versionen. |           |                     |               |                          |                                                |                |                                           |            |
| 55 | 9         | Winnipesaukee       | Winnipesaukee | 26. Jan. 2021            | 27. Jan. 2021                                  | Breck Eisner   | Daniel Abraham, Ty Franck & Naren Shankar | 51 Minuten |
| Auf Befehl von Paster hat die Erde einen Gegenschlag unternommen und die Pallas-Station zerstört. Obwohl Avasaralas Mann Arjun bei einem der Meteoriteneinschläge getötet wurde, findet sie den Gegenschlag falsch. Als Paster auch einen Angriffe auf Ceres plant, tritt Avasarala gemeinsam mit der Mehrzahl seines Stabes zurück. Da keine Zeit für eine Neuwahl bleibt, wird Avasarala als neue Interims-Chefin eingesetzt. Als klar wird, dass Naomi offensichtlich überlebt hat und allein an Bord der „Chetzemoka“ ist, bekommt Drummer von Inaros den Befehl, gemeinsam mit anderen Gürtler-Schiffen die „Rocinante“ anzugreifen und zu zerstören. Amos und Clarissa begeben sich mit dem Hubschrauber auf ein Anwesen auf Winnipesaukee, um mit einem der dort befindlichen Privat-Shuttles von der Erde zu entkommen. Während sie versuchen, die dabei auftretenden technischen Probleme zu lösen, kommt das Service-Personal mehrerer Häuser hinzu und bittet darum, mitfliegen zu können. Außerdem werden sie von ehemaligen Sicherheitskräften attackiert, die mittlerweile eigene Interessen vertreten. In beiden Fällen setzt sich Clarissa für eine einvernehmliche Lösung ein, was ihr nur beim Service-Personal gelingt. Beim Feuergefecht mit den ehemaligen Sicherheitskräften kommen mehrere von Erics Leuten ums Leben, bevor das Shuttle erfolgreich startet. |           |                     |               |                          |                                                |                |                                           |            |
| 56 | 10        | Nemesis Spiele      | Nemesis Games | 2. Feb. 2021             | 3. Feb. 2021                                   | Breck Eisner   | Daniel Abraham, Ty Franck & Naren Shankar | 56 Minuten |
| Die ehemalige und neue Generalsekretärin Avasarala bittet Admiral Delgado, ihr militärischer Berater zu werden. Die „Rocinante“ stellt sich fünf angreifenden Schiffen von Inaros' sogenannter „Freier Raumflotte“ entgegen, um der „Screaming Fireback“ genug Zeit zu verschaffen, Naomi von der „Chetzemoka“ zu retten. Drummer schlägt sich mit einigen ihrer Leute auf die Seite von Holden, der dadurch diese Schlacht für sich entscheiden kann. Danach wird Drummer von zwei ihrer Besatzungsmitglieder verlassen, die mit ihrer Entscheidung nicht einverstanden waren, mit der sie offensichtlich ihre eigene „Familie“ zerstört hat. Naomi springt im Raumanzug ohne ausreichend Sauerstoff vom Schiff, um Alex und Bobbie vor der Verminung der „Chetzemoka“ zu warnen. Bobbie schafft es, eine Sauerstoffflasche zu ihr zu bringen und sie zu retten, während Alex aufgrund der vorherigen hohen Beschleunigung an einem Schlaganfall stirbt. Auf Luna trifft die Besatzung der „Rocinante“ wieder auf Amos, der Holden damit überrascht, dass Clarissa als neues Besatzungsmitglied an Bord kommt. Während Monica entdeckt, dass das Protomolekül vor der Explosion die „Zmeya“ an Bord eines Torpedos verlassen hat, erfährt Avasarala von der Vernichtung der eigenen Kriegsschiffe, die das Ringtor bewachten. Als das beteiligte ehemalige MCRN-Schiff Barkeith von Admiral Sauveterre den Ring auf dem Weg nach Laconia passiert, wird das Schiff durch die anderen Wesen, welche die Erbauer der Ringe zerstört haben, entmaterialisiert. Im Nachspann wird eine währenddessen über Laconia entstehende Struktur mit Protomolekül gezeigt, was ein Erwachen der Wesen andeutet. |           |                     |               |                          |                                                |                |                                           |            |

## Staffel 6
Die Erstveröffentlichung der sechsten Staffel erfolgte zwischen dem 10. Dezember 2021 und dem 14. Januar 2022 auf Prime Video.
| Nr. (ges.) | Nr. (St.) | Deutscher Titel          | Originaltitel    | Erstveröffentlichung USA | Deutschsprachige Erstveröffentlichung (D/A/CH) | Regie          | Drehbuch                             | Länge      |
| --- | --------- | ------------------------ | ---------------- | ------------------------ | ---------------------------------------------- | -------------- | ------------------------------------ | ---------- |
| 57 | 1         | Verhängnisvoller Fehler  | Strange Dogs     | 10. Dez. 2021            | 10. Dez. 2021                                  | Breck Eisner   | Naren Shankar                        | 47 Minuten |
| Auf Laconia spricht ein kleines Mädchen mit den einheimischen Tieren des Waldes und ist besorgt um einen offenbar erkrankten Sonnenvogel. Der Krieg zwischen den inneren Planeten Erde und Mars einerseits und den Gürtlern andererseits beschränkt sich aktuell auf Aufklärungsflüge und die Abwehr von Inaros’ Meteoritenangriffen. Jedoch verursachen auch die Resttrümmer der Meteoriten Schäden und beschädigen die Biosphäre der Erde. Bobbie ist nun als persönliche Sekretärin und Leibwächterin von Avasarala tätig. Beide befinden sich auf der „Zenobia“. Die Rocinante ist in Avasaralas Auftrag auf einer Aufklärungsmission. Dabei entdeckt die Besatzung einen bereits mit Antrieb versehenen Meteoriten. Bei der Untersuchung löst Holden versehentlich dessen Triebwerk aus und wird beinahe dabei getötet. Er findet heraus, dass alle Angriffs-Meteoriten ihre Flugrouten von einem einzigen Schiff erhalten, der „Azure Dragon“, auf deren Spur sich die Rocinante nun begibt. Drummers Schiff, die „Tynan“, stößt beim Ausschlachten eines Raumschiffwracks auf ein Schiff der Freien Raummarine. Aufgrund eines Fehlers des Besatzungsmitglieds Micio kann der Angreifer nur mit Glück besiegt werden. Deshalb soll Micio das Schiff demnächst gegen ihren Willen verlassen. Marco Inaros befindet sich auf Ceres, wo für Filip das Treffen mit einer Prostituierten wichtiger ist als das pünktliche Erscheinen auf einer Beratung mit seinem Vater. Er reagiert gereizt auf Äußerungen seines Freundes, der ihn für seinen Anteil an den Meteoritenangriffen bewundert. Als eine Barkeeperin nicht auf seine Avancen eingeht, bedroht er sie in betrunkenem Zustand. Seinen Freund Juan, der dazwischengeht, schießt er nieder. |           |                          |                  |                          |                                                |                |                                      |            |
| 58 | 2         | Azure Dragon             | Azure Dragon     | 17. Dez. 2021            | 17. Dez. 2021                                  | Jeff Woolnough | Daniel Abraham & Ty Franck           | 45 Minuten |
| Marco Inaros holt Filip aus dem Gefängnis und stellt dessen Tat im Nachhinein so dar, dass sich Filip gegen einen Angriff gewehrt habe. Filip bedauert Juans Tod und sorgt dafür, dass dessen Familie entschädigt wird. Drummer will Micio an das Schiff einer anderen Fraktion übergeben, die „Anazami“, die zwar mit Inaros zusammenarbeitet, aber von ihm schikaniert wird. Dabei lotet sie Möglichkeiten aus, wie man an Inanros’ Nachschubdepots herankommen könnte. Bobbie kommt an Bord der „Rocinante“, um die „Azure Dragon“ zu überrumpeln. Beim Entern versagt Naomi, und Clarissa übernimmt eigenmächtig und erfolgreich deren Aufgabe. Obwohl Clarissa damit den Erfolg der Mission ermöglicht hat, wird sie von Holden zurechtgewiesen, aber erstmals als Teil der Mannschaft anerkannt. Mit den auf dem Schiff gefundenen Daten ist die Erde sicher vor den Meteoritenangriffen von Inaros und kann ihn nun im Gürtel bekämpfen. Avasarala bittet Monica darum, möglichst realitätsgetreu über die Leiden der Erdbewohner zu berichten, um zumindest einige der Gürtler zum Nachdenken zu bringen. Das Mädchen auf Laconia und ihre Familie stammen von der Erde. Der Sonnenvogel starb, weil sie ihm Nahrung von der Erde gab und damit vergiftete. Während ihre Eltern zu einer Beratung gehen, versucht sie vergeblich, die bedrohten Küken des toten Sonnenvogels zu retten. |           |                          |                  |                          |                                                |                |                                      |            |
| 59 | 3         | Zeichen der Stärke       | Force Projection | 24. Dez. 2021            | 24. Dez. 2021                                  | Jeff Woolnough | Dan Nowak                            | 43 Minuten |
| Das Mädchen auf Laconia stellt fest, dass ein anderes einheimisches Tier die Sonnenküken gerettet hat. Als sie nach Hause zurückkehrt, erfährt sie vom Tod ihres Bruders und trauert mit ihren Eltern. Die Erdflotte kann die ausgeschlachtete Ceres-Station kampflos übernehmen. Die zivile Bevölkerung hat noch Vorräte für lediglich drei Wochen. Avasarala erkennt, dass Marco Inaros dies bewusst inszeniert hat und davon ausging, dass Erde und Mars die dortigen Gürtler ihrem Schicksal überlassen und sich damit moralisch diskreditieren. Stattdessen übernimmt die Flotte die Versorgung der Gürtler, worauf einige Militärs mit Unverständnis reagieren. In einer Sektion von Ceres, in der Monica gerade Filmaufnahmen macht, geschieht ein Terroranschlag. Drummers „Tynan“ und das Gürtler-Schiff „Anazami“ fliegen nun gemeinsam, zwei weitere Gürtler-Schiffe schließen sich ihnen an. Prax kontaktiert Amos und berichtet von einer neuentwickelten Pflanze, die auch das Ernährungsproblem der Erde lösen könnte. Inaros’ Schiff „Pella“ und zwei weitere seiner Flotte treffen überraschend auf die „Rocinante“ und greifen sie an. Durch Bobbies taktisches Geschick erlangt die „Rocinante“ die Überlegenheit und schießt ihre Gegner kampfunfähig. Als Inaros die Kapitulation ablehnt, schießt Bobbie einen Torpedo ab, um die „Pella“ zu zerstören. Im Angesicht von Naomis Angst um ihren Sohn Filip deaktiviert Holden den Sprengkopf, so dass Inaros’ Schiff entkommen kann. Durch das Ringtor kommt ein Kampfschiff eines neuen Typs zur Unterstützung von Inaros. |           |                          |                  |                          |                                                |                |                                      |            |
| 60 | 4         | Kriegstrommeln           | Redoubt          | 31. Dez. 2021            | 31. Dez. 2021                                  | Anya Adams     | Dan Nowak                            | 47 Minuten |
| Cara, das Mädchen auf Laconia, schafft ihren bei einem Verkehrsunfall getöteten Bruder Xan zu dem einheimischen Wesen, das nach ihren Beobachtungen bereits tote Tiere wiederbelebt hat. Die Marsflotte will Ceres im Stich lassen und die Ringtore angreifen, was Avasarala ablehnt. Monica hat die Explosion auf Ceres überlebt und zeigt Avasarala ihre Reportage darüber. Clarissa entdeckt, dass Holden den Torpedo auf Inaros’ Schiff entschärft hatte, und informiert Amos davon, der Holden deshalb Vorwürfe macht. Holden erklärt Naomi, dass er nicht fähig war, ihren Sohn zu töten. Clarissa sagt Holden, man müsse sich nicht dafür entschuldigen, dass man nicht tötet. Drummers Schiffe entdecken ein riesiges Verpflegungsdepot von Inaros. Von den Bewachern werden sie angegriffen. Als dabei der Arm von Drummers Besatzungsmitglied Josip eingeklemmt wird, kann Micio ihn nur retten, indem sie kurzentschlossen dessen Arm amputiert. Damit beweist sie, wie wichtig ihre Anwesenheit noch immer ist. Filip wurde von Inaros zum Reparaturtechniker degradiert und lernt dabei seinen Kollegen Pascal näher kennen, der einen Bruder auf Ceres hat und sich um diesen sorgt. |           |                          |                  |                          |                                                |                |                                      |            |
| 61 | 5         | Der Feind meines Feindes | Why We Fight     | 7. Jan. 2022             | 7. Jan. 2022                                   | Anya Adams     | Daniel Abraham & Ty Franck           | 48 Minuten |
| Die außerirdischen „Hunde“ auf Laconia haben tatsächlich Xan wiederbelebt, den kleinen Bruder des Mädchens Cara. Fünf marsianische Kampfschiffe werden beim Angriff auf die Medina-Station zerstört, weil diese über mindestens fünf neue marsianische Railguns verfügt, die den gesamten Bereich abdecken können. Filips Technikerkollege Pascal sitzt im Arrest, weil er versucht hatte, seinen Bruder auf Ceres anzufunken. Filip nutzt seine Privilegien und findet heraus, dass dieser bei der Explosion auf Ceres ums Leben kam. Pascal hatte die Sprengsätze selbst mit installiert, aber geglaubt, dass nur „Innere“ davon getötet werden sollten. Nach Holdens eigenmächtiger Entscheidung, Inaros’ Schiff zu verschonen, erwägt Amos, die Rocinante zu verlassen. Bobbie kann ihn jedoch davon überzeugen, dass man in Kriegszeiten vor allem zu seinen Kampfgefährten stehen muss. Naomi entdeckt, dass das Verschwinden von Schiffen bei der Passage der Sprungtore nach bestimmten Regeln erfolgt: Je höher die Tonnage, desto größer ist das Risiko. Holden informiert Avasarala darüber, kann sie aber nicht überzeugen, Inaros davon auch in Kenntnis zu setzen, weil Erde und Mars zu unterliegen drohen. Drummer bringt die Vorräte von Inaros’ Stützpunkt nach Ceres und lässt dort den schwerverletzten Josip behandeln. Micio will vorerst mit ihm auf Ceres bleiben. Naomi gelingt es in Avasaralas Auftrag, Drummer dazu zu bewegen, ein Bündnis ihrer Schiffe mit den Erdstreitkräften einzugehen. |           |                          |                  |                          |                                                |                |                                      |            |
| 62 | 6         | Babylons Asche           | Babylon’s Ashes  | 14. Jan. 2022            | 14. Jan. 2022                                  | Breck Eisner   | Julianna Damewood & Glenton Richards | 63 Minuten |
| Als Cara auf Laconia ihren wiederbelebten Bruder Xan zu ihren Eltern zurückbringt, reagieren diese ablehnend und voller Angst. Sie sperren Xan in einen Schrank. Cara lockt ihre Eltern aus dem Haus und begibt sich mit Xan zu den außerirdischen Wesen in den Wald. Die vereinigten Kräfte von Erde und Mars greifen die Verbände von Inaros’ Freier Raumflotte an, während Drummers Gürtler die Kontrolle über dessen Versorgungsschiffe übernehmen sollen. Inaros’ schwerbewaffnete „Pella“ hat sich allerdings als eines der Versorgungsschiffe getarnt und kann so die meisten von Drummers Schiffen zerstören. Die „Anazami“ geht auf Kollisionskurs mit der „Pella“, kann sie aber nur leicht beschädigen. Die von Marco erhoffte Hilfe aus dem Laconia-System bleibt jedoch aus, da Duarte Marco nur als Ablenkung für seine eigenen Pläne gebraucht hat und ihm nun nicht mehr von Nutzen ist. Gleichzeitig greift die „Rocinante“ die „Medina“-Raumstation im Ring an, unterstützt vom Eisfrachter „Giambattista“ mit unzähligen unbemannten Pods und mehreren darunter gemischten Ein-Mann-Angriffspods. In diesen befinden sich auch Bobbie und Amos, die schließlich mit Hilfe der „Rocinante“ die Railguns der „Medina“ außer Gefecht setzen können, wenngleich unter hohen Verlusten und ohne sie danach selbst nutzen zu können. Gegen Inaros’ Schiffe, die sich nun dem Ringtor nähern, wären sie daher unterlegen. Naomis Vorschlag folgend gelingt es ihnen, die Ring-Entitäten mit der Explosion des Giambattista-Frachter aufzuwecken, so dass Inaros’ Schiffe beim Eintritt in den Ring in Atome zerlegt werden. Kurz zuvor hat sich Filip gegen seinen Vater entschieden und die „Pella“ verlassen. Bei den anschließenden Friedensverhandlungen machen sich die weiterhin vorhandenen Spannungen zwischen Erde, Mars und Gürtlern bemerkbar. Holden kann jedoch die Führung von Erde und Mars überlisten und die Gürtlerin Drummer als Vorsitzende einer unabhängigen Transportunion einsetzen, die die Verantwortung über die Ringtore erhält. |           |                          |                  |                          |                                                |                |                                      |            |